# La isla misteriosa
La isla misteriosa  es una novela de Julio Verne , publicada en la Magasin d’Éducation et de Récréation (Magazine de ilustración y recreo) del 1 de enero de 1874 (volumen 19, número 217) al 15 de diciembre de 1875 (volumen 22, número 264), y en un solo volumen el 22 de noviembre de 1875. Considerada por muchos, como su obra maestra.
En ella se aprecia la admiración de su autor por la ciencia aplicada, tan presente en toda su obra, sintetizándola a través de uno de sus personajes que encierra en sí mismo el conocimiento y la capacidad de adaptación al medio del hombre: el ingeniero Cyrus Smith (Cyrus Harding en la versión de Agnes Kinloch).  Dicho personaje, dotado con un amplio conocimiento general, articula la historia y la hace verosímil. El libro forma parte de una trilogía que además componen Veinte mil leguas de viaje submarino y Los hijos del capitán Grant. Tal como el propio Verne aclaraba a su editor, esta sería «una novela que tratase sobre química»: partiendo prácticamente de cero, los protagonistas consiguen fabricar incluso ácido sulfúrico, uno de los productos químicos más avanzados de la época.

## Personajes
- Cyrus Smith: Ingeniero estadounidense, también científico y soldado. Se convierte en el líder natural de los náufragos o, como se autodenominaron después, colonos.
- Pencroff: Marino de profesión, tenía a su cargo al hijo de su capitán, Harbert.
- Gedeón Spillet: Periodista, soldado estadounidense que sabía un poco de medicina.
- Harbert: Adolescente, hijo del capitán de Pencroff quién lo tomo por hijo después de que el capitán muriera.
- Nab: Ex esclavo negro, manumitido por Smith y a su servicio.
- Nemo: Capitán del Nautilus.
- Ayrton: Presidiario evadido, confinado en un islote.
- Top: Perro de Cyrus Smith.
- Júpiter : Abreviado como "Jup", es un orangután que logran capturar y amaestrar para que fuera su criado.
- Piratas: Antagonistas de los anteriores en la parte final de la novela.

## Argumento

### Primera parte: Los náufragos del aire

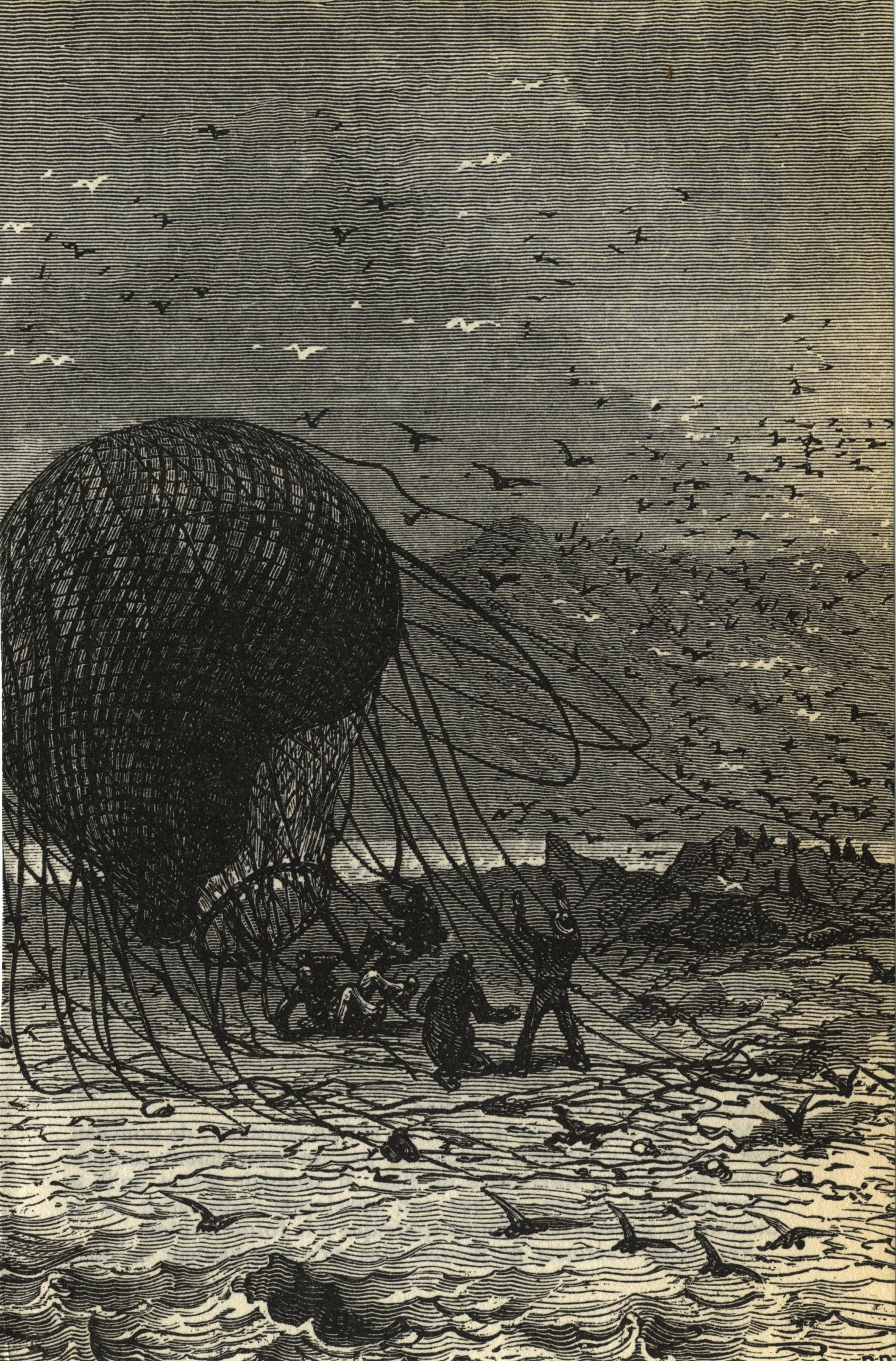
Llegada de los náufragos a la isla. Grabado de Jules Férat.

Cinco hombres, rehenes en Richmond durante la guerra civil estadounidense, encuentran la forma de escapar gracias a un globo aerostático que estaba destinado a Jonathan Forster y que no partió debido a un huracán. Junto al perro Top parten hacia el sur el 23 de marzo de 1865. Pero el huracán no les permite bajar y quedan suspendidos por cinco días en el cielo, hasta que el globo se queda sin aire y caen en la playa de un islote, muy cercano a la isla Tabor.
Cyrus Smith desaparece poco antes de llegar, y los intentos de encontrarlo no dan resultados. Pencroff y Harbert se convierten en cazadores, y Nab, único personaje negro, es el cocinero. El 27 de marzo, Gedeon Spillet encuentra al perro Top, el cual lo lleva a buscar a Smith, quien sigue vivo. Logran reanimarlo y lo llevan a su refugio provisional, conocido como Las Chimeneas.
Cyrus Smith, con sus enciclopédicos conocimientos, desde un principio posibilita la supervivencia inicial de sus compañeros en un entorno hostil, llegando a modificar el modo de vida del resto hasta procurar una estancia casi urbana para sus compañeros gracias a sus conocimientos en el campo de la física, la agricultura y la química. El 29 de marzo, Smith y los demás suben al monte más alto del lugar y descubren que están en una isla de gran tamaño, fértil en su mayor parte, a la que llaman Isla de Lincoln. El grupo da nombre a los lugares importantes y al monte.
Después de muchos esfuerzos, Smith determina la posición de la isla, y con sus compañeros consigue hacer fuego.
Durante su estancia en la isla son vigilados, sin saberlo, por una fuerza casi sobrehumana que habita en las entrañas de la isla.
Cyrus Smith y sus compañeros descubren hechos inexplicables, como la salvación de Cyrus y la de Top del ataque de un dugongo. Smith descubre que el agua del lago Grant desemboca bajo tierra, y allí hay una cueva muy grande, la que pasa a ser su hogar, a la que llamarán Granite-house.
En 1866, Pencroff decide construir un barco que les sirva para abandonar la isla. Pero antes descubren una bala en el cuerpo de un carpincho y creen que alguien más está residiendo en la isla.

### Segunda Parte: El abandonado

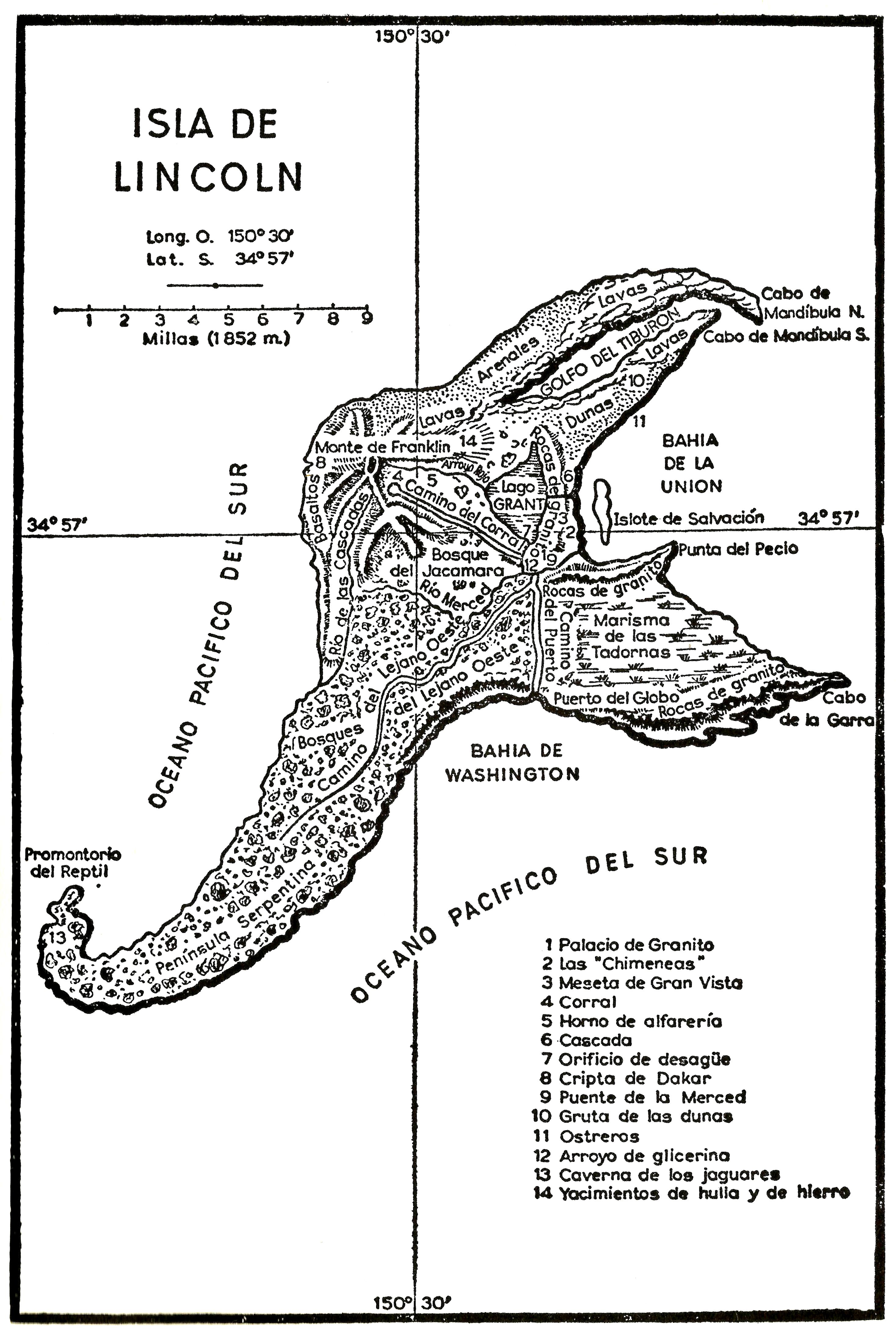
Mapa de la Isla Lincoln

Cyrus Smith se siente muy intrigado por la bala, decide que algún día buscará a su dueño y jura encontrarlo. Poco después de ese descubrimiento, los cinco colonos y Top hacen una exploración de la costa de la isla, excepto el norte. No encuentran a nadie, pero al regresar por la noche no pueden cruzar el río de la Providencia, al carecer de una balsa, pero en ese momento aparece una canoa flotando junto a ellos. Cyrus Smith lo apunta en la lista de hechos inexplicables. Luego, al regresar, ven que Granite-house ha sido invadida por monos. Logran expulsarlos y Pencroff se queda con uno, al que llama Júpiter.
Pencroff termina su barco, al que llama Buenaventura. En su viaje inaugural, Harbert descubre una botella que contiene una nota escrita por un náufrago, que vive en la isla de Tabor.
Pencroff se prepara para el viaje de rescate, a pesar de las advertencias del ingeniero. Junto a Harbert y Gedeon Spillet, descubren que el náufrago se halla en estado salvaje, y con lástima lo llevan a la isla de Lincoln. Cyrus Smith decide devolverle el uso de la razón y lo deja reposar.
El desdichado se recupera rápidamente y, un día que lo dejan libre, recupera la cordura y se aleja de los colonos. Desaparece, pero vuelve a Granite-house  y les revela su nombre: Ayrton Ben Joyce, y que había sido un traidor y sanguinario pirata. Cyrus Smith le perdona y le dan una oportunidad de enmendarse.
Ayrton se vuelve un colono más; es inteligente, honrado y generoso. Cyrus Smith prepara un viaje al norte de la isla, que es una zona árida y tétrica debido a las emanaciones de lava de tiempos inmemoriales. Allí no hay más que polvo y rocas ígneas.
Cyrus Smith construye un redil para las ovejas y las cabras cerca del monte Franklin, en el cual Ayrton construye su casa. A mediados de 1867, Harbert toma una fotografía del litoral de la isla, y descubre que un barco se dirige a Granite-house .Y luego de eso, Cyrus Smith, al no saber qué hacer, se va a esconder.

### Tercera parte: El secreto de la isla
Cyrus Smith teme lo peor de esa visita y prepara la defensa de sus propiedades. Como los colonos solo son seis y los piratas son más de cincuenta y están bien armados, las perspectivas no son halagüeñas para los primeros, pero Smith tiene un plan. Ayrton se ofrece para espiar el barco por la noche, y su propuesta es aceptada, ya que, si es un barco pirata, no hay mucho que esperar de ellos.
De noche, Ayrton descubre que el barco está lleno de prisioneros fugados de la isla de Norfolk, dirigidos por Bob Harvey, y quieren convertir la isla en su cuartel general. Ayrton va al camarín de la pólvora e intenta volar el buque, pero el mismo Harvey lo detiene.
Cyrus y sus compañeros saben afrontar la muerte, y reciben a los fugitivos a balazos, y así impiden el desembarco. Bob Harvey, al ver que diez de sus piratas han muerto, manda entrar en el río de la Merced. Granite-house  es descubierta, y los colonos habrían de morir por los cañonazos del barco, pero una explosión interna en el buque Speedy acaba con la amenaza.
Smith y sus amigos descubren, más tarde, que la explosión ha sido provocada por un torpedo enviado por una poderosa máquina. Ya no tienen duda de que un hombre generoso es el autor de los hechos inexplicables en la isla.
Sólo han quedado seis piratas sobrevivientes, que vagan por la isla. Cyrus aconseja precaución al  desplazarse por la isla. 
Un día, Ayrton es apresado en el redil y es secuestrado, el cable telegráfico es destruido y Harbert es herido de gravedad.
Smith, Spillet y Pencroff esperan la recuperación de Harbert, que llega a estar a un paso de la muerte, para acabar con los últimos cinco piratas que quedan, pero es el misterioso protector de los colonos quien logra ese objetivo. Cyrus Smith desea ardientemente conocerlo.
Durante ese año de 1868, el más próspero y alegre de toda su estancia en la isla, no faltan la comida ni el trabajo.
Pero surge una amenaza directa a la persistencia de la isla: en septiembre de 1868, aparece una columna de humo en el monte Franklin.

### Final de la historia

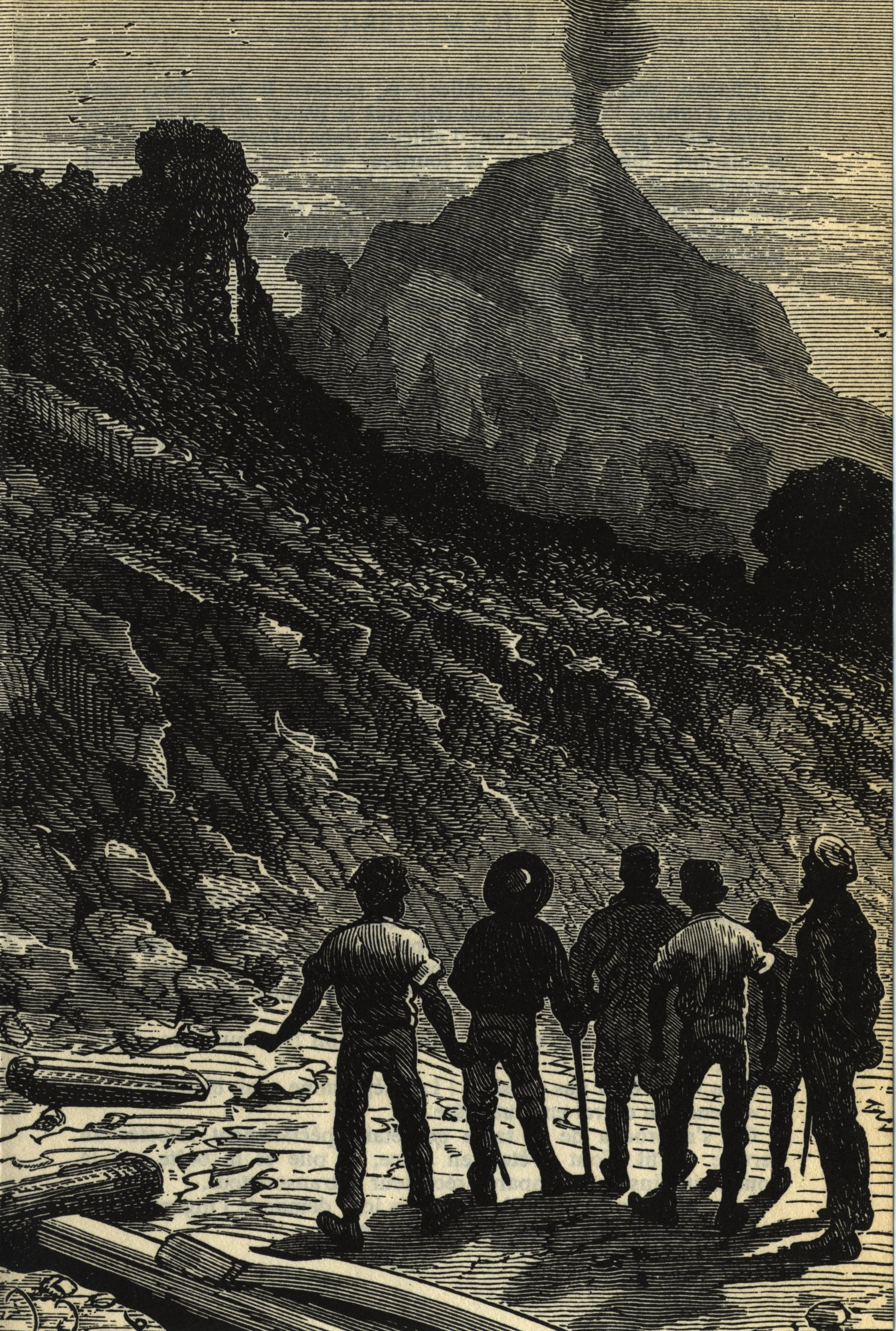
El fin de la isla.

Cyrus Smith, después de muchas investigaciones, anuncia una erupción en breve plazo: en 6 meses a lo más. Pencroff prepara a toda prisa un barco más grande que el anterior, como precaución ante un futuro peligro. El 9 de marzo, muy de noche, los colonos reciben un mensaje telegráfico del generoso protector. Cyrus y sus compañeros acuden a todo correr, olvidando el sueño.  
En una cueva bajo el volcán, en su prodigioso Nautilus, se encuentra el capitán Nemo, desde donde socorre a los colonos. Sintiendo próxima la hora de su muerte, les revela su gran secreto.
Al final, la isla desaparece completamente en el océano, y los náufragos, apiñados sobre una roca, son recogidos por un barco, el Duncan, que se dirigía a la isla Lincoln después de haber buscado a Ayrton en la isla Tabor. Se llevan con ellos las joyas que el Capitán Nemo les había regalado, y así pueden vivir desahogadamente el resto de sus vidas y hacer las obras de caridad que el arrepentido capitán les ha encomendado.

## Capítulos

### Primera parte
Los náufragos del aire.
I El huracán de 1865. — Gritos en los aires. — Un globo llevado por una tromba. — La envoltura rota. — Nada a la vista sino la mar. — Cinco pasajeros. — Lo que ocurre en la barquilla. — Una costa en el horizonte. — El desenlace del drama. 	
II Un episodio de la Guerra de Secesión. — El ingeniero Cyrus Smith. — Gédéon Spilett. — El negro Nab. — El marino Pencroff. — El joven Harbert. — Una propuesta inesperada. — Encuentro a las diez de la noche. — Partida en medio de la tempestad.
III A las cinco de la tarde. — Lo que faltaba. — La desesperación de Nab. — Escrutación del norte. — El islote. — Una noche triste y angustiosa. — La niebla de la mañana. — Nab a nado. — Avistamiento de la tierra. — El vadeo del canal.
IV Los dátiles de mar. — El río en su desembocadura. — Las Chimeneas. — Reanudación de las exploraciones. — El bosque de árboles de hoja perenne. — La provisión de combustible. — En espera de la bajamar. — Desde lo alto de la costa. — La maderada. — La vuelta a la ribera. 	
V Acondicionamiento de Las Chimeneas. — El importante asunto del fuego. — La caja de cerillas. — Rebusca en la playa. — Regreso del explorador y de Nab. — ¡Una sola cerilla! — El hogar chisporroteante. — La primera cena. — La primera noche en tierra. 	
VI El inventario de los náufragos. — Nada. — La ropa quemada. — Una incursión en el bosque. — La flora del arbolado perenne. — El yacamará espantado. — Trazas de animales leonados. — Los surucúas. — Los gallos salvajes. — Una pesca con caña muy peculiar. 	
VII Nab no ha vuelto todavía. — Las reflexiones del explorador. — La cena. — Mala noche se avecina. — Una tormenta espantosa. — Partida del campamento en plena noche. — Lucha contra la lluvia y el viento. — A ocho millas del primer campamento. 	
VIII Cyrus Smith ¿está vivo? — La narración de Nab. — Las huellas. — Una cuestión insoluble. — Las primeras palabras de Cyrus Smith. — La constatación de las huellas. — El regreso a Las Chimeneas. — ¡Pencroff aterrado! 	
IX Cyrus está ahí. — Los ensayos de Pencroff. — La madera frotada. — ¿Isla o continente? — Los proyectos del ingeniero. — ¿En qué punto del Océano Pacífico? — En pleno bosque. — El pino. — Unas calzas de carpincho. — Una humareda de buen augurio. 	
X Una invención del ingeniero. — El asunto que preocupa a Cyrus Smith. — La partida a la montaña. — El bosque. — Suelo volcánico. — Los tragopanes. — Los carneros salvajes. — La primera meseta. — El campamento para pasar la noche. — La cima del cono. 	
XI En la cima del cono. — El interior del cráter. — El mar en derredor. — Sin tierra a la vista. — El litoral a vista de pájaro. — Hidrografía y orografía. — La isla ¿está habitada? — Nominación de las bahías, los golfos, los cabos, los ríos, etc. — La Isla Lincoln. 	
XII El ajuste de los relojes. — Pencroff está satisfecho. — Una humareda suspechosa. — El curso del Arroyo Rojo. — La flora de la Isla Lincoln. — La fauna. — Los faisanes de montaña. — La persecución de los canguros. — El agutí. — El Lago Grant. — Regreso a las Chimeneas. 	
XIII Lo que se encuentra encima de Top. — Fabricación de arcos y flechas. — Un enladrillado. — El horno de alfarería. — Diversos utensilios de cocina. — El primer estofado. — La artemisa. — La Cruz del Sur. — Una importante observación astronómica. 	
XIV La medida de la muralla de granito. — Una aplicación del teorema de los triángulos semejantes. — La latitud de la isla. — Una excursión al norte. — Un banco de ostras. — Proyectos para el porvenir. — El paso del sol por el meridiano. — Las coordenadas de la Isla Lincoln. 	
XV La invernada ya está decidida del todo. — La cuestión metalúrgica. — Exploración del Islote de la Salud. — La caza de focas. — Captura de un equidna. — El koala. — Eso que llaman el método catalán. — Forja del hierro. — Cómo se obtiene el acero. 	
XVI Es tratado de nuevo el asunto de la habitación. — Las fantasías de Pencroff. — Una exploración en el norte del lago. — El escarpe septentrional de la meseta. — Las serpientes. — El extremo del lago. — Inquietudes de Top. — Top a nado. — Un combate en las aguas. 	
XVII Visita al lago. — La corriente indicadora. — Los proyectos de Cyrus Smith. — La grasa de dugongo. — Empleo de las piritas esquistosas. — El sulfato de hierro. — Cómo se hace la glicerina. — El jabón. — El salitre. — Ácido sulfúrico. — Ácido azótico. — Otra explosión. 	
XVIII Pencroff ya no tiene dudas. — El antiguo aliviadero del lago. — Un descenso subterráneo. — La ruta a través del granito. — Top ha desaparecido. — La caverna central. — El pozo inferior. — Misterio. — A golpes de pico. — El regreso.
XIX El plan de Cyrus Smith. — La fachada de la Casa de Granito. — La escala de cuerda. — Los sueños de Pencroff. — Las hierbas aromáticas. — Una galería natural. — Derivación de las aguas para los requerimientos de la vivienda nueva. — La vista desde las ventanas de la Casa de Granito. 	
XX La estación de las lluvias. — La cuestión de la ropa. — Una cacería de focas. — Fabricación de la vela. — Tareas interiores en la Casa de Granito. — Las dos alcantarillas. — Regreso de una visita a la ostrera. — Lo que se encuentra en el bolsillo Harbert. 	
XXI Unos cuantos grados bajo cero. — Exploración de la zona pantanosa del sureste. — Las caídas. — Vista del mar. — Una conversación sobre el futuro del Océano Pacífico. — El trabajo incesante de los infusorios. — En lo que se convertirá el Globo. — La cacería. — El pantano de los tarros. 	
XXII Las trampas. — Los zorros. — Los pecaríes. — Viraje del viento al noroeste. — Tormenta de nieve. — Los canasteros. — Los mayores fríos del invierno. — La cristalización del azúcar de arce. — El pozo misterioso. — La exploración planeada. — El grano de plomo.

### Segunda parte
El abandonado.
Acerca del grano de plomo. — La construcción de una piragua. — Las cacerías. — En la copa de un kauri. — Nada que señale la presencia del hombre. — Una pesca de Nab y de Harbert. — Tortuga devuelta. — Tortuga desaparecida. — Explicación de Cyrus Smith. 	
Primera prueba de la piragua. — Un pecio en la costa. — El remolque. —  El Cabo del Pecio. — Inventario de la caja: utillaje, armas, instrumentos, ropa, libros, utensilios. — Lo que le falta a Pencroff. — El Evangelio. — Un versículo del libro sagrado. 	
La partida. — La pleamar. — Olmos y almeces. — Plantas diversas. — El yacamará. — Aspecto del bosque. — Los eucaliptos gigantes. — Por qué se les llama «árboles de la fiebre». — Bandas de monos. — La cascada. — Campamento para la noche. 	
'lol. — Unas cuantas bandas de cuadrumanos. — Un nuevo curso de agua. — Por qué no se hace sentir la pleamar. — El bosque por litoral. — El Promontorio del Reptil. — Gédéon Spilett tiene envidia de Harbert. — El explosivo de bambú. 	
Propuesta de regreso por el litoral del sur. — Configuración de la costa. — En busca del supuesto náufrago. — Un pecio en el aire. — Descubrimiento de un pequeño puerto natural. — A media noche a bordo de la Mercy. — Una barca a la deriva. 	
Las llamadas de Pencroff. — Una noche en Las Chimeneas. — La flecha de Harbert. — Proyecto de Cyrus Smith. — Una solución inesperada. — Lo que sucede en la Casa de Granito. — De cómo un nuevo doméstico entra al servicio de los colonos. 	
Proyectos que llevar a cabo. — Un puente sobre la Mercy. — Hacer una isla de la Meseta de Vistagrande. — El puente levadizo. — La cosecha del trigo. — El arroyo. — Las alcantarillas. — El redil. — El palomar. — Las dos grajillas. — El carro con tiro. — Excursión al Puerto Globo. 
El escarpe. — Calzas de cuero de foca. — Fabricación del piroxilo. — Varias siembras. — La pesca. — Los huevos de tortuga. — Los progresos de maese Jup. — El corral. — Caza de muflones. — Nuevos recursos vegetales y animales. — Recuerdos de la patria lejana. 	
El mal tiempo. — El ascensor hidráulico. — Fabricación del vidrio y del cristal. — El árbol del pan. — Visitas frecuentes al corral. — Crecimiento de la cabaña ganadera. — Un asunto digno de atención. — Coordenadas exactas de la Isla Lincoln. — Propuesta de Pencroff. 	
Construcción del barco. — Segunda cosecha de trigo. — Cacería de koalas. — Una nueva planta más agradable que útil. — Ballena a la vista. — El arpón de Vineyard. — Despiece del cetáceo. — Empleo de las barbas de ballena. — El final del mes de mayo. — ¿Qué más podría desear Pencroff? 
El invierno. — Bataneo de la lana. — El molino. — Una idea fija de Pencroff. — Las barbas de ballena. — De lo que puede servir un albatros. — El combustible del futuro. — Top y Jup. — Tormentas. — Bajas en el redil. — Una excursión al pantano. — Cyrus Smith solo. — Exploración del pozo. 	
El aparejo de la embarcación. — Un ataque a tiros. — Jup herido. — Jup atendido. — Jup curado. — Remate de la construcción del barco. — Triunfo de Pencroff. — El Buenaventura. — Primera prueba en el sur de la isla. — Un documento inesperado. 	
Partida decidida. — Hipótesis. — Preparativos. — Los tres pasajeros. — Primera noche. — Segunda noche. — La Isla Tabor. — Rebuscas en el grao. — Rebuscas en la maleza. — Persona. — Animales. — Plantas. — Una habitación. — Desierto. 	
Inventario. — La noche. — Algunas cartas. — Continuación de las investigaciones. — Plantas y animales. — Harbert en gran peligro. — A bordo. — La partida. — Mal tiempo. — Un golpe de intuición. — Perdidos en la mar. — Un fuego prendido adrede.
El regreso. — Discusión. — Cyrus Smith y el desconocido. — Puerto Globo. — La tercera cosecha. — Un molino de viento. — La primera harina y el primer pan. — La dedicación del ingeniero. — Una experiencia emocionante. — Lágrimas derramadas. 	
Un misterio que aclarar. — Las primeras palabras del desconocido. — ¡Doce años en el islote! — Confesiones — La desaparición. — Confianza de Ciro Smith. — Construcción de un molino. — El primer pan. — Un acto de dedicación. — Las manos honradas.
Siempre a distancia. — Una petición del desconocido. — La granja establecida en el corral. — ¡Son doce años! — El contramaestre del Britannia. — Abandono en la Isla Tabor. — La mano de Ciro Smith. — El documento misterioso. 	
Conversación. — Cyrus Smith y Gédéon Spilett. — Una idea del ingeniero. — El telégrafo eléctrico. — Los hilos. — La pila. — El alfabeto. — Una buena estación. — Prosperidad de la colonia. — Fotografía. — Instantánea de un paisaje nevado. — Dos años en la Isla Lincoln.
Recuerdos de la patria. — Las ocasiones futuras. — Proyecto de reconocimiento de las costas de la isla. — Partida del 16 de abril. — La pequeña Península Serpentaria vista desde el mar. — Los basaltos de la costa occidental. — Mal tiempo. — Llega la noche. — Nuevo suceso. 	
La noche en el mar. — El Golfo del Tiburón. — Confidencias. — Preparativos para el invierno. — Adelantamiento de la mala estación. — Mucho frío. — Trabajo en el interior. — Después de seis meses. — Un negativo de fotografía. — Acontecimiento inesperado.

### Tercera parte
'El secreto de la isla'
I ¿Pérdida o salud? — Ayrton recordó. — Discusión importante. — Ese no es el Duncan. — Navío sospechoso. — Precauciones que tomar. — La embarcación se aproxima. — Un disparo de cañón. — El brig anclado visto desde la isla. — Llega la noche. 	
II Discusiones. — Presentimientos. — Una propuesta de Ayrton. — Se acepta. — Ayrton y Pencroff en el islote grande. — Convictos de Norfolk. — Sus intenciones. — Tentativa heroica de Ayrton. — Su regreso. — Seis contra cincuenta. 	
III Aumenta la neblina. — Las disposiciones del ingeniero. — Tres correos. — Ayrton y Pencroff. — La primera barca. — Otras dos embarcaciones. — En el islote. — Seis convictos en tierra. — El brig leva el ancla. — Los proyectiles del Speedy. — Situación desesperada. — Desenlace inesperado. 	
IV Los colonos en el grao. — Ayrton y Pencroff al rescate. — Charla durante el almuerzo. — Los razonamientos de Pencroff. — Revista minuciosa del casco del brig. — El pañol, intacto. — Las nuevas riquezas. — Los últimos restos. — Un trozo de cilindro roto. 	
V Las afirmaciones del ingeniero. — Las hipótesis grandiosas de Pencroff. — Una batería antiaérea. — Los cuatro proyectiles. — Acerca de los convictos sobrevivientes. — Una vacilación de Ayrton. — Generosos sentimientos de Cyrus Smith. — Pencroff se va de mala gana. 	
VI Proyectos de expedición. — Ayrton en el corral. — Visita a Puerto Globo. — Anotaciones de Pencroff hechas a bordo del Buenaventura. — Despacho enviado al corral. — Sin respuesta de Ayrton. — Partida al día siguiente. — Por qué ya no funciona el hilo. — Una detonación. 	
VII El reportero y Pencroff en el corral — Harbert transportado. — Desesperación del marino. — Consulta du reporter y del ingeniero. — Clase de tratamiento. — Se recobra un poco la esperanza. — Cómo prevenir a Nab. — Un mensajero seguro y fiel. — La respuesta de Nab. 	
VIII Los convictos en las inmediaciones del corral. — Instalación provisional. — Continuación del tratamiento de Harbert. — Las primeras alegrías de Pencroff. — Regreso al pasado. — Lo que reserva el porvenir. — Las ideas de Cyrus Smith a ese respecto. 	
IX No hay noticias de Nab. — Propuesta de Pencroff y del reportero que no es aceptada. — Salidas de Gédéon Spilett. — Un harapo. — Un mensaje. — Partida precipitada. — Llegada a la Meseta de Vistagrande. 	
X Harbert transportado a la Casa de Granito. — Nab cuenta lo que ha pasado. — Visita de Cyrus Smith a la meseta. — Ruina y devastación. — Los colonos, inermes ante la enfermedad. — La corteza de sauce. — Una fiebre muy alta. — ¡Top vuelve a ladrar! 	
XI Misterio inexplicable. — La convalecencia de Harbert. — Las partes de la isla por explorar. — Preparativos para la partida. — Primera jornada. — La noche. — Segunda jornada. — Los kauris. — La pareja de casuarios. — Huellas de paso en el bosque. 	
XII Exploración de la pequeña Península Serpentaria. — Campamento en la desembocadura del Río de la Caída. — A seiscientos pasos del corral. — Reconocimiento llevado a cabo por Gédéon Spilett y Pencroff. — Su regreso. — ¡Adelante todos! — Una puerta abierta. — Una ventana con luz. — A la luz de la luna.
XIII La narración de Ayrton. — Proyectos de sus viejos compinches. — Su instalación en el corral. — El justiciero de la Isla Lincoln. — El Buenaventura. — Investigaciones en torno al Monte Franklin. — Los valles altos. — Rugidos desde las profundidades. — Una respuesta de Pencroff. — En el fondo del cráter. — Regreso. 	
XIV Tres años han pasado. — La cuestión del nuevo barco. — Lo que está resuelto. — Prosperidad de la colonia. — La atarazana. — Los fríos del hemisferio austral. — Pencroff se resigna. — Blanqueamiento de los tejidos. — El Monte Franklin. 	
XV El despertar del volcán. — La estación hermosa. — Reanudación de los trabajos. — La fiesta del 15 de octubre. — Un telegrama. — Una petición. — Una respuesta. — Partida hacia el corral. — La reseña. — El hilo suplementario. — La costa de basalto. — Durante la pleamar. — Durante la bajamar. — La caverna. — Una luz deslumbrante. 	
XVI El Capitán Nemo. — Sus primeras palabras. — La historia de un héroe de la independencia. — El odio de los invasores. — Los compañeros del capitán. — La vida submarina. — Solo. — La Isla Lincoln como último refugio del Nautilus. — El genio misterioso de la isla. 	
XVII Las últimas horas del Capitán Nemo. — Las voluntades de un moribundo. — Un recuerdo para sus amigos de un día. — El féretro del Capitán Nemo. — Algunos consejos a los colonos. — El momento supremo. — En el fondo de los mares. 	
XVIII Las reflexiones de cada uno. — Retoma de los trabajos de construcción. — El 1 de enero de 1869. — Un penacho en la cima del volcán. — Primeras señales de una erupción. — Ayrton y Cyrus Smith en el corral. — Exploración de la cripta Dakkar. — Lo que le había dicho al ingeniero el Capitán Nemo. 	
XIX La narración que hace Cyrus Smith de su exploración. — Se ponen en marcha los trabajos de construcción. — Una última visita al corral. — El combate entre el fuego y el agua. — Lo que queda en la superficie de la isla. — Se toma la decisión de botar la embarcación. — La noche del 8 al 9 de marzo. 	
XX Una roca aislada en el Pacífico. — El último refugio de los colonos de la Isla Lincoln. — La muerte de cerca. — El socorro inesperado. — Por qué llega y cómo. — La última bondad. — Una isla en tierra firme. — La tumba del Capitán Nemo.

## Incoherencias de la historia
Dejando a un lado el hecho de que Julio Verne, por razones de espacio o de interés, describa como un gran reto el uso de técnicas muy simples (como la alfarería) y luego pase por encima las dificultades entrañadas por otras más complejas (como la metalurgia), hay en la trama un curioso error referido a las fechas:
Así, los protagonistas, que viven en 1868 (habiendo llegado a la isla en 1865), se entrevistan con el capitán Nemo, quien (siendo informado de la existencia del libro Veinte mil leguas de viaje submarino) recuerda que «en 1865» embarcó al profesor Aronax y a sus acompañantes en el Nautilus, del que escaparon en 1866; que después el submarino siguió navegando unos años hasta la muerte de sus marineros, y que los últimos seis años había permanecido inmóvil en la isla. Evidentemente, el error se debe a que Julio Verne ha abandonado la perspectiva temporal y se ha situado en la época de sus lectores, que seis años atrás habían leído la novela supuestamente escrita por Aronax.
Existe otro error respecto a las fechas. La novela Los hijos del capitán Grant se ubica en los primeros años de la década de 1860. Dicha novela termina cuando los rescatadores del capitán Grant abandonan a Ayrton en la isla Tabor. De acuerdo con Verne, pasaron doce años desde que lo abandonan hasta que regresa el Duncan, comandado por Robert Grant, a rescatar a Ayrton. Sin embargo, la novela La Isla Misteriosa también se ubica en la década de 1860.
Como en otras novelas suyas, y como en otras novelas de aventuras de la época, Verne presenta una biota fantástica: la fauna y la flora están compuestas por organismos que no coexisten en parte alguna de la Tierra; así, encontramos animales y plantas propios de América, junto a otros de Oceanía y el Sureste de Asia, o del Mediterráneo y Eurasia; todo ello en una isla de origen volcánico, alejada 1200 millas de Nueva Zelanda, la más próxima tierra de importancia.

## Galería
Ilustraciones originales del dibujante Jules Férat y del grabador Charles Barbant en los números de 1874 y de 1875 de la publicación Magazine de ilustración y recreo, de Pierre-Jules Hetzel:

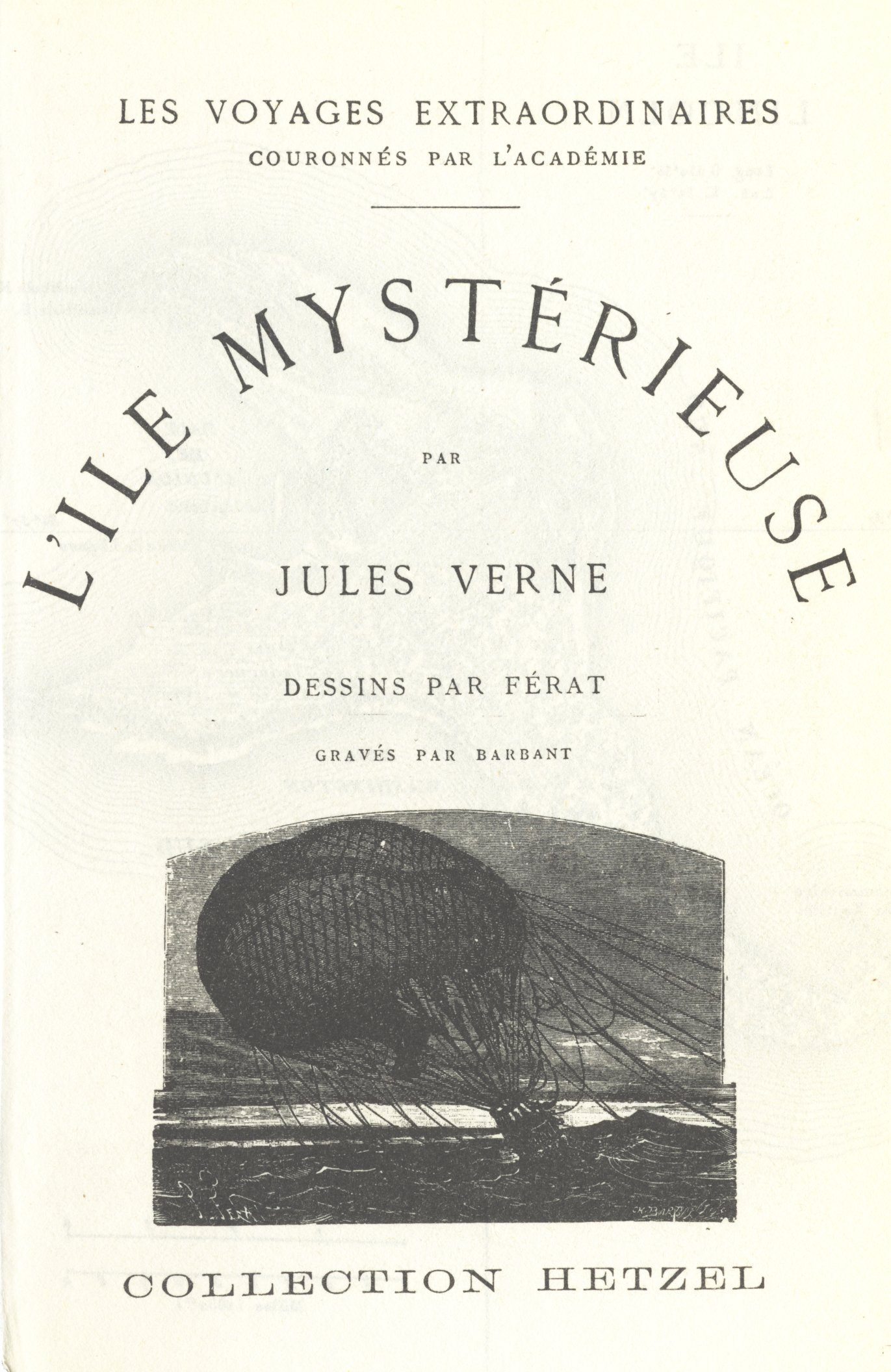
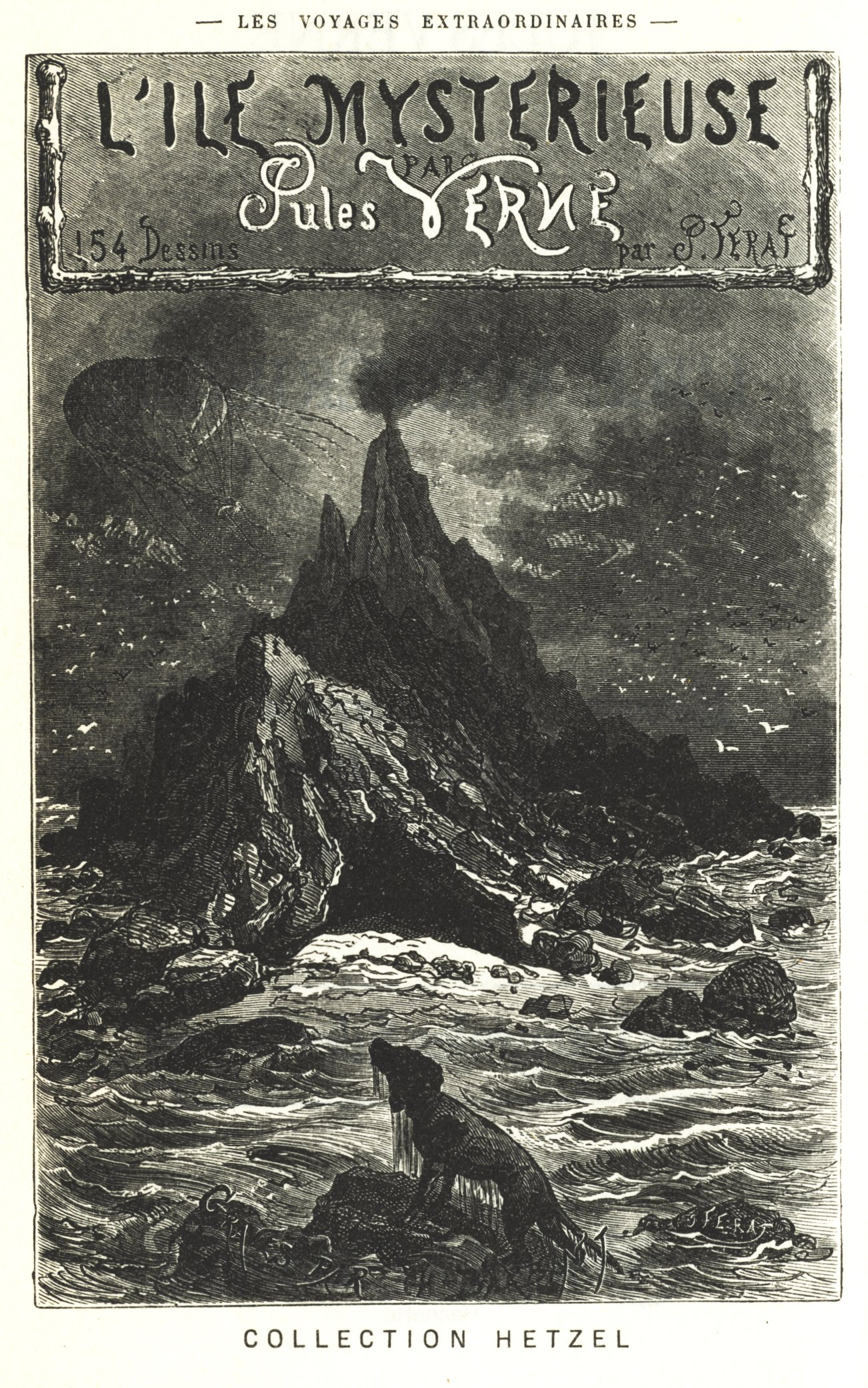
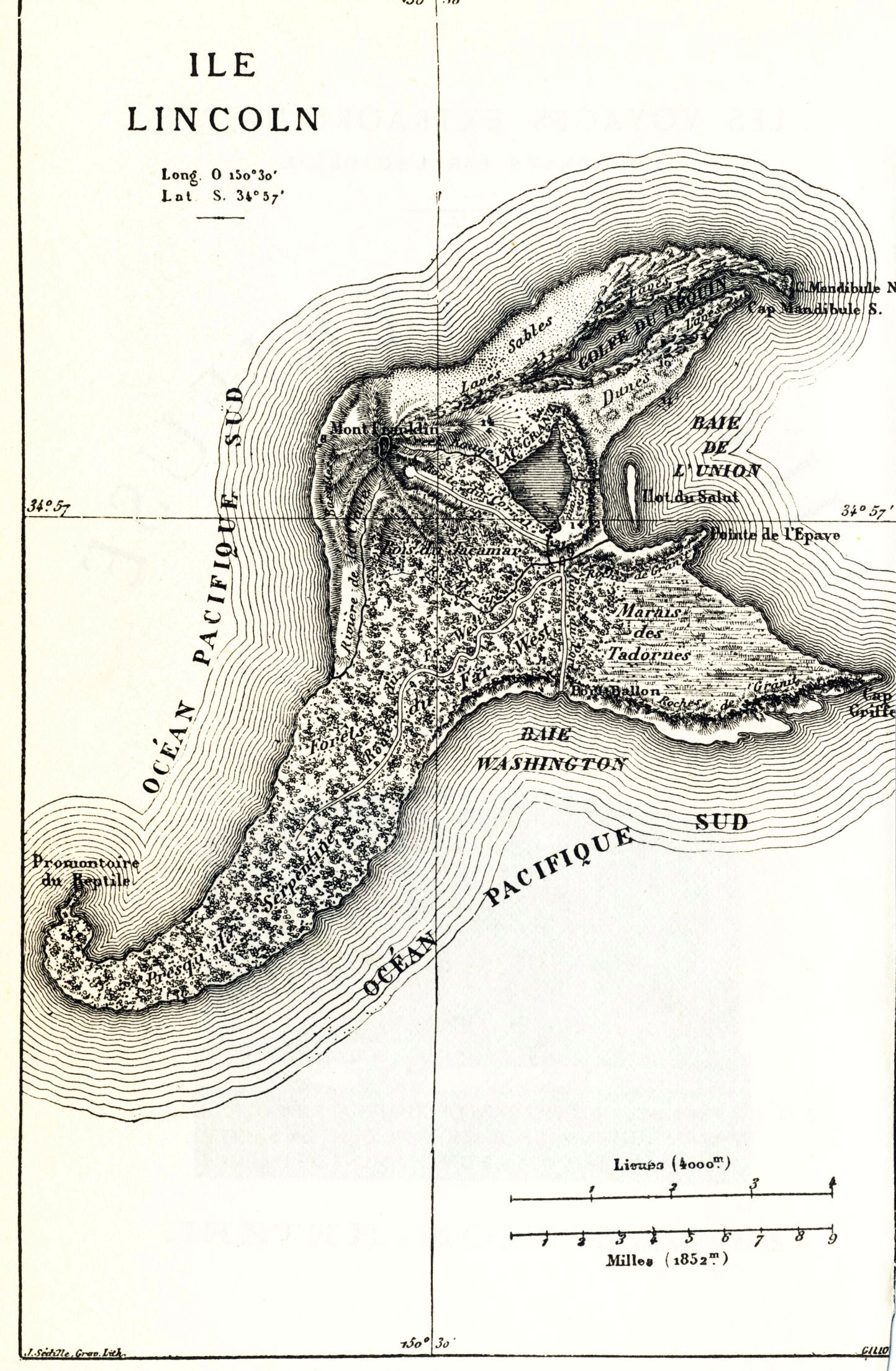
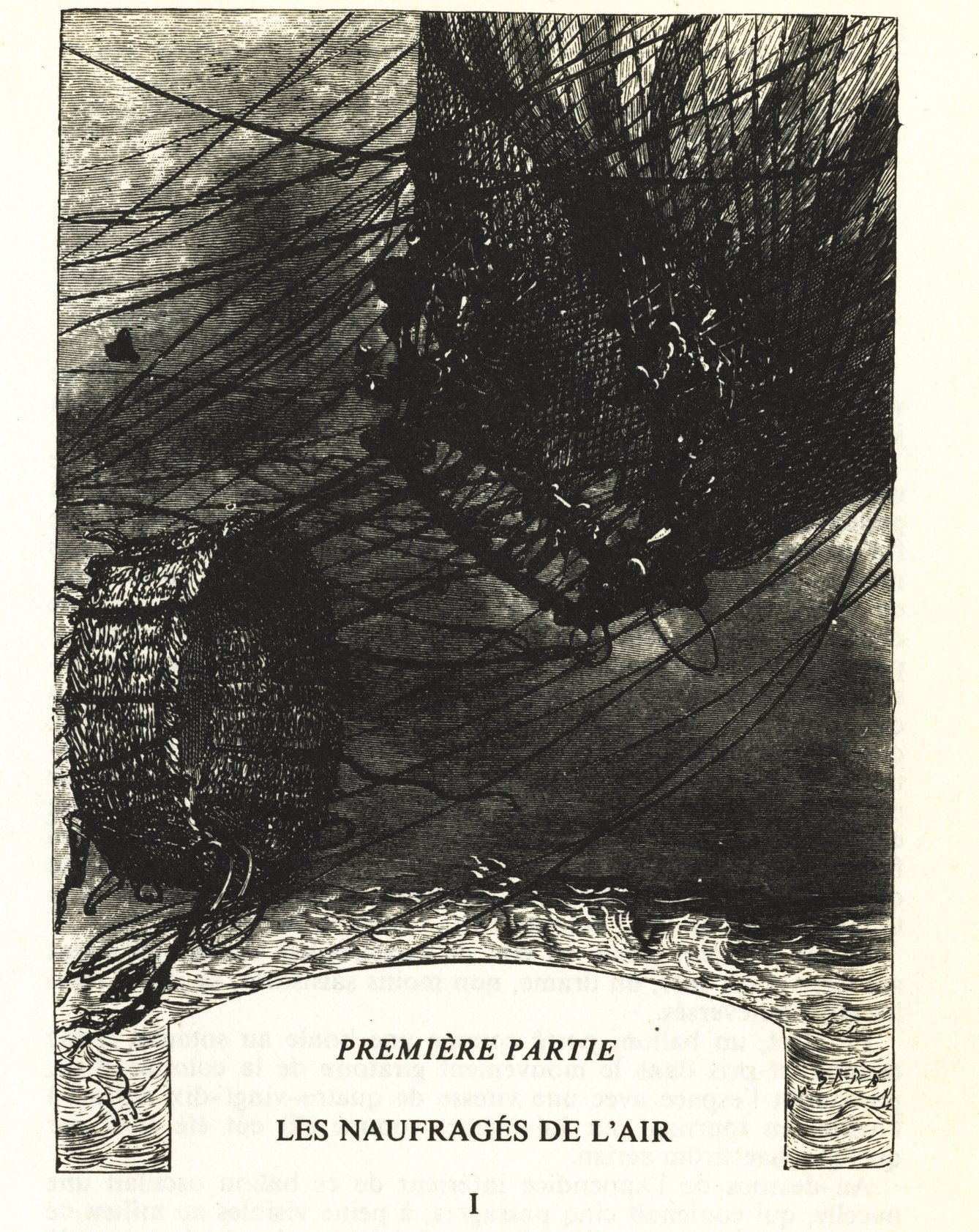
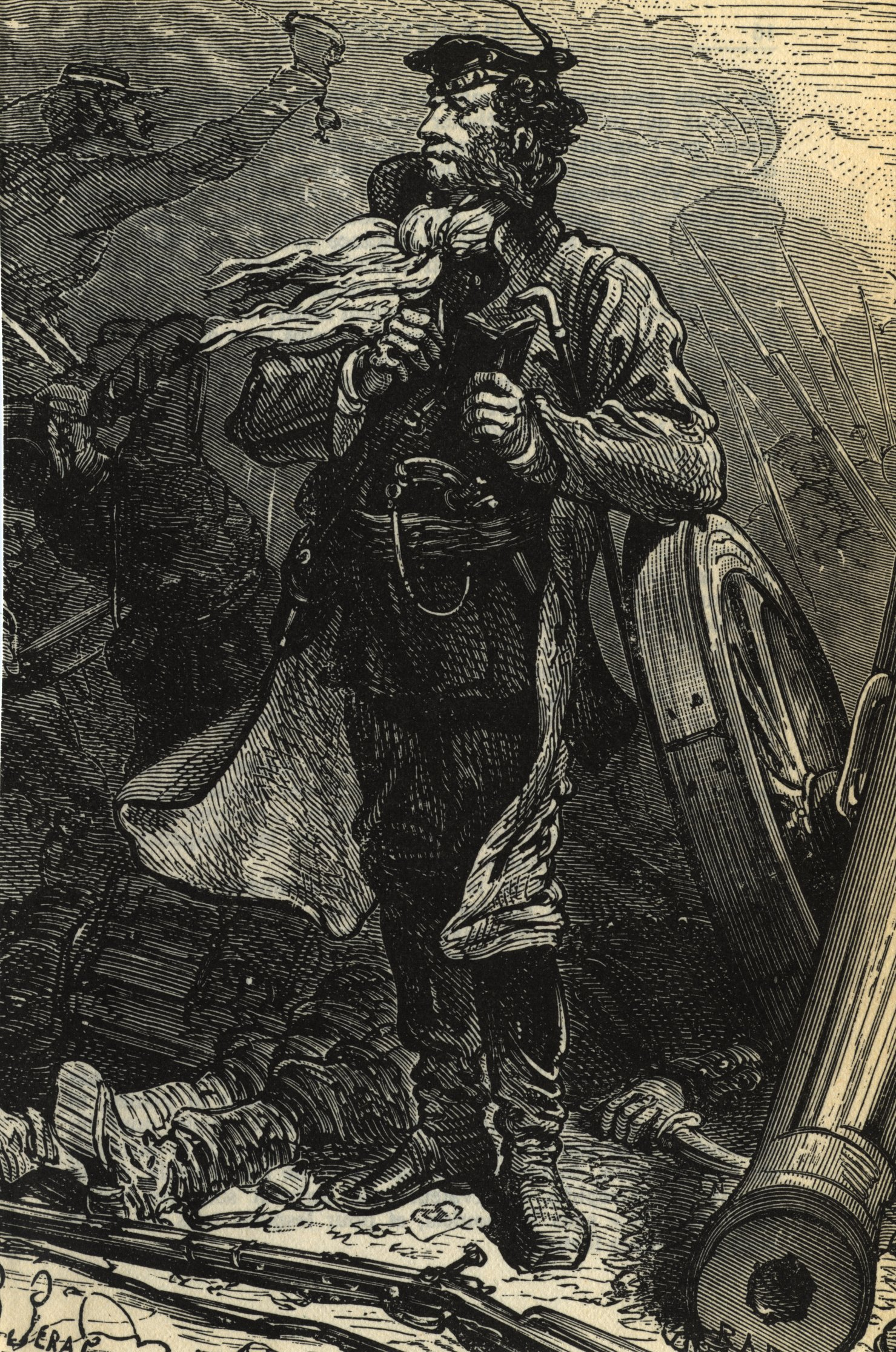
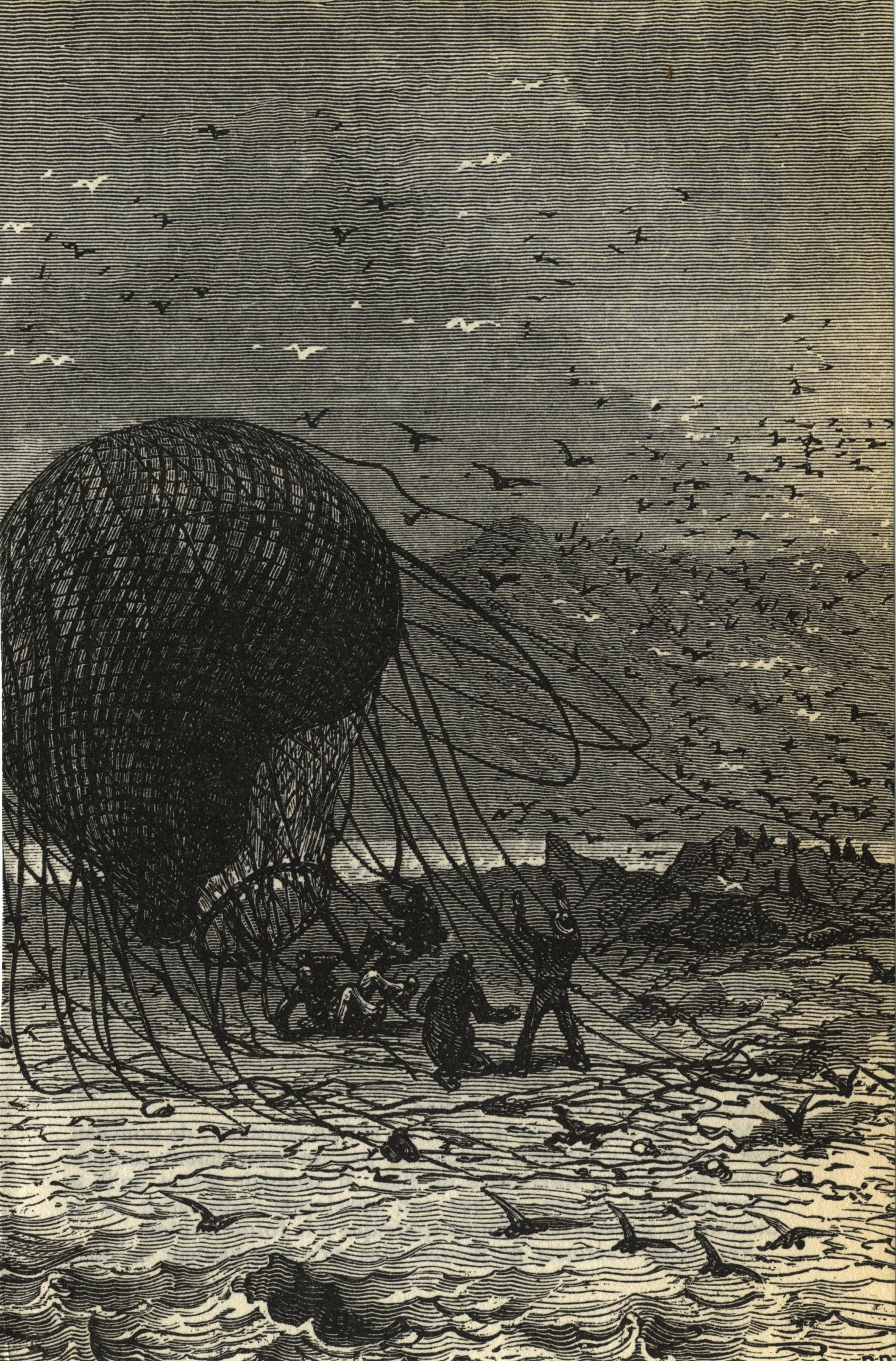
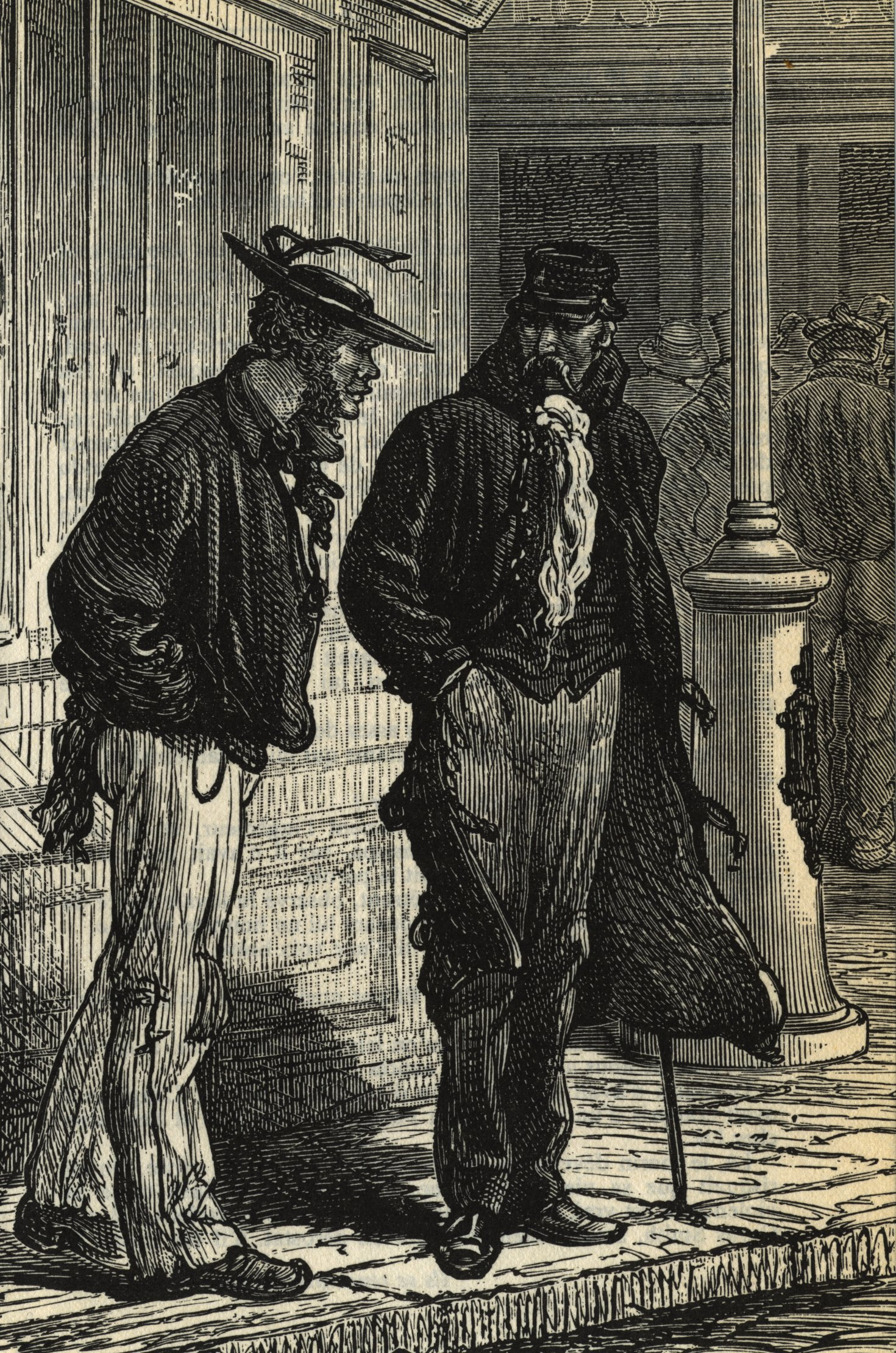
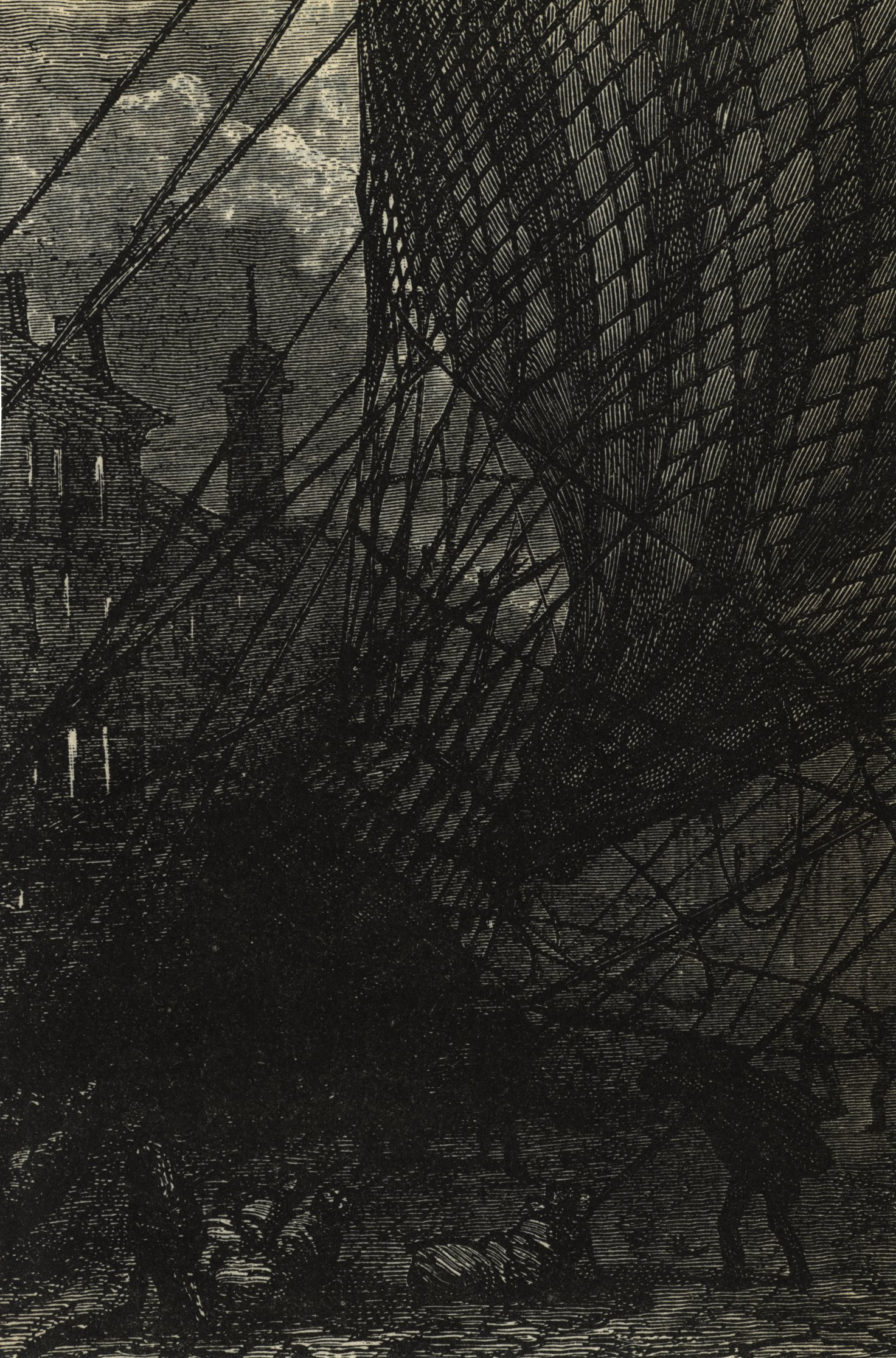
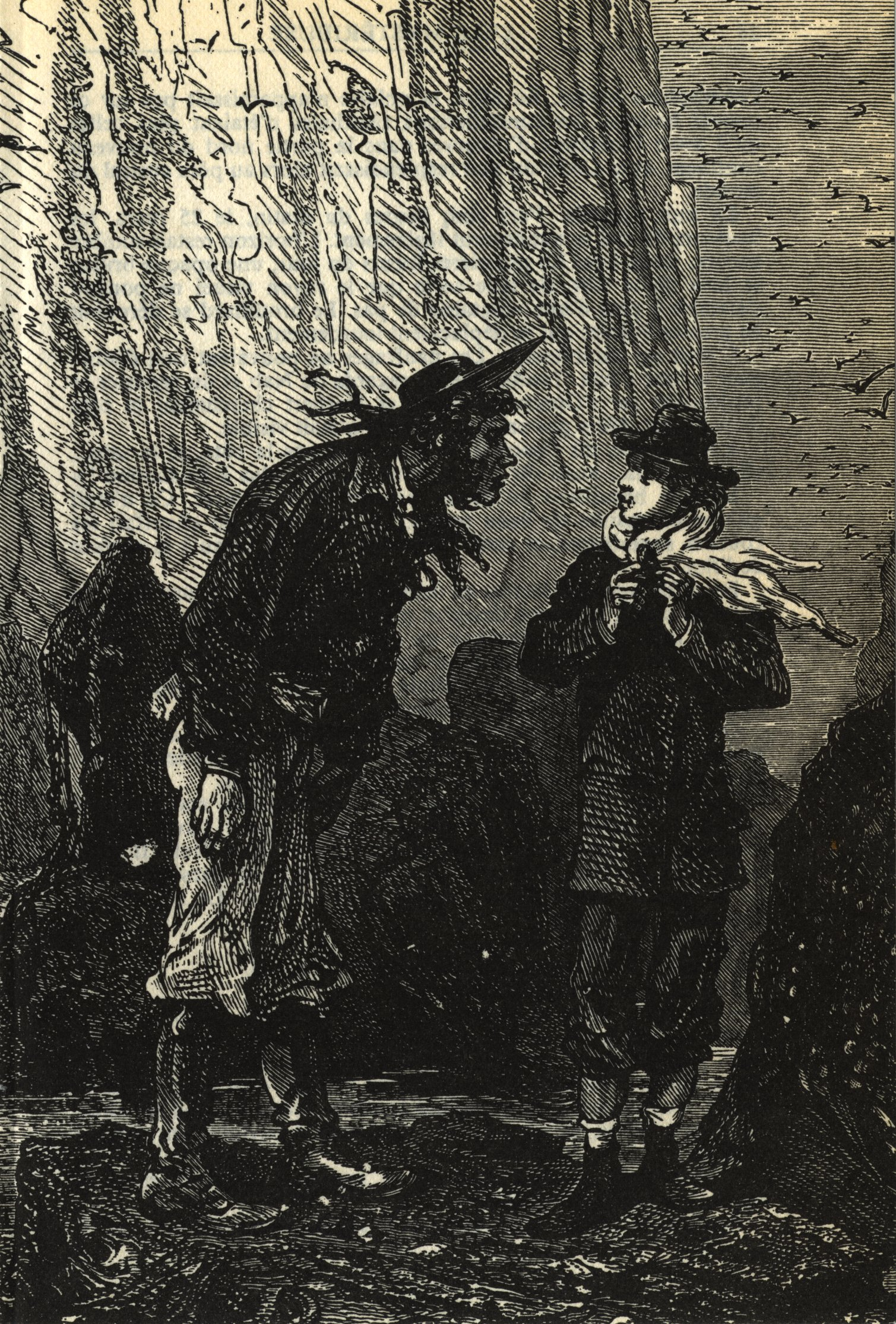
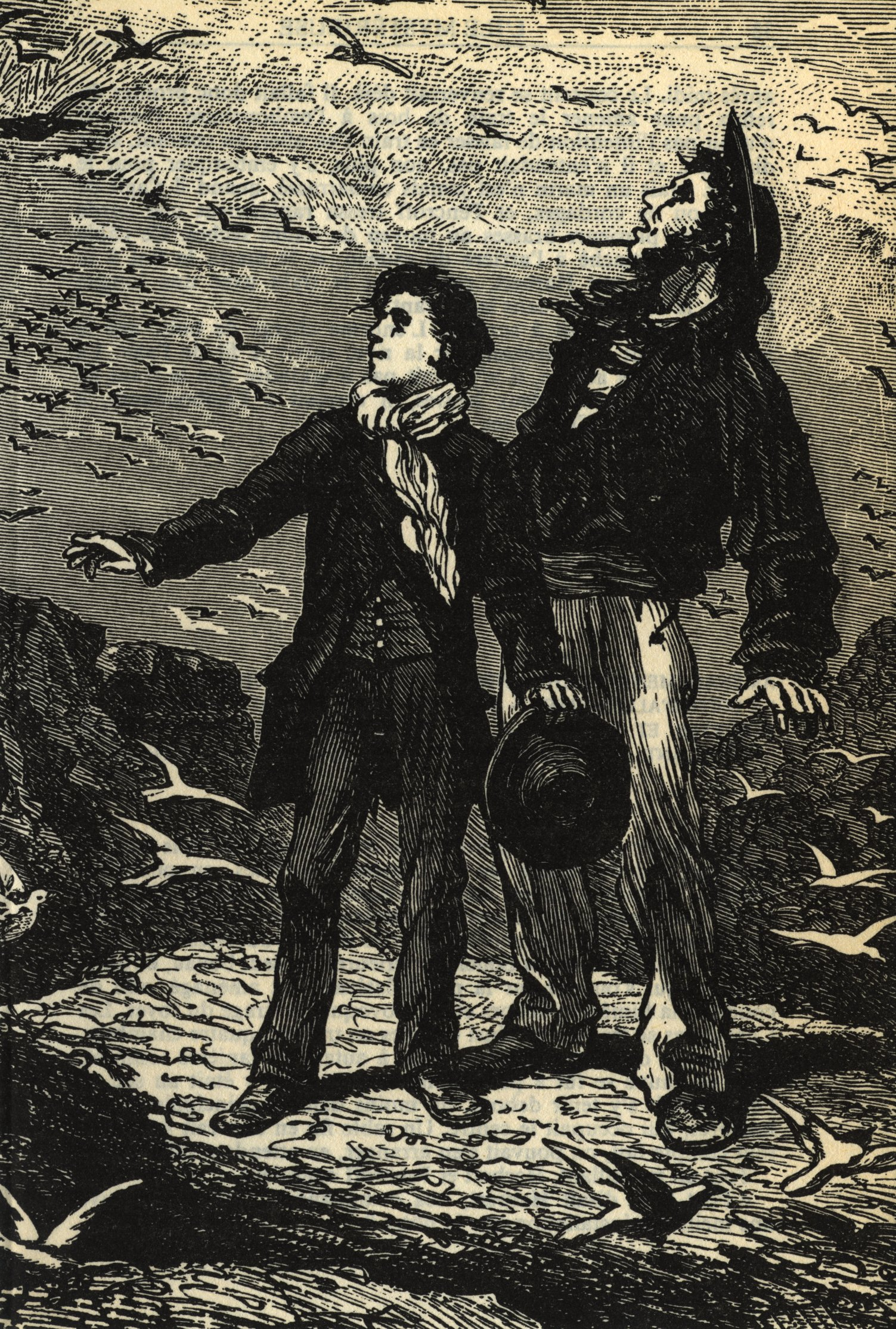
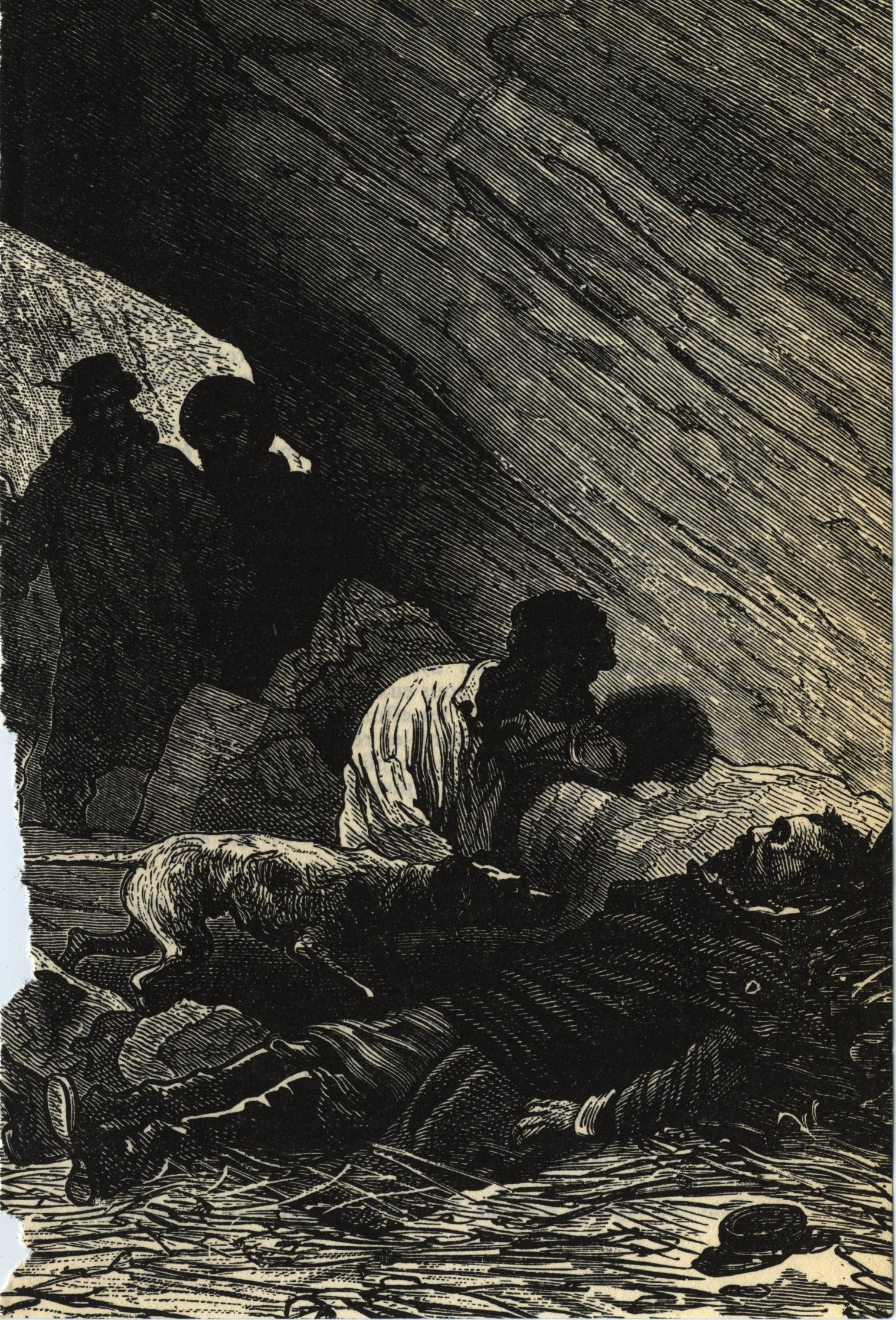
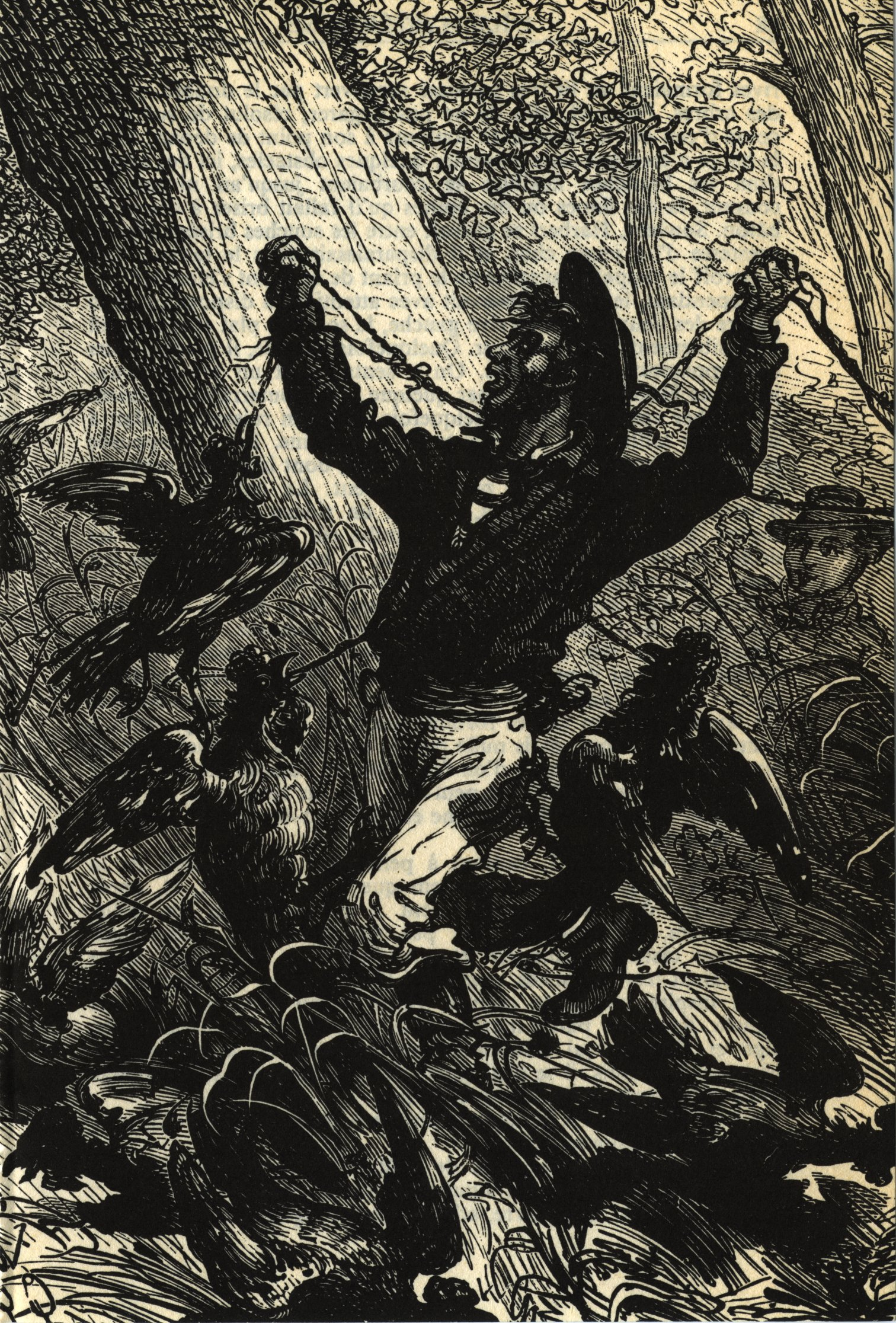
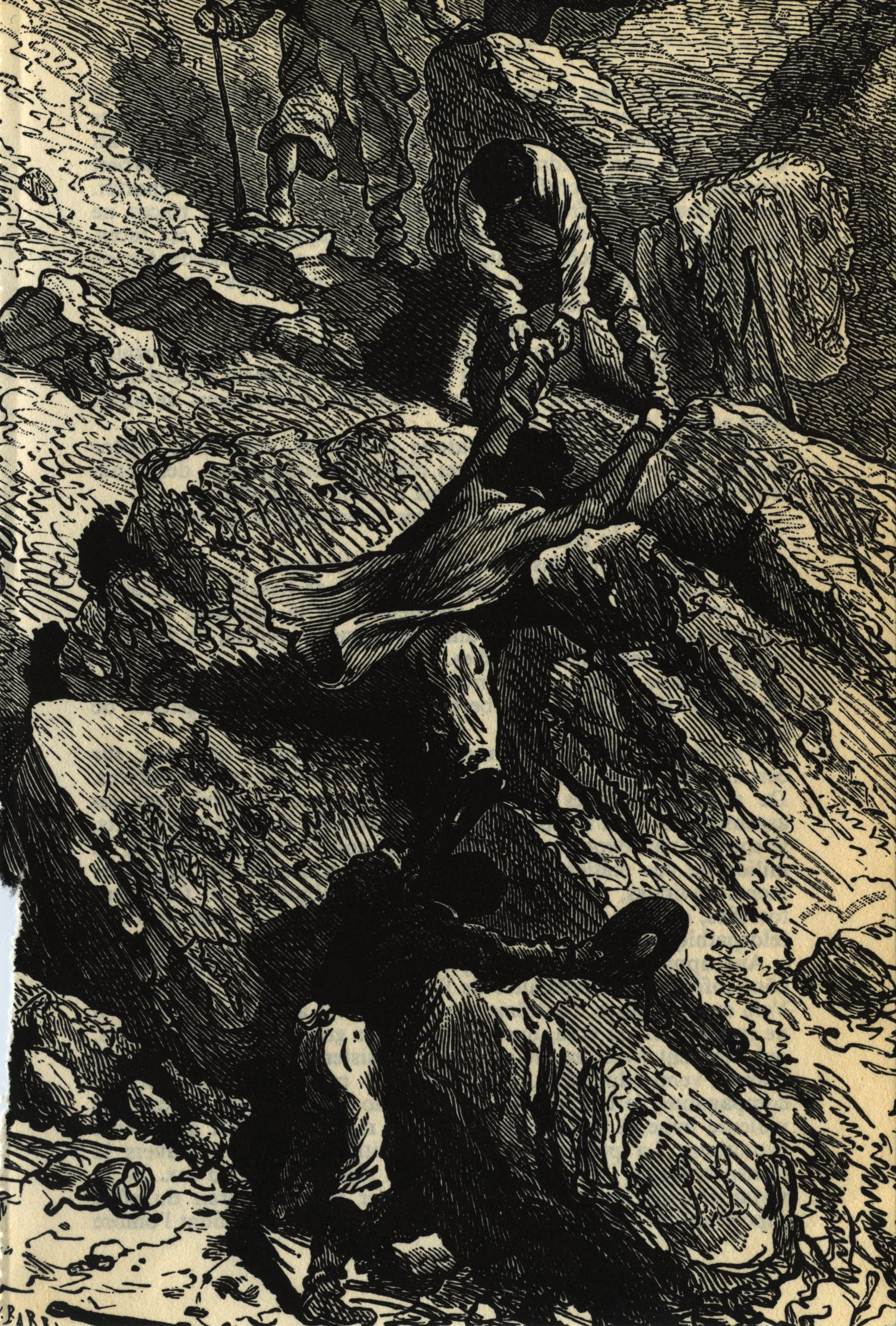
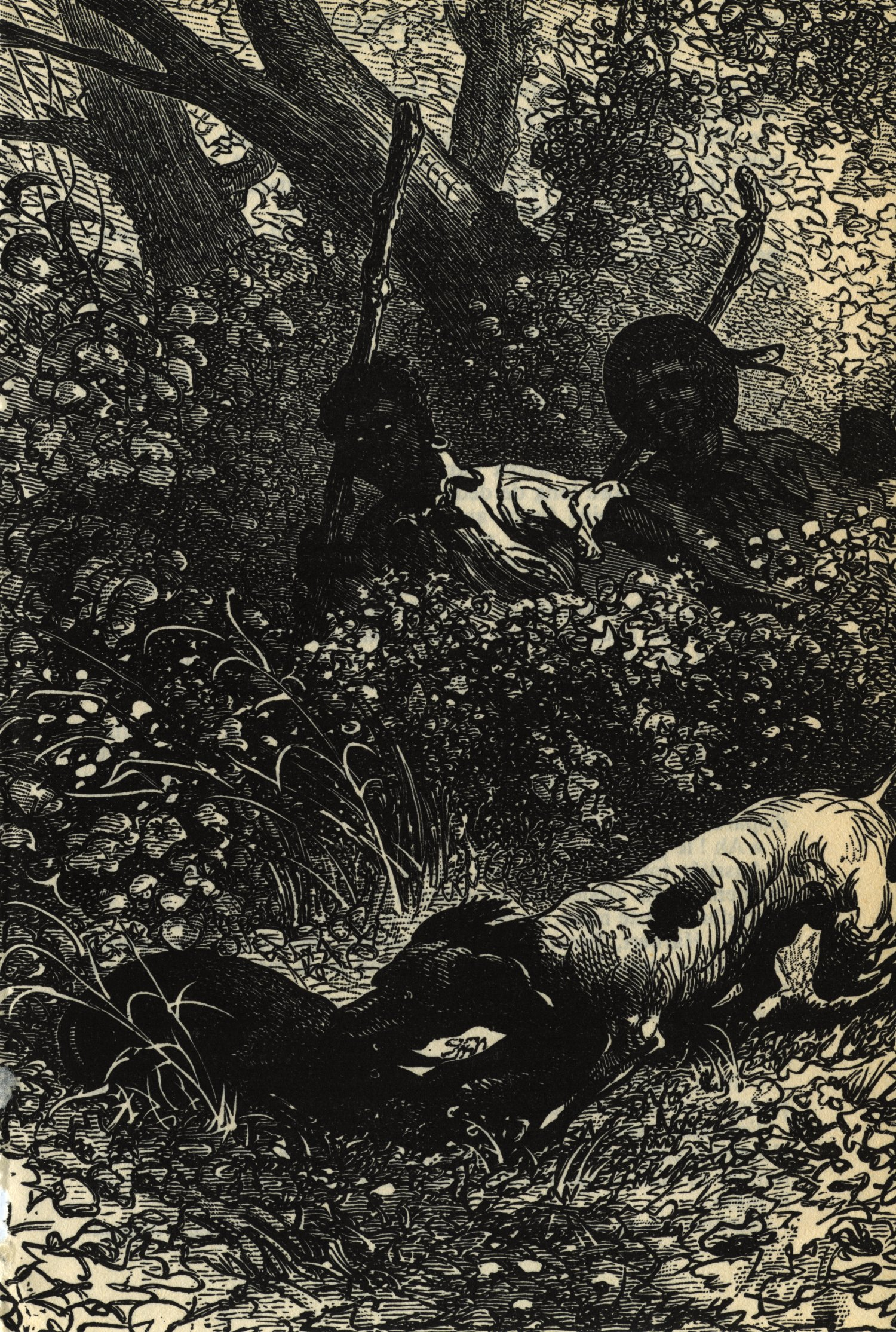
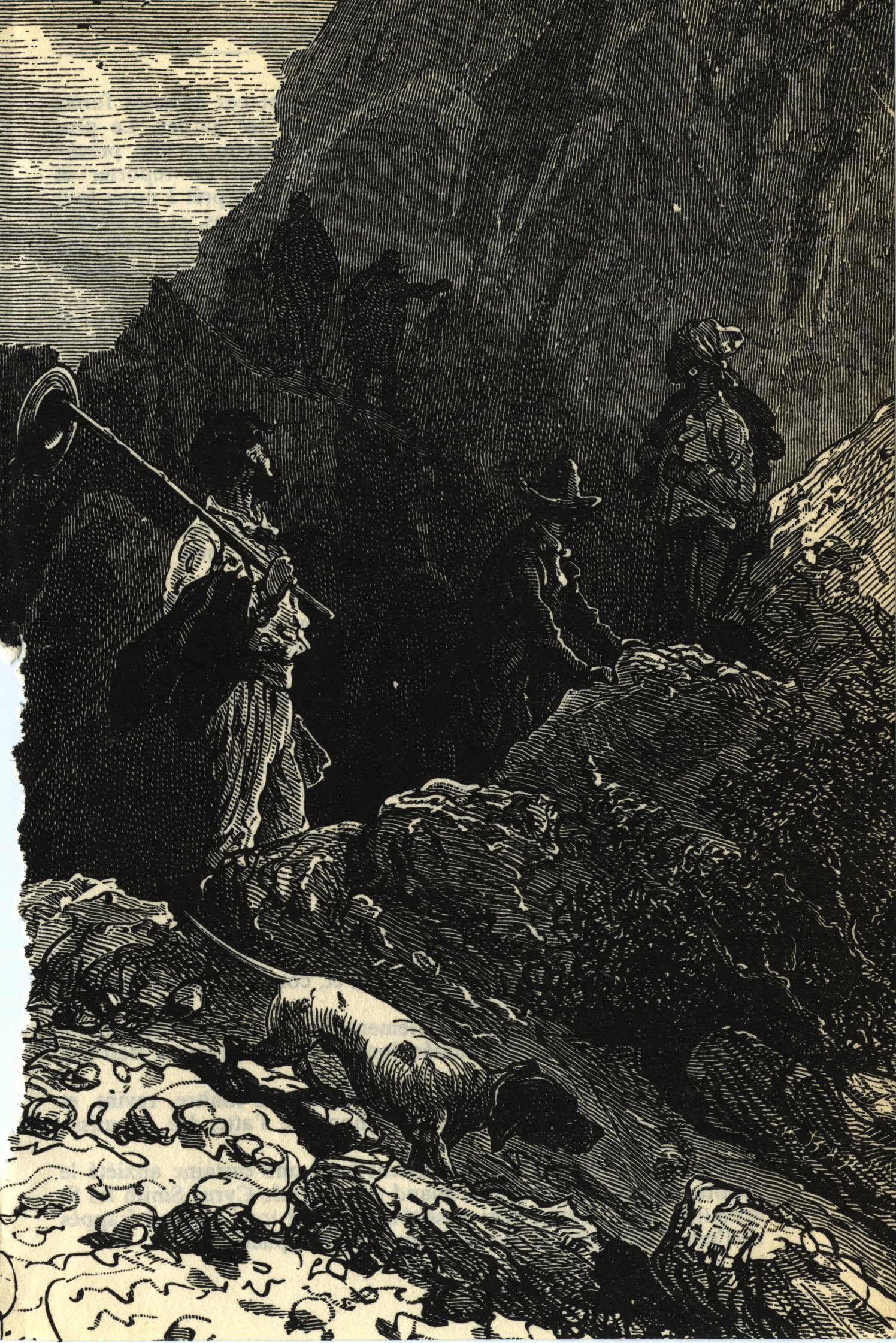
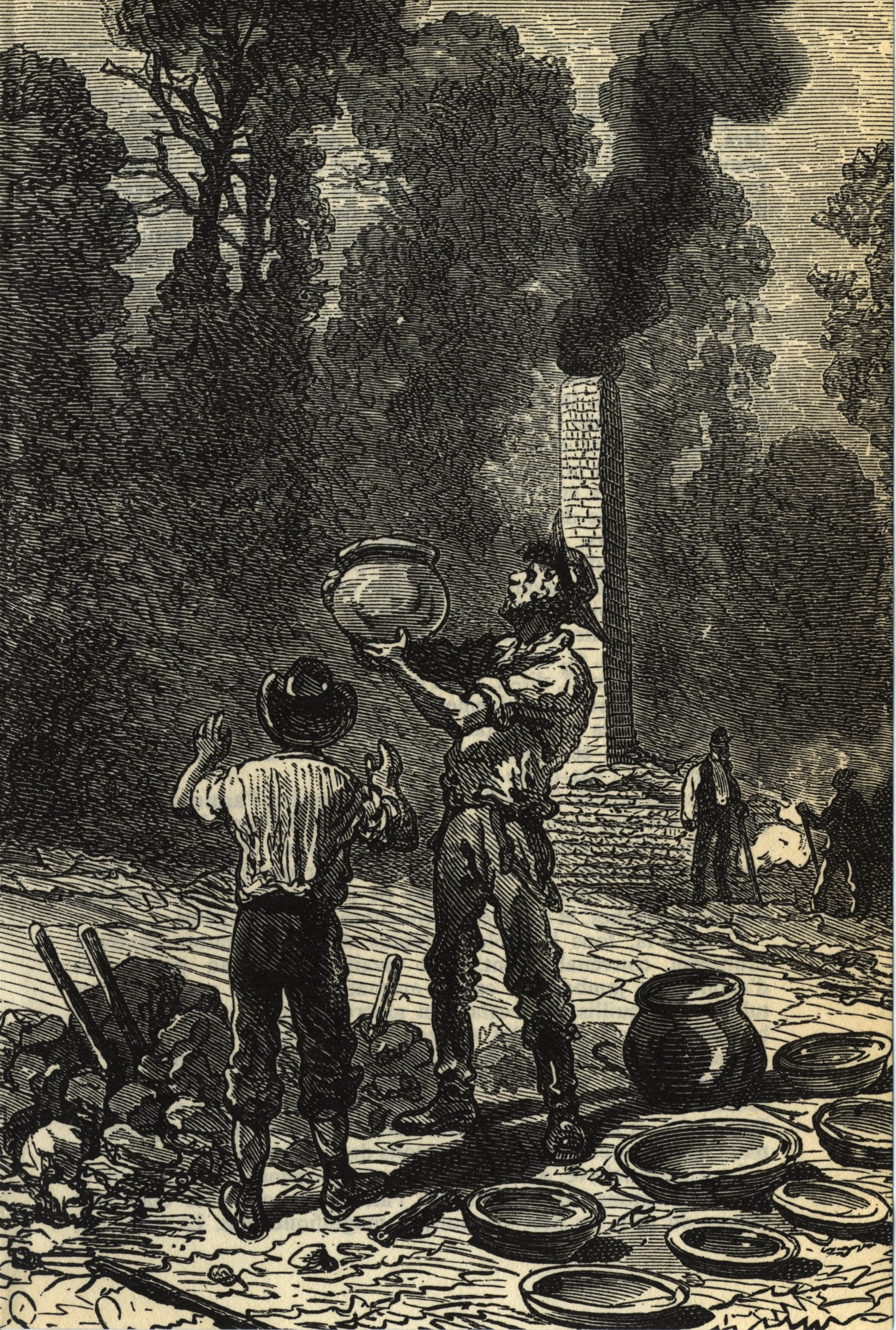
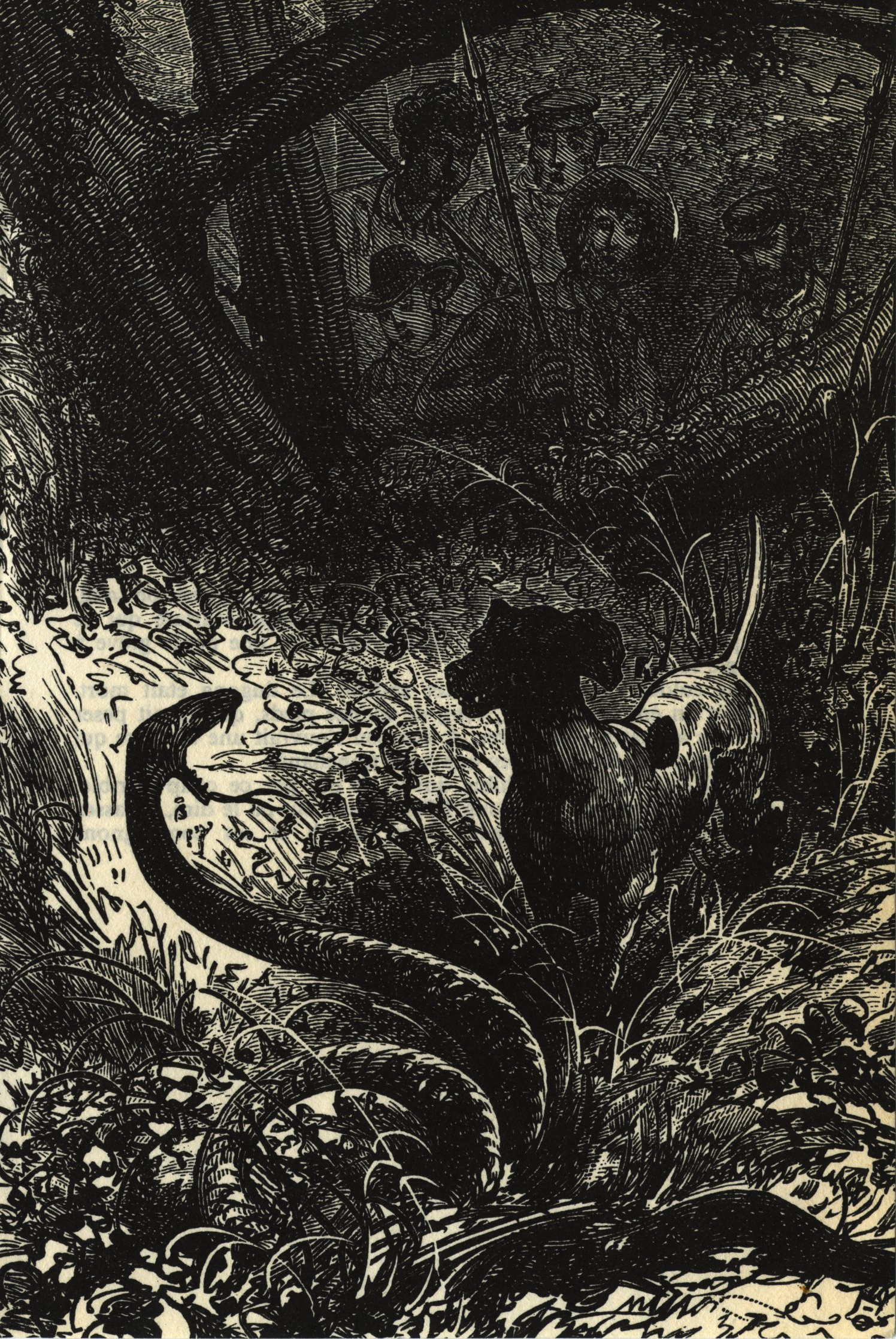
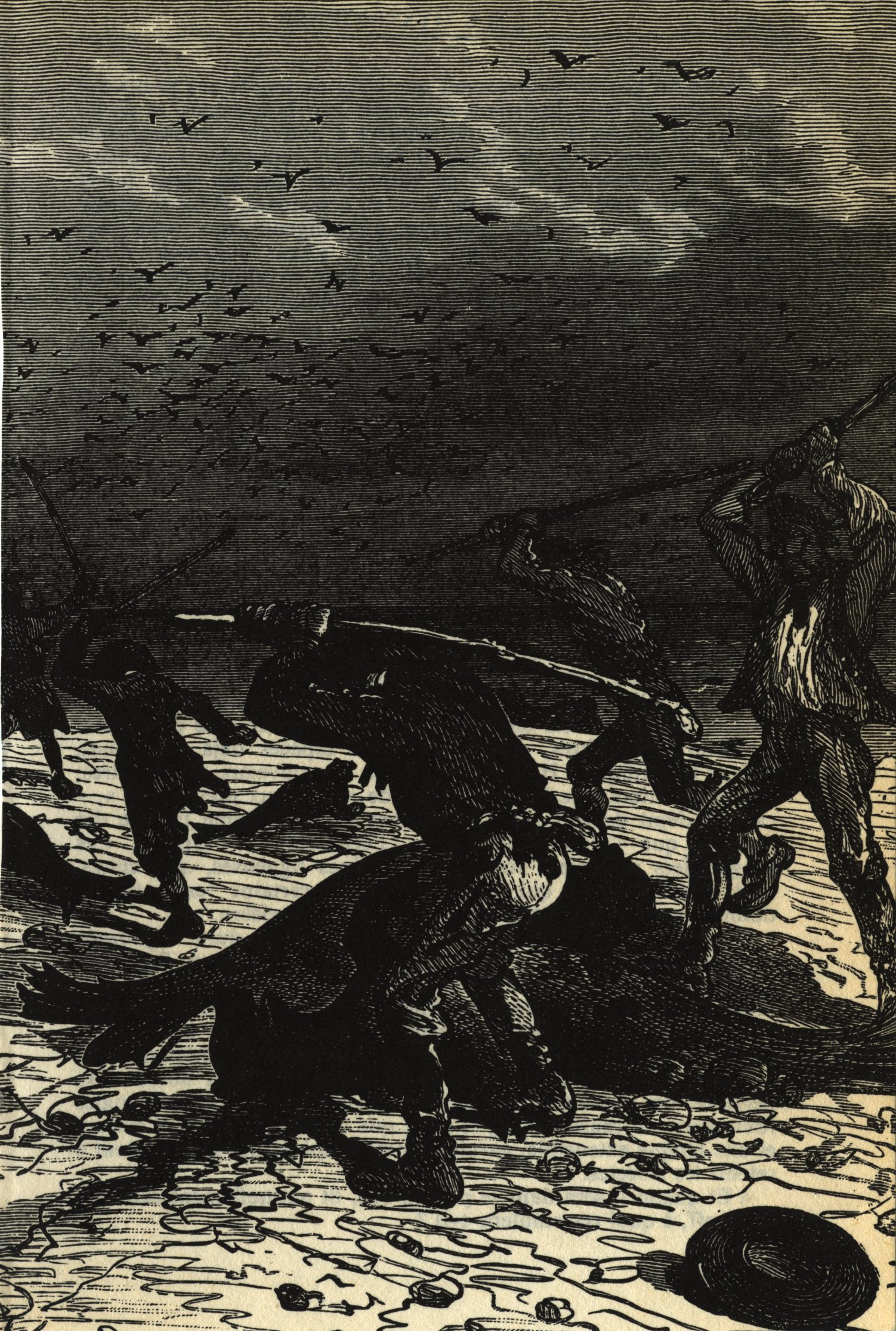
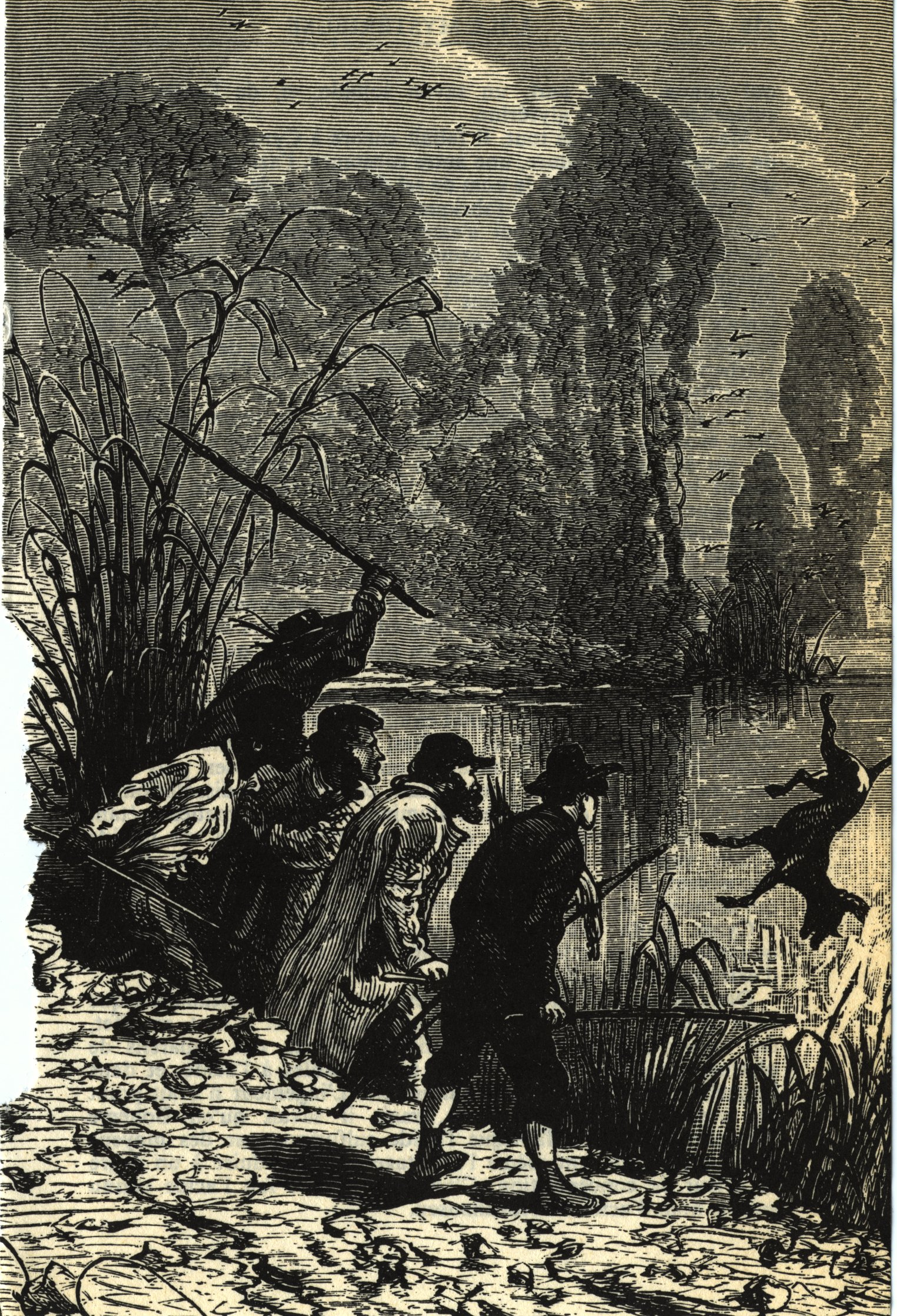
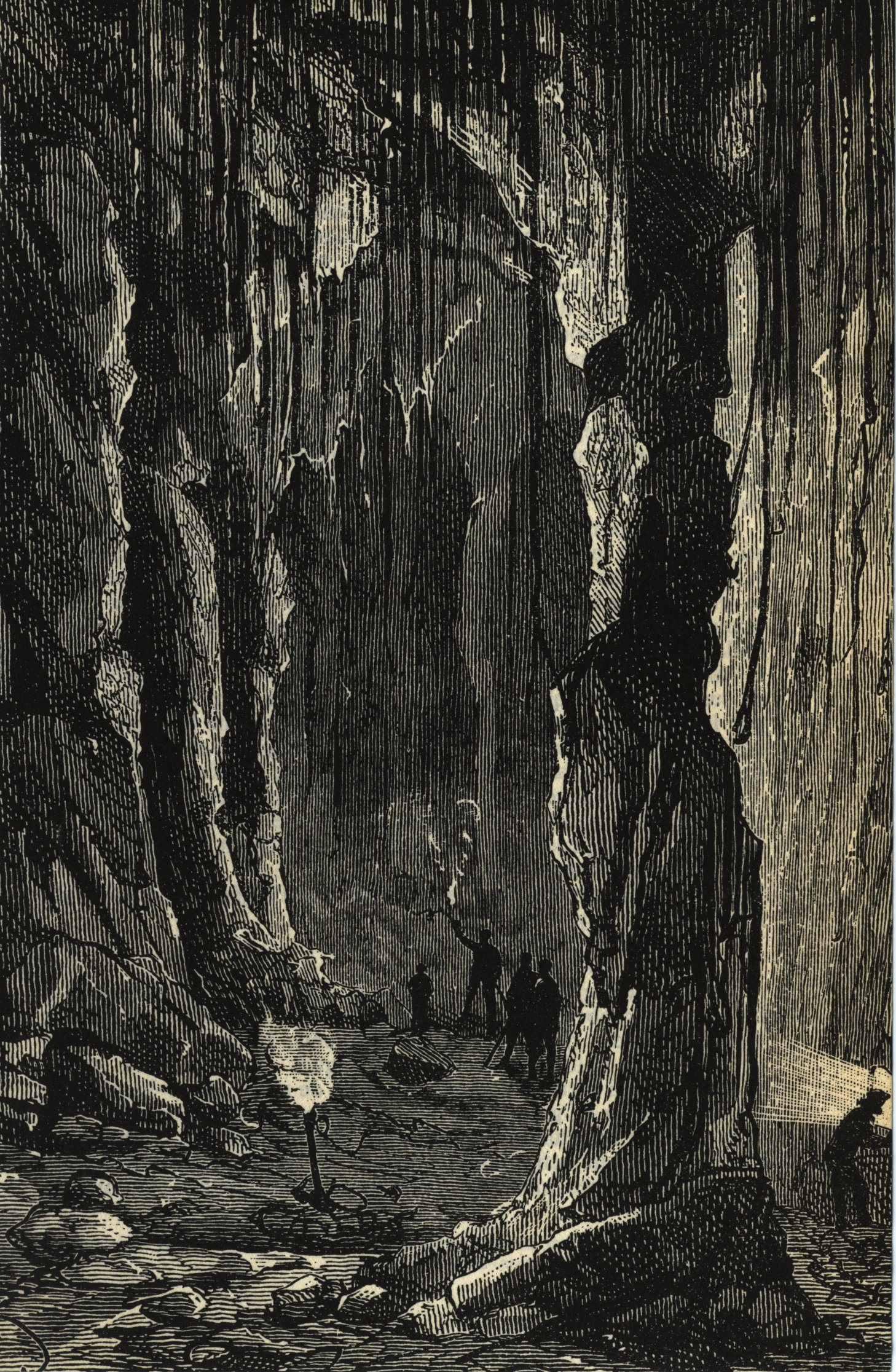
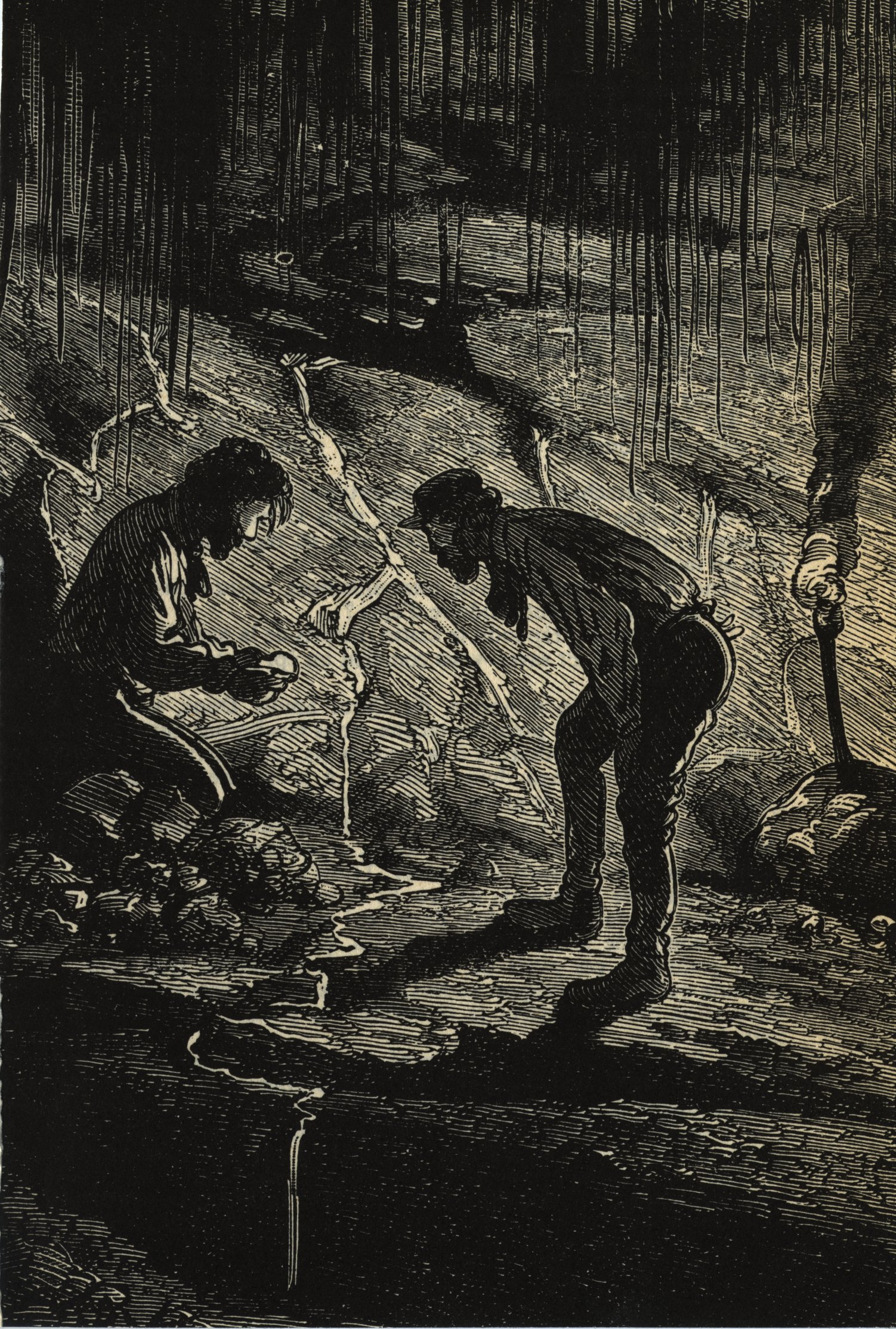
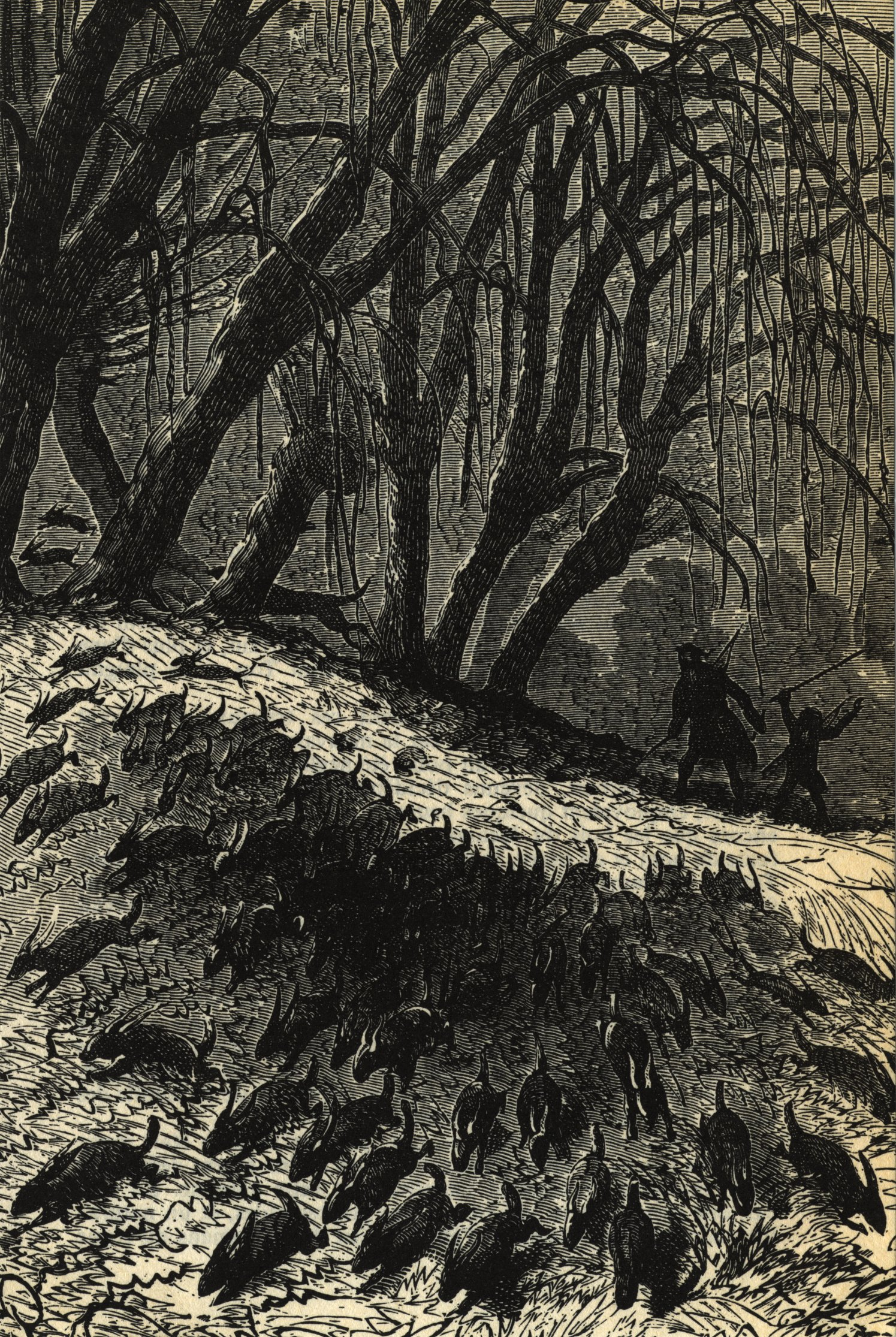
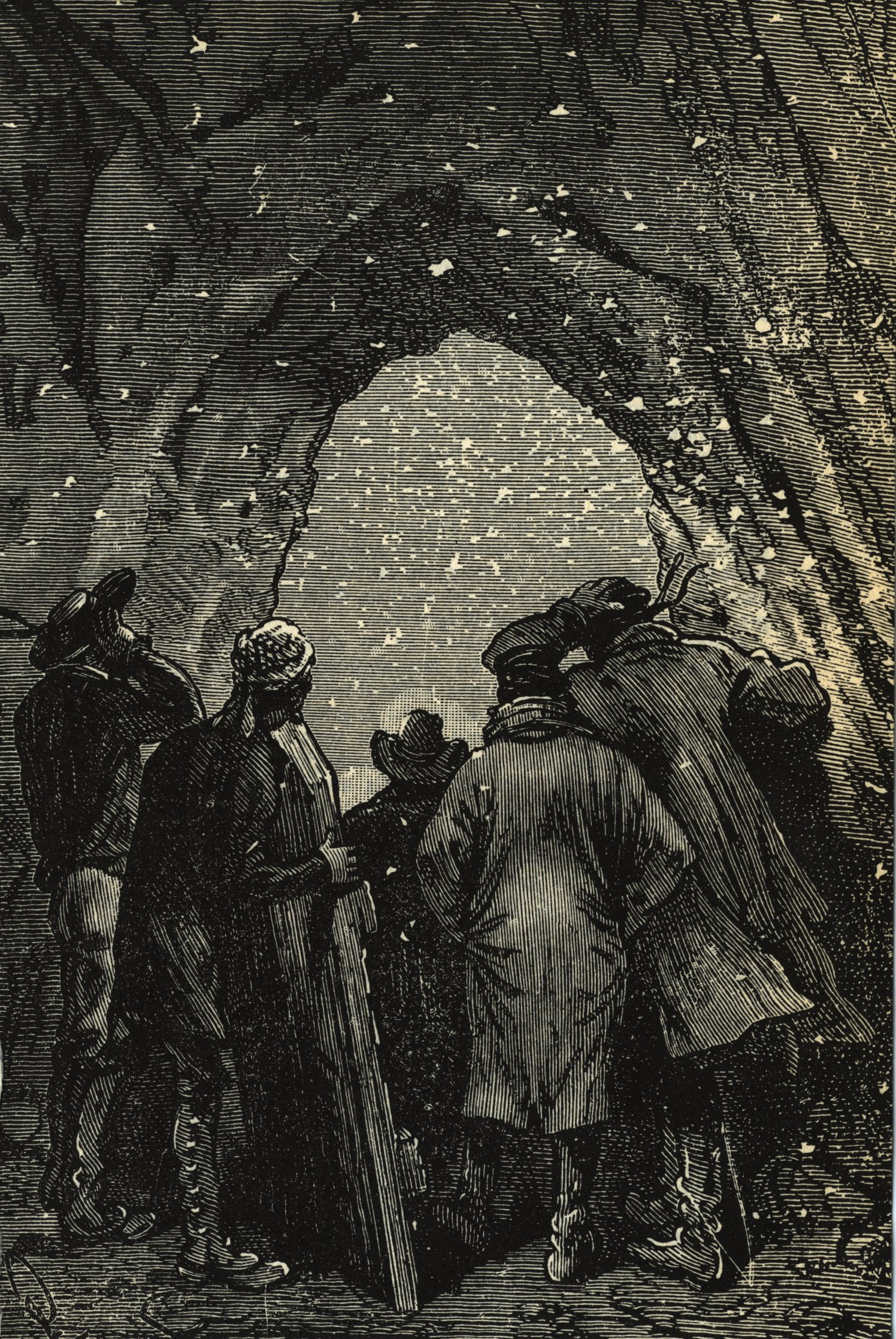
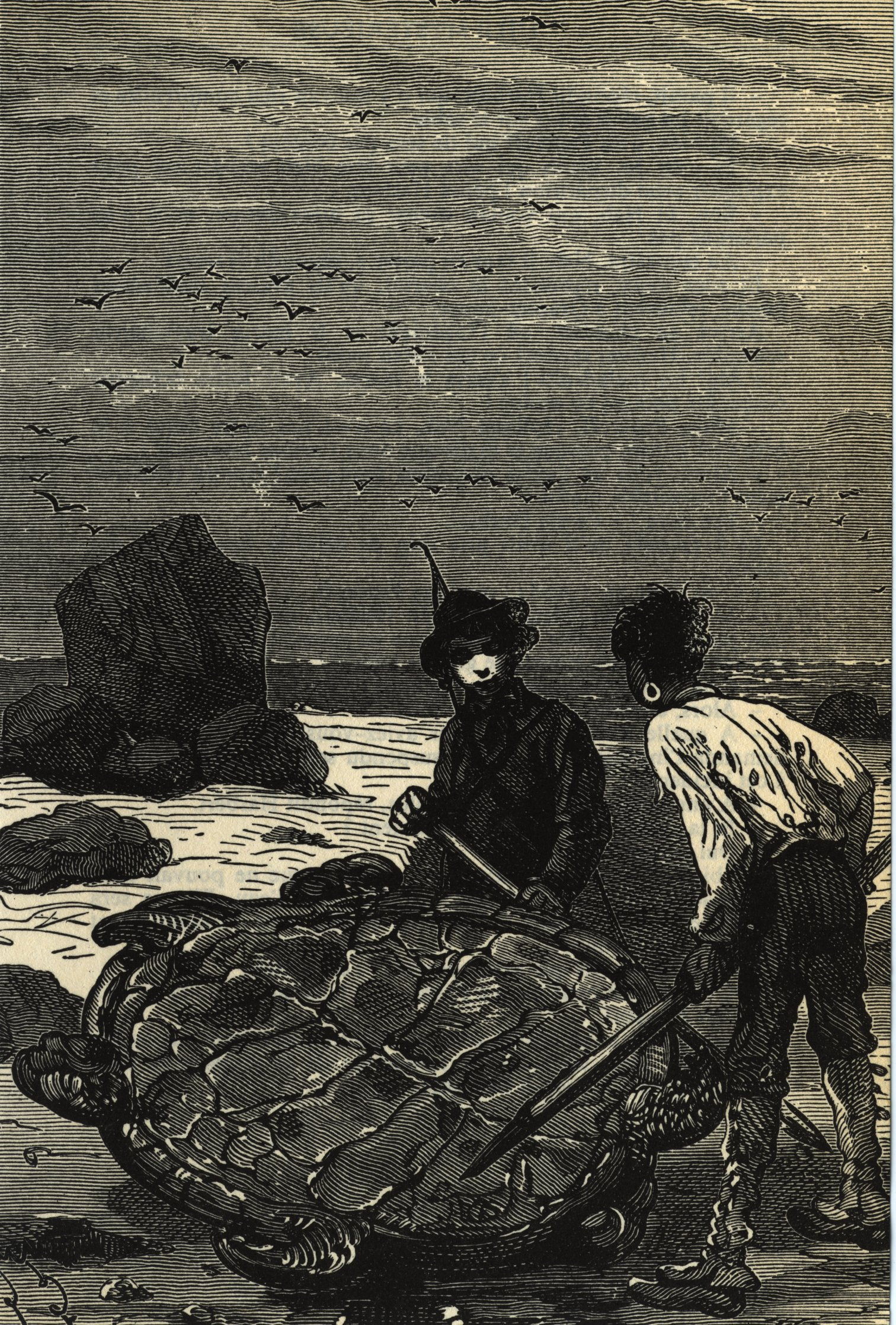
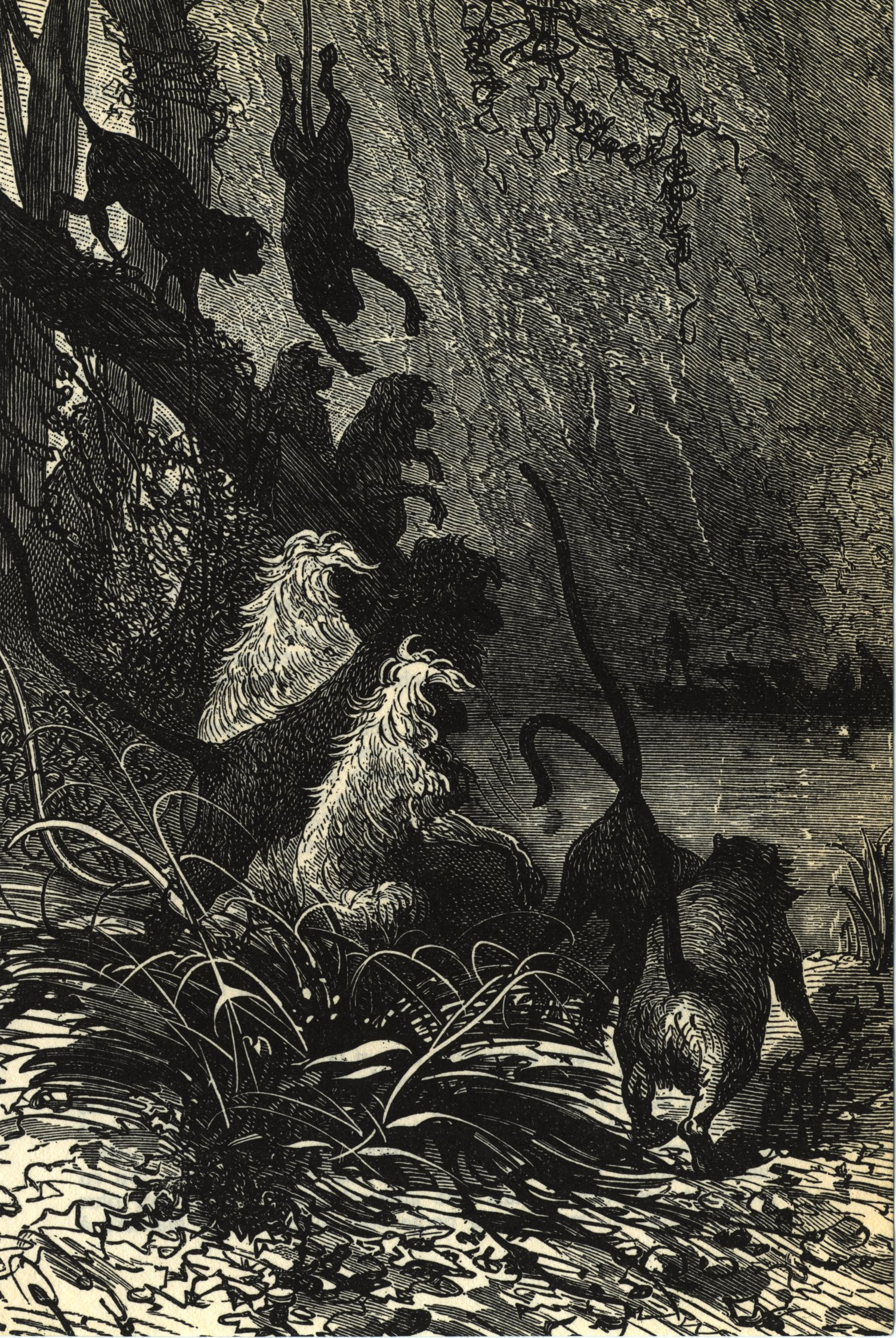
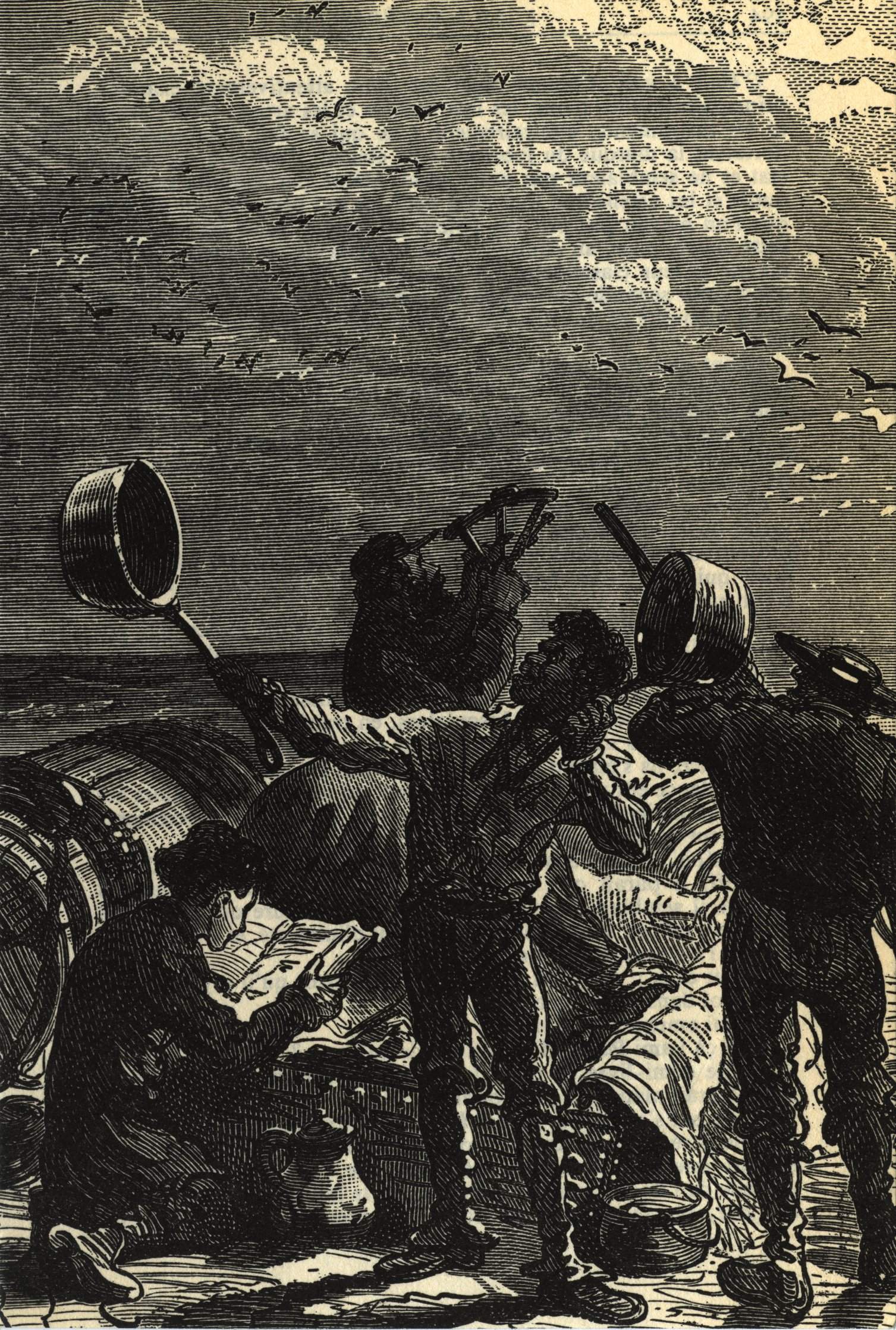
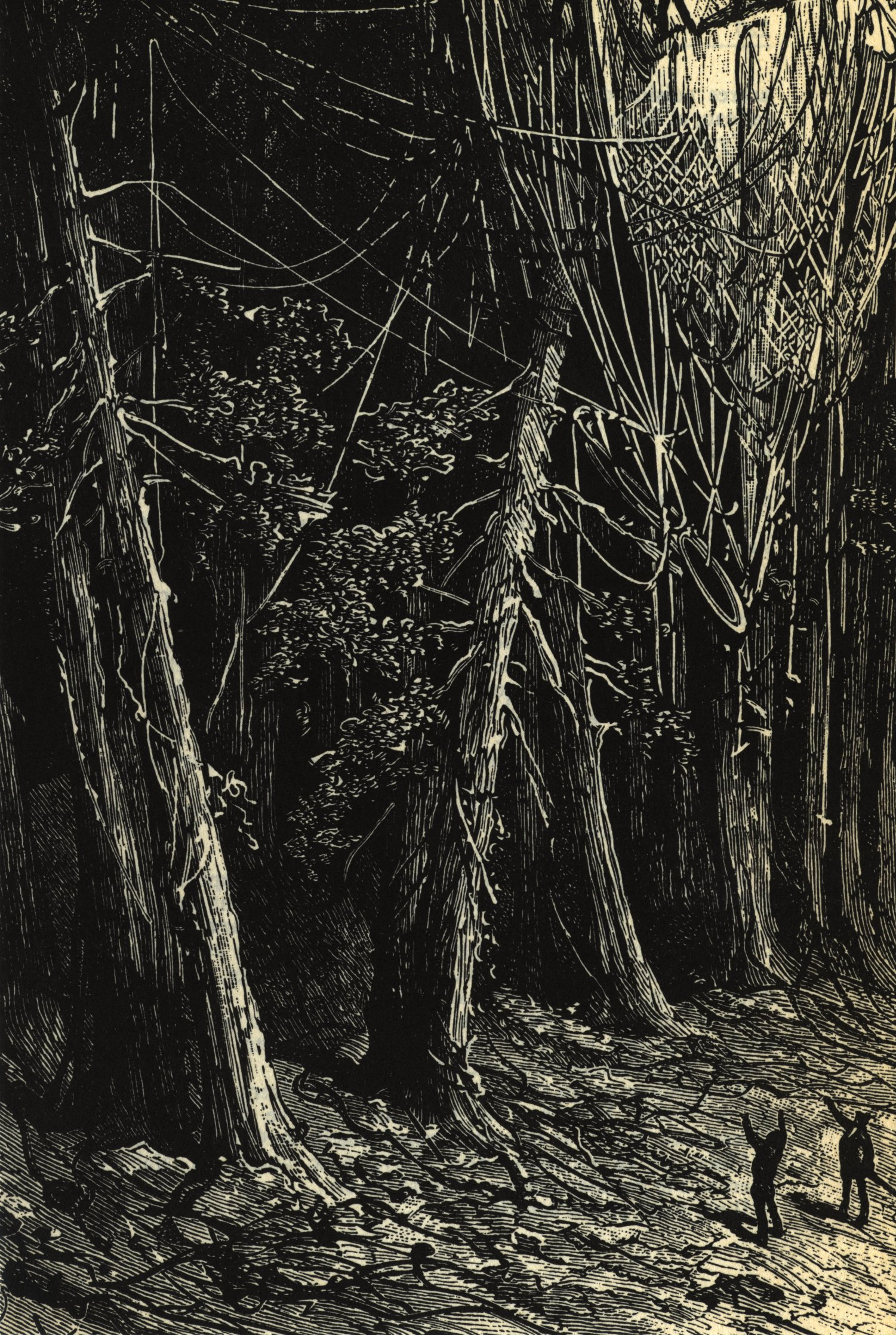
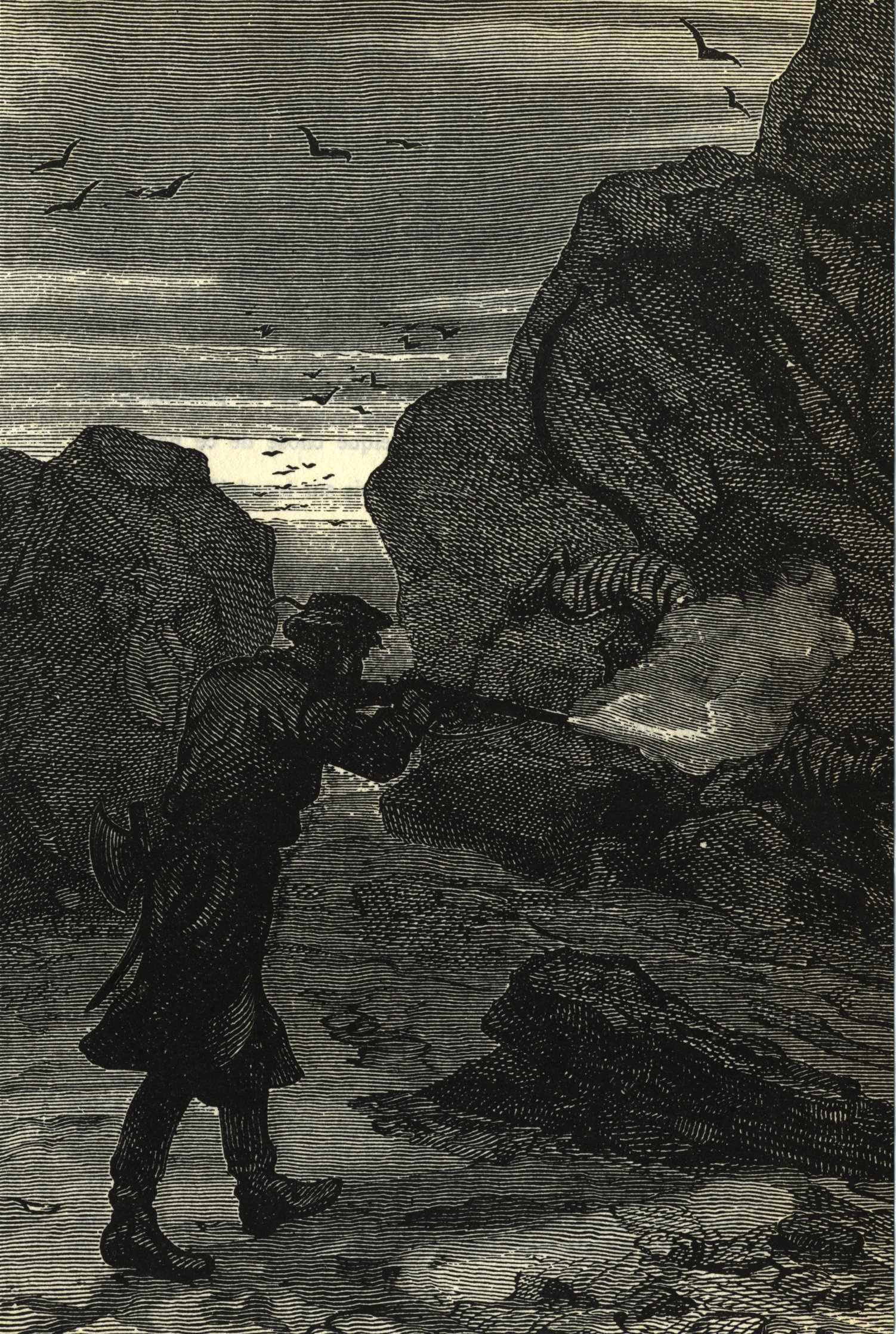
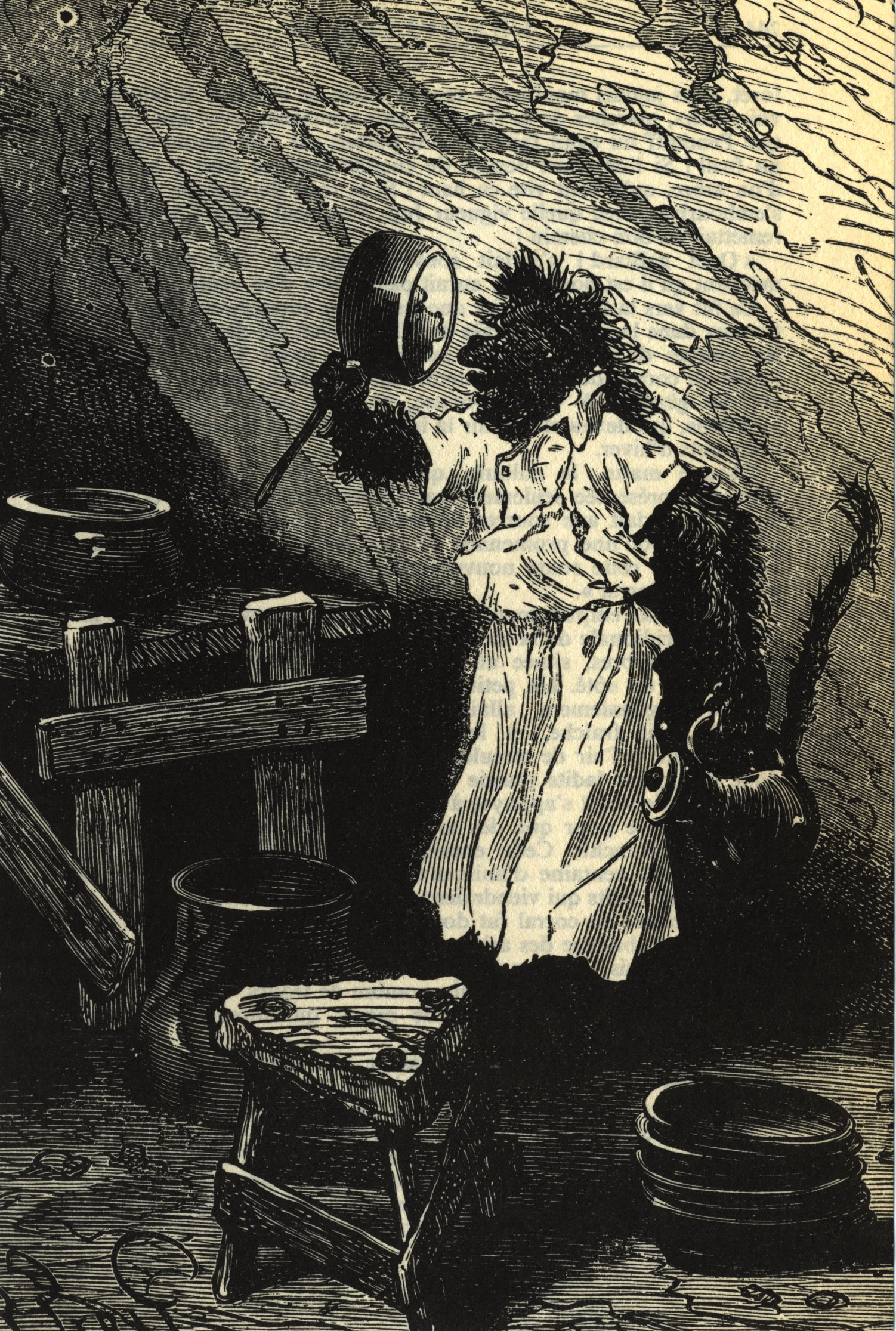
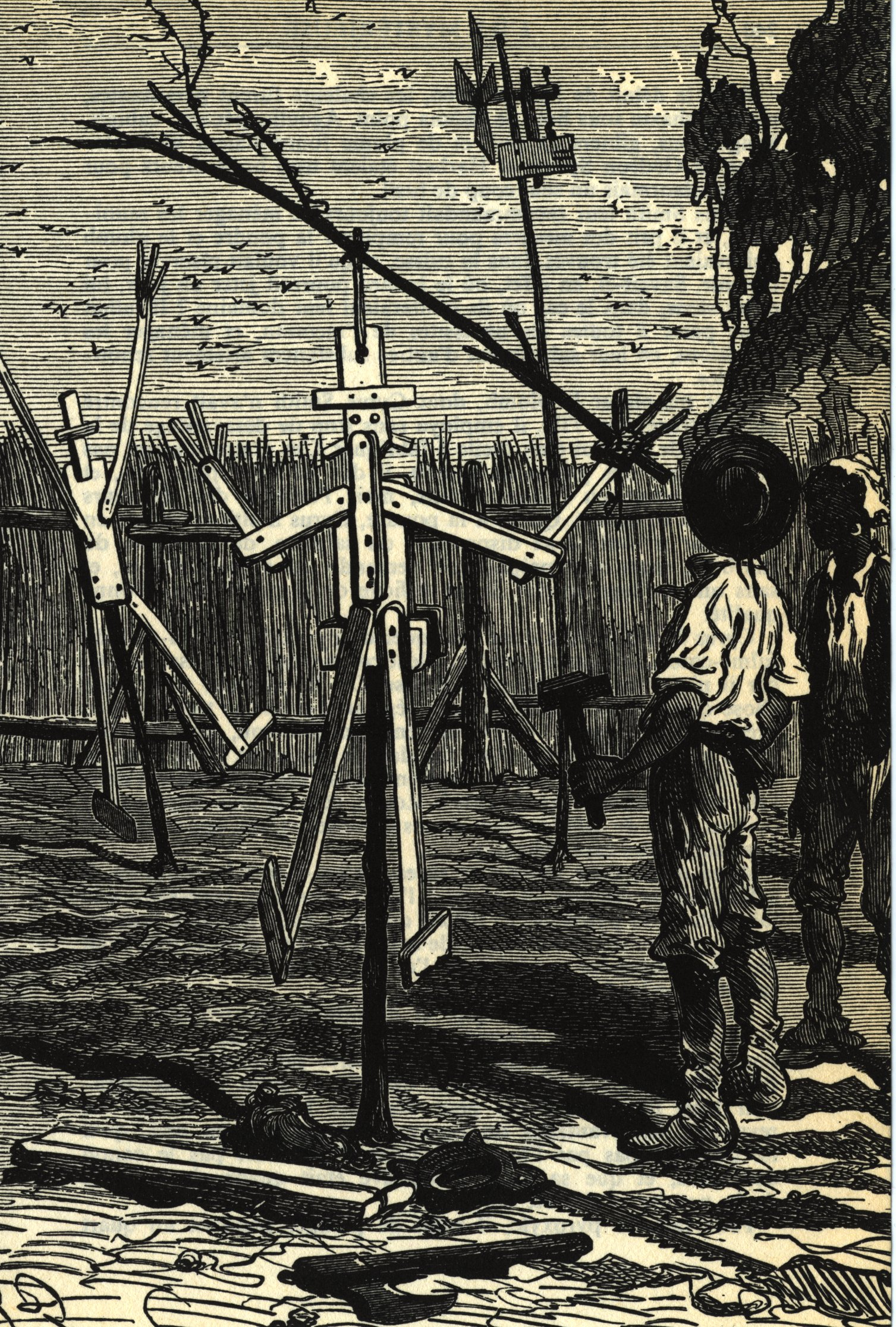
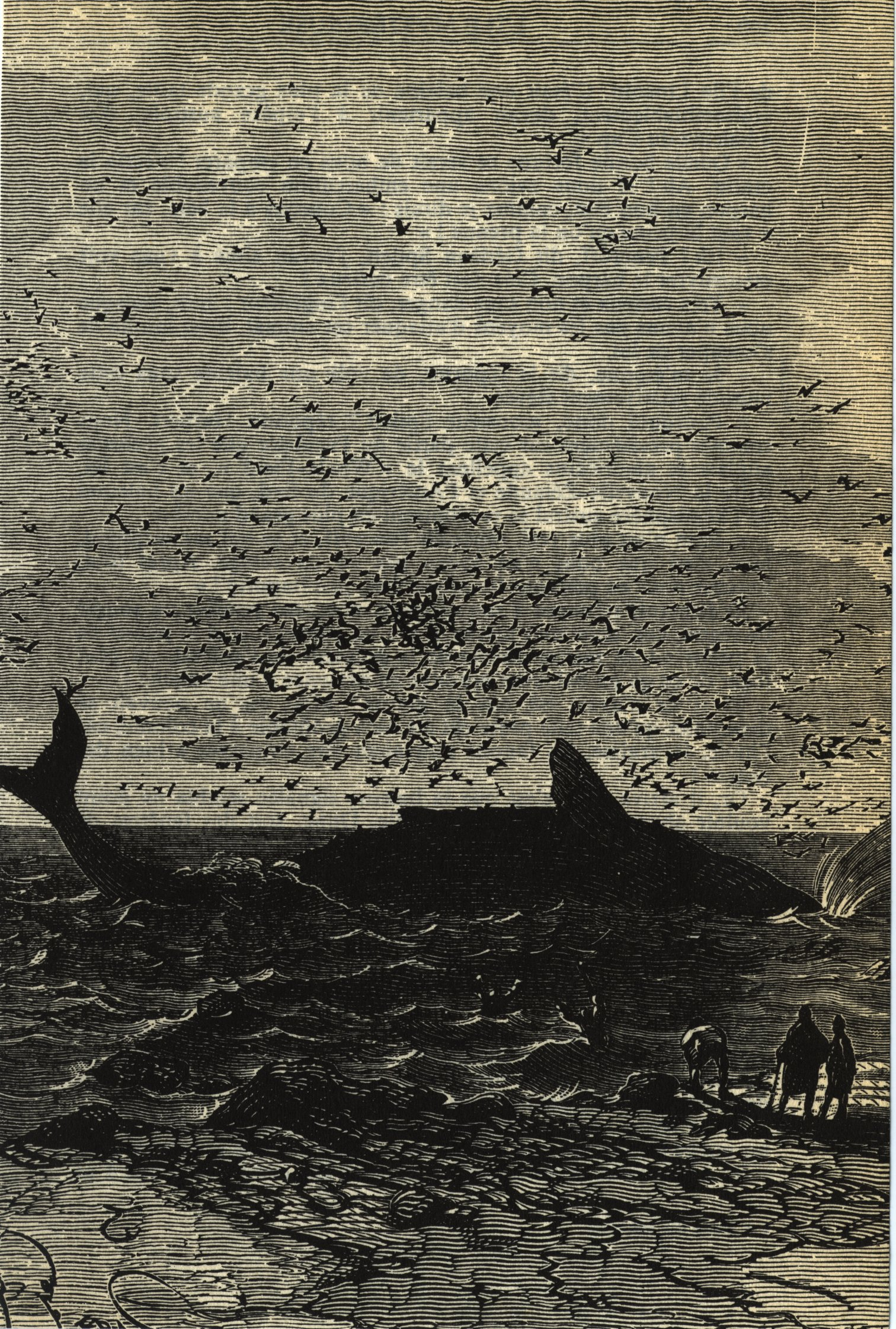
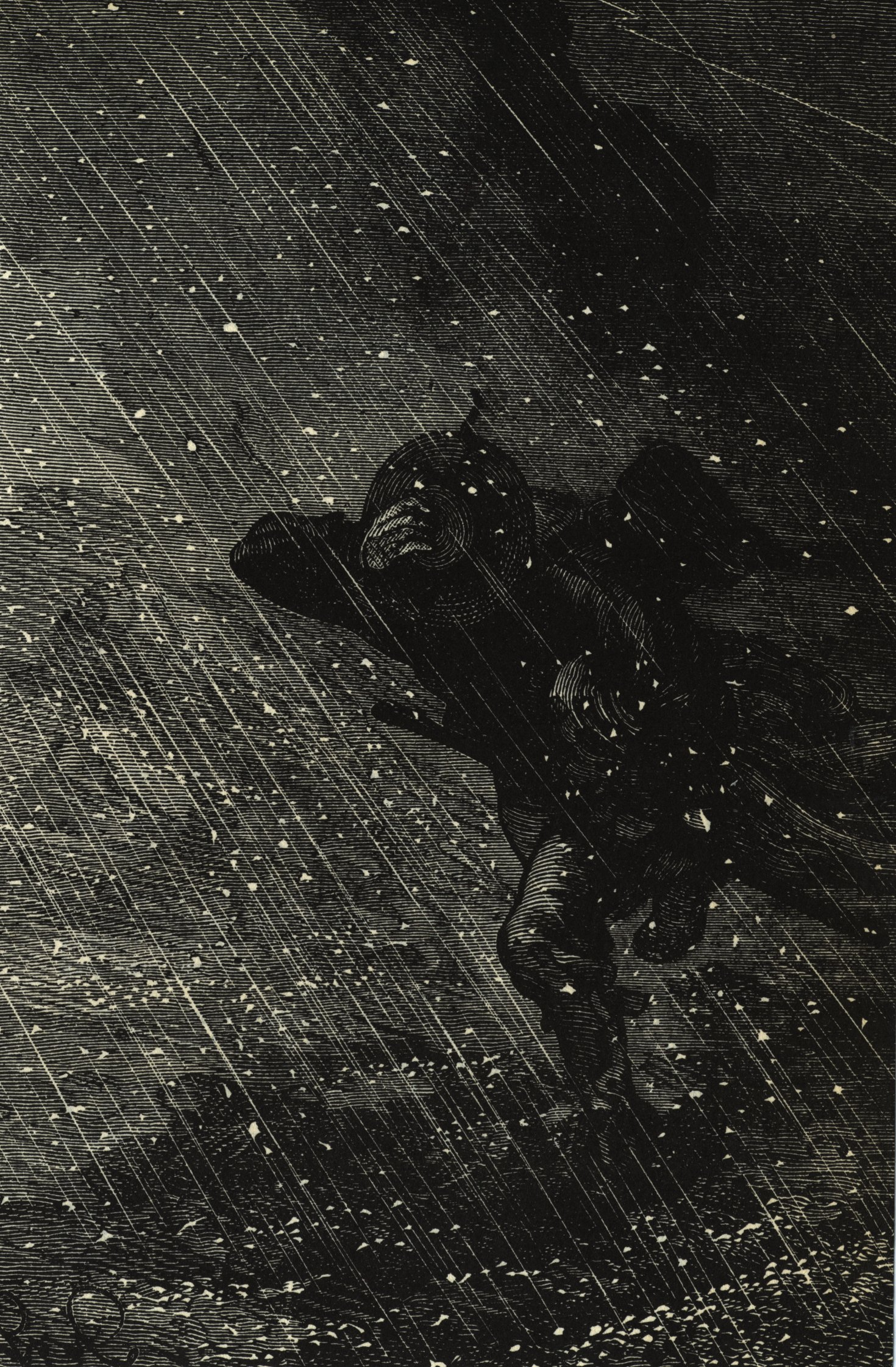
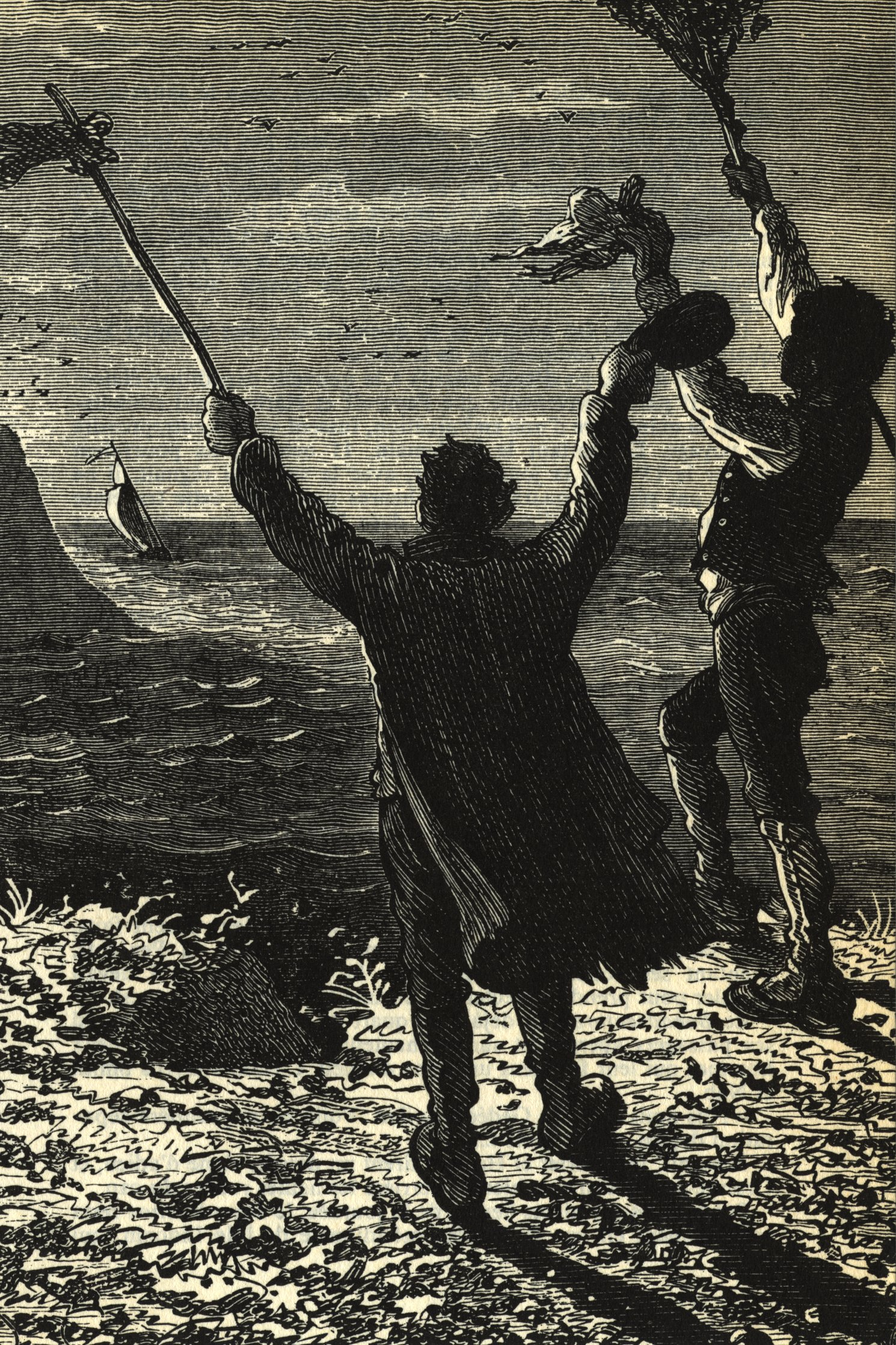
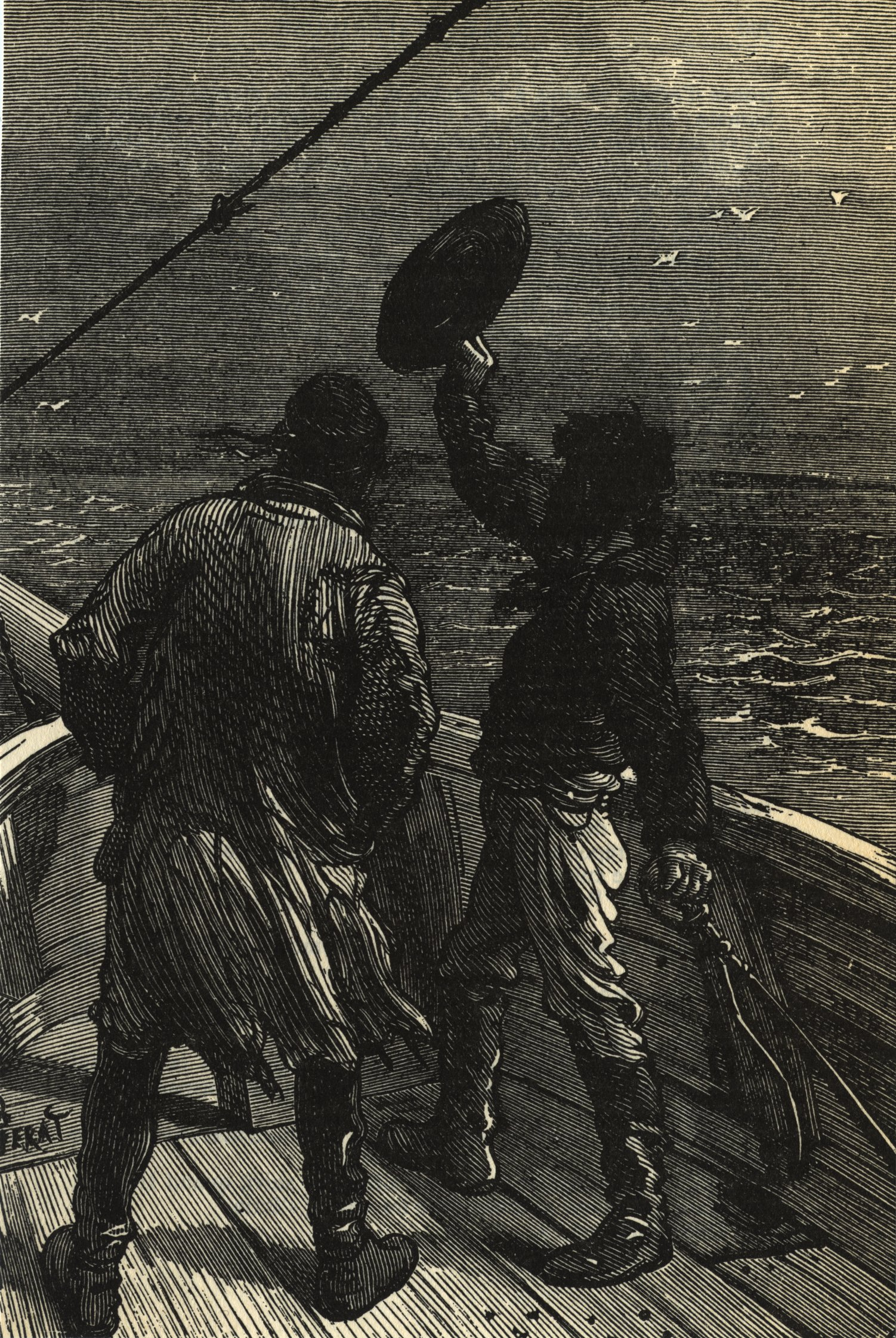
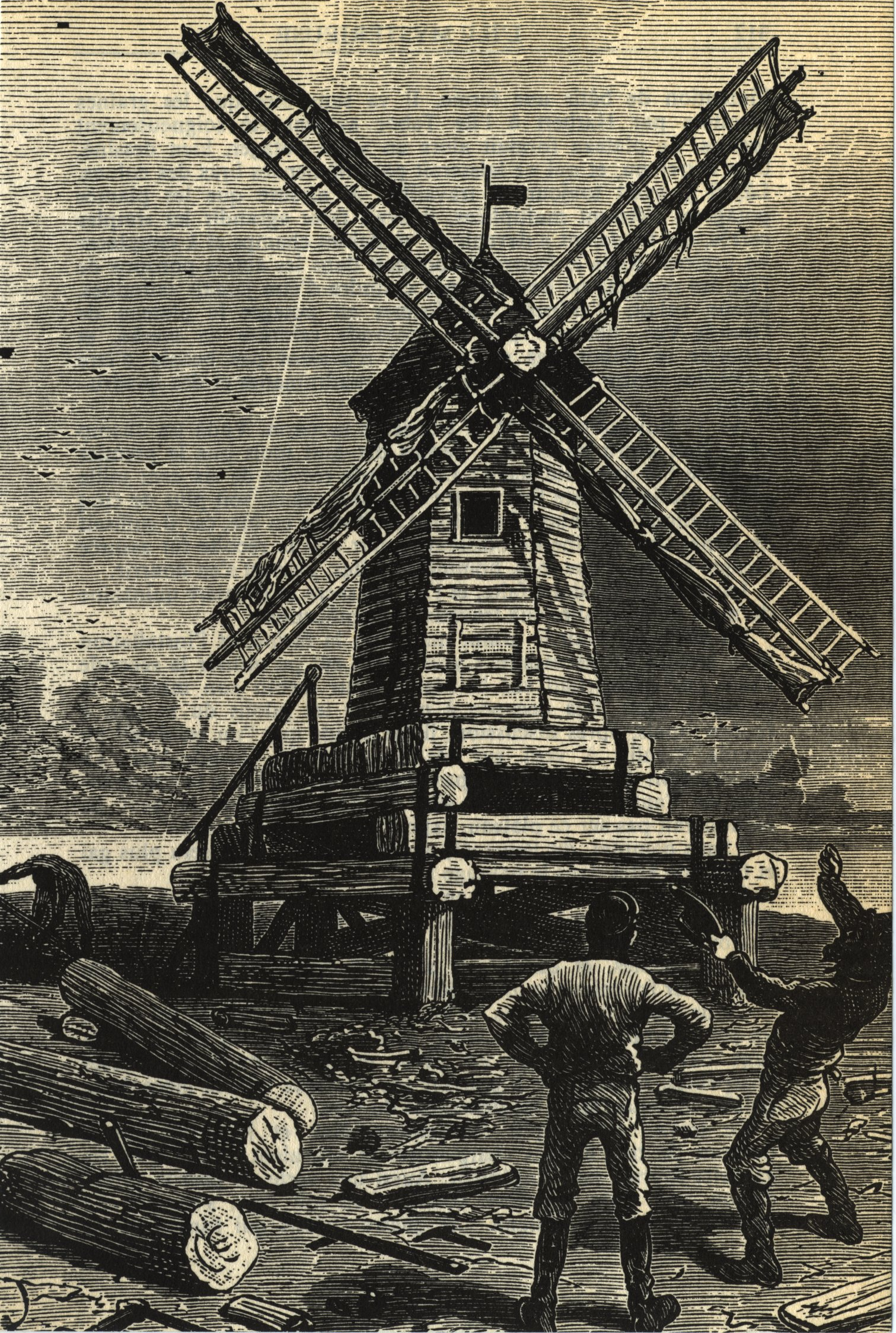
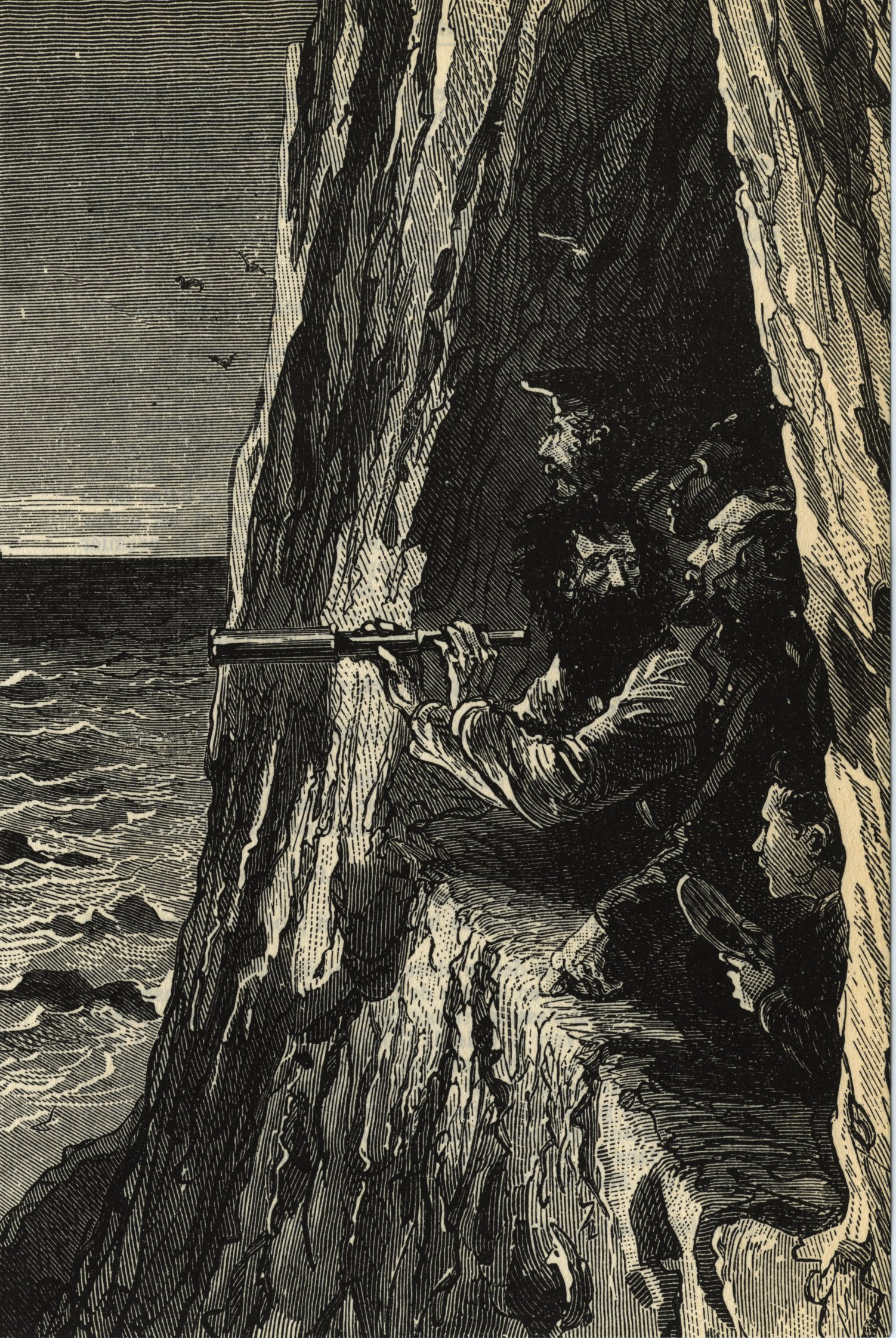
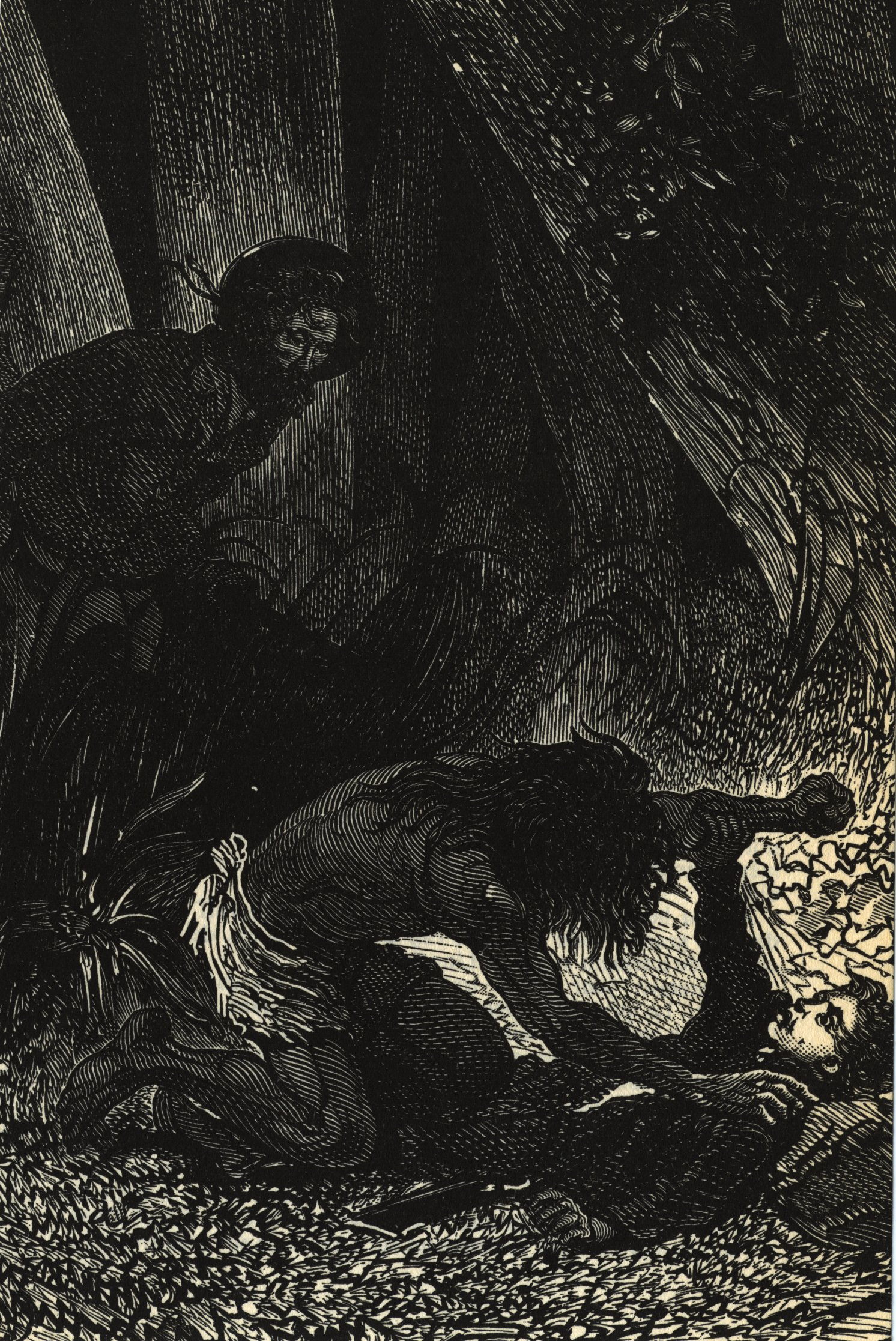
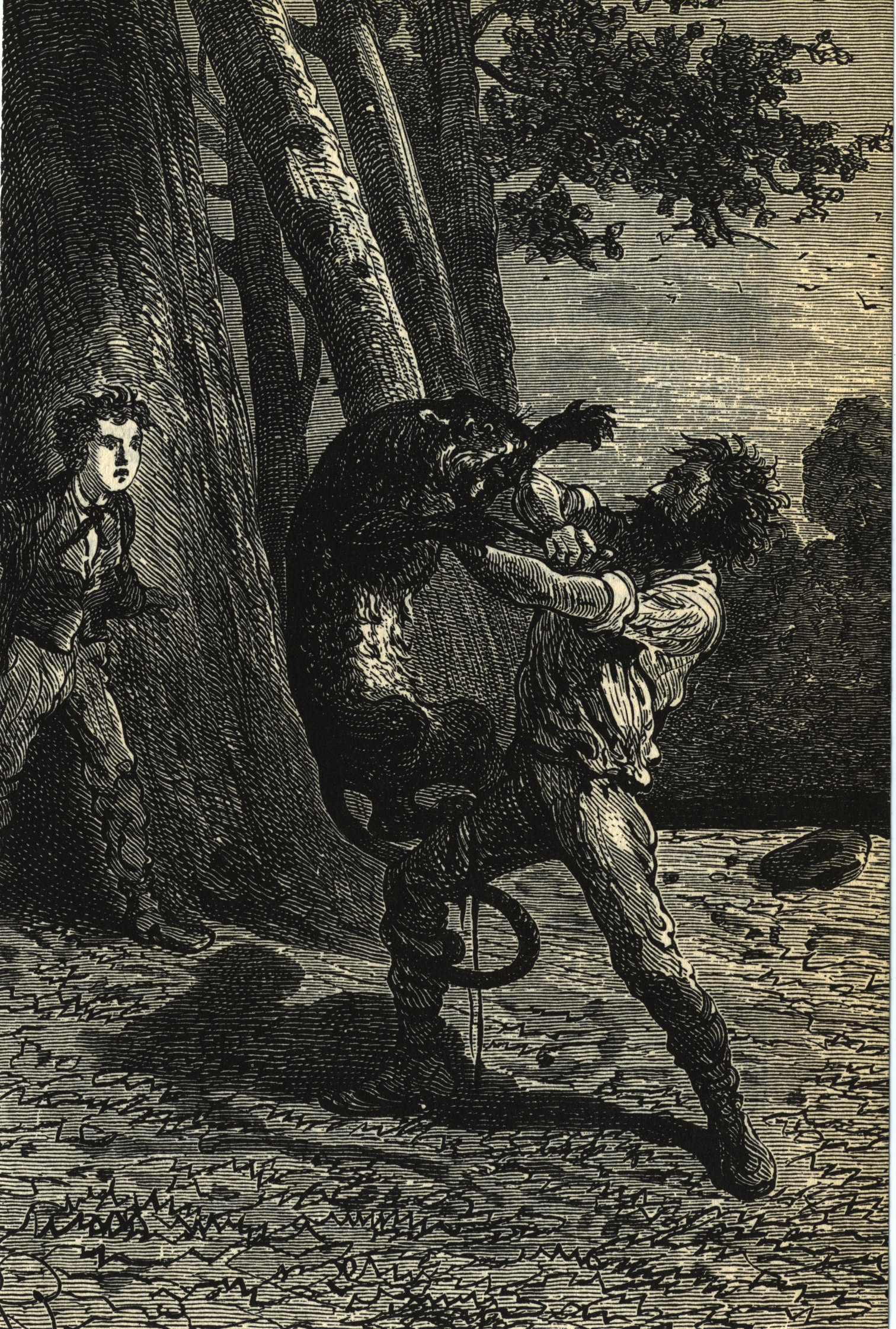
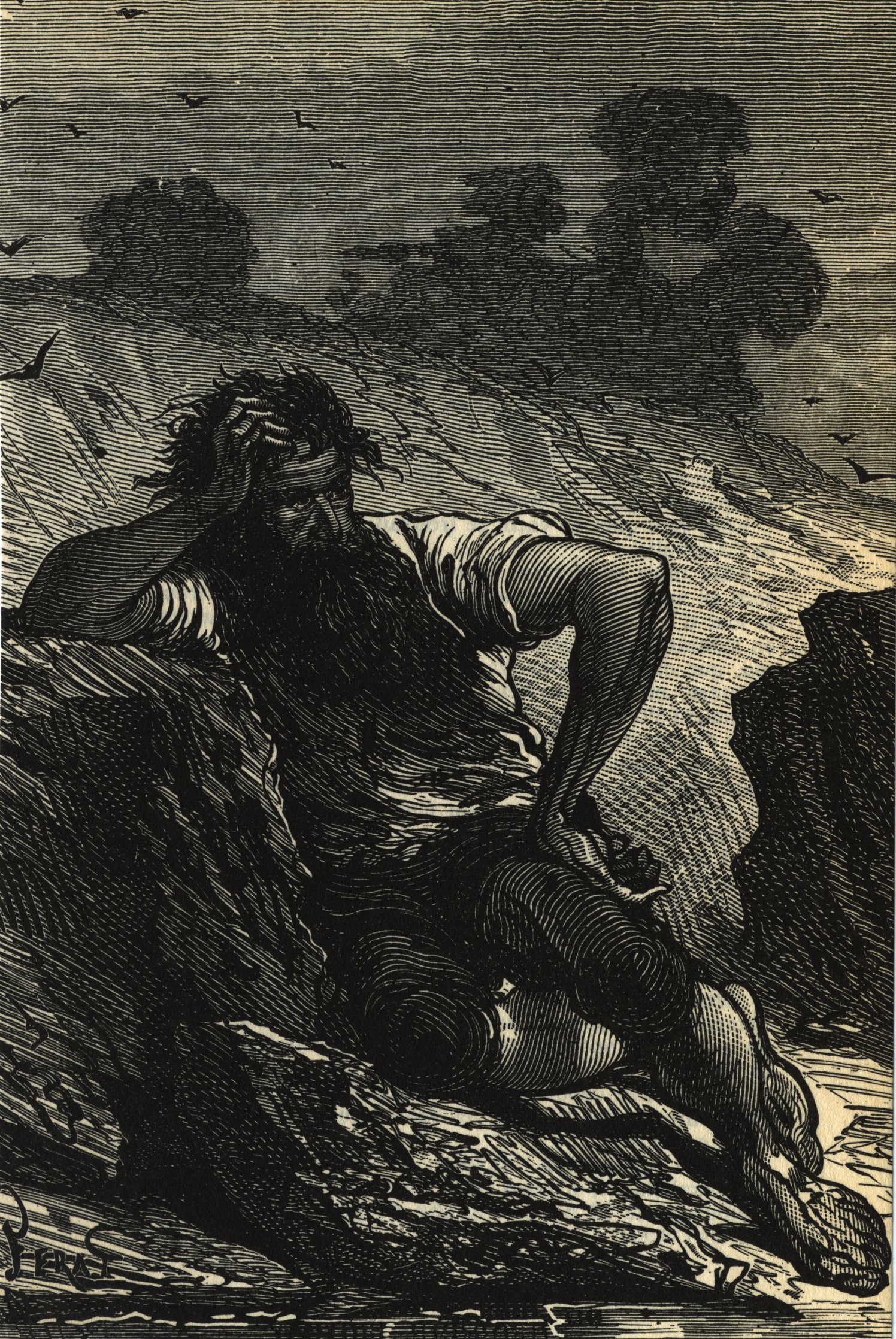
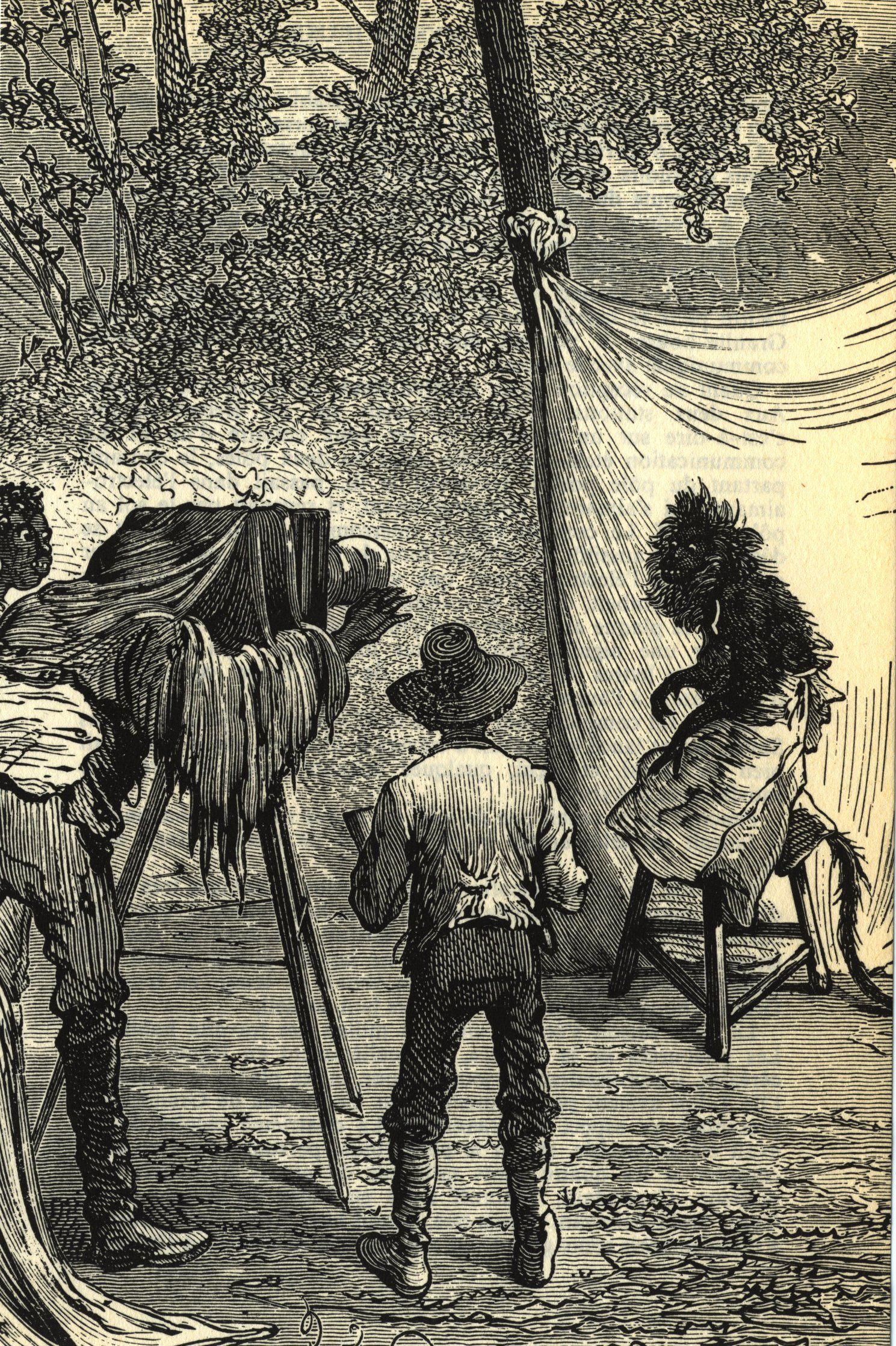
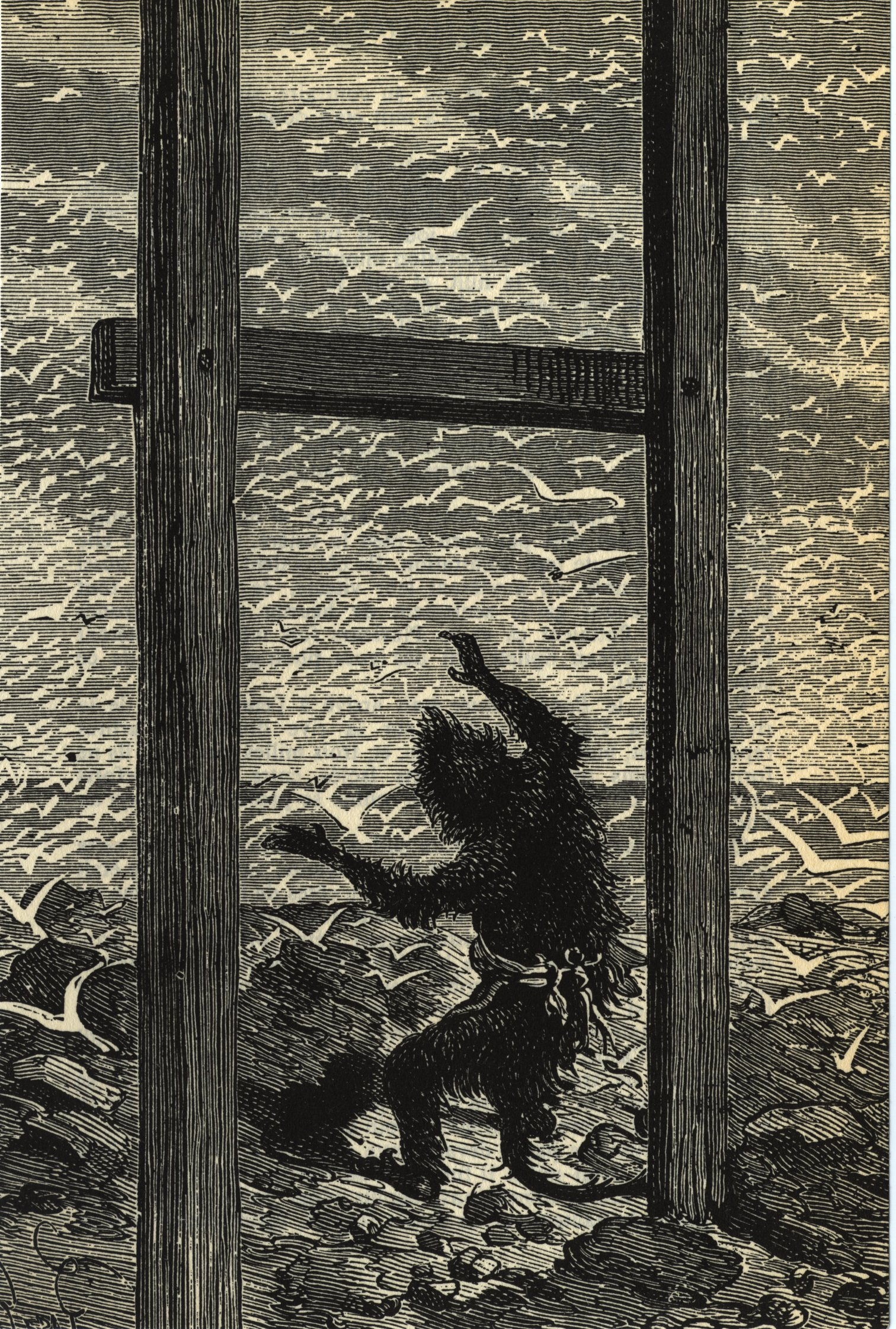
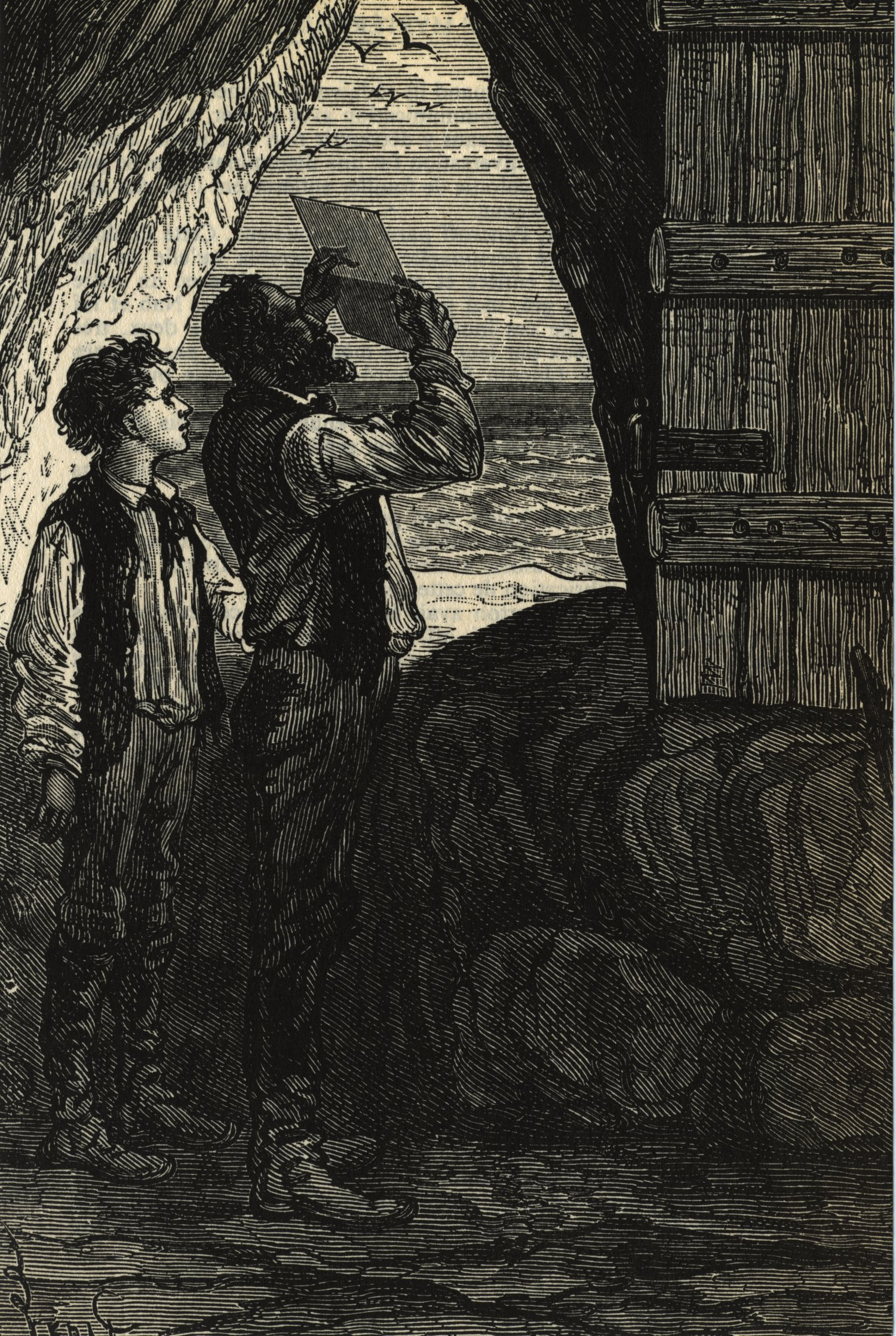
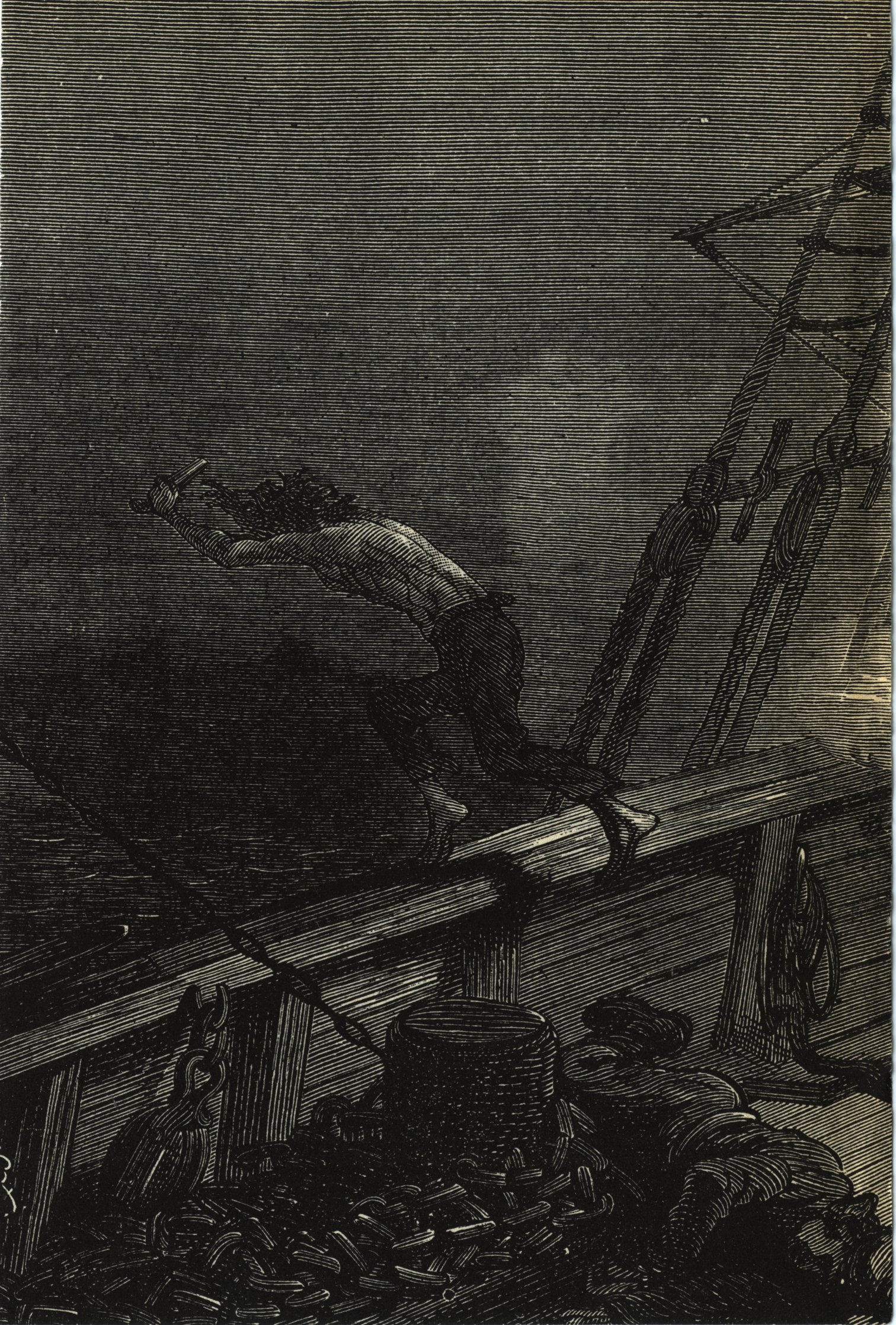
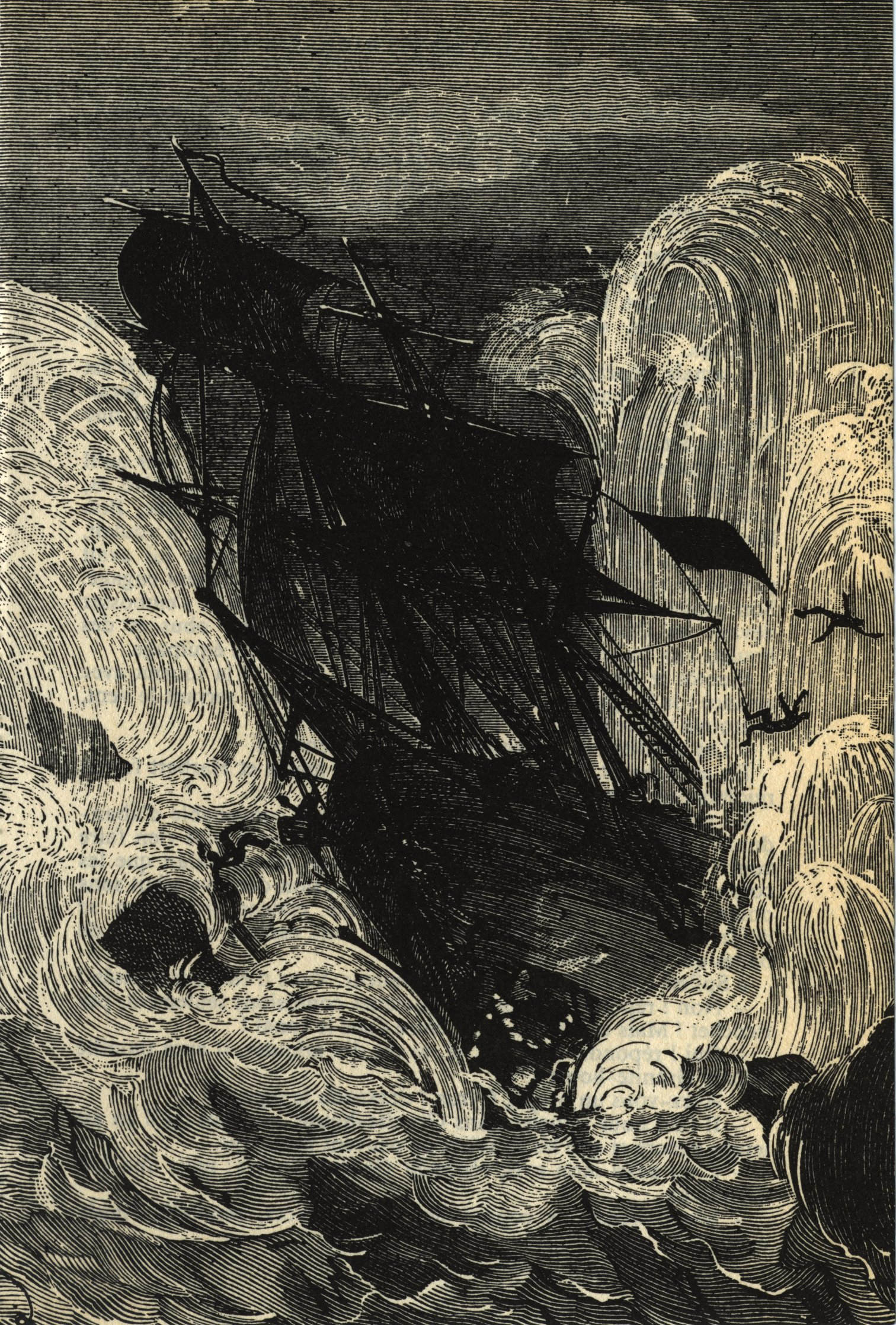
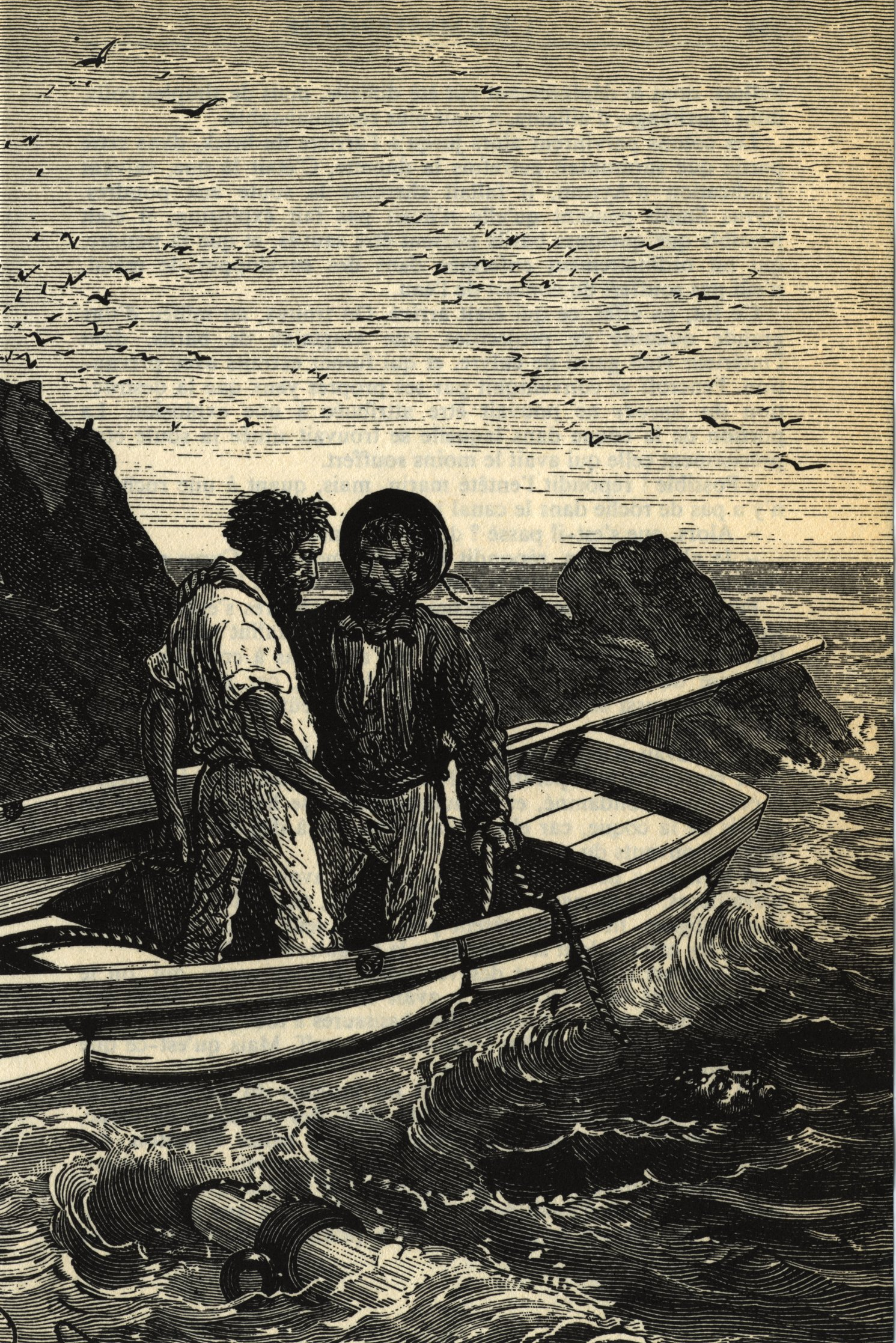
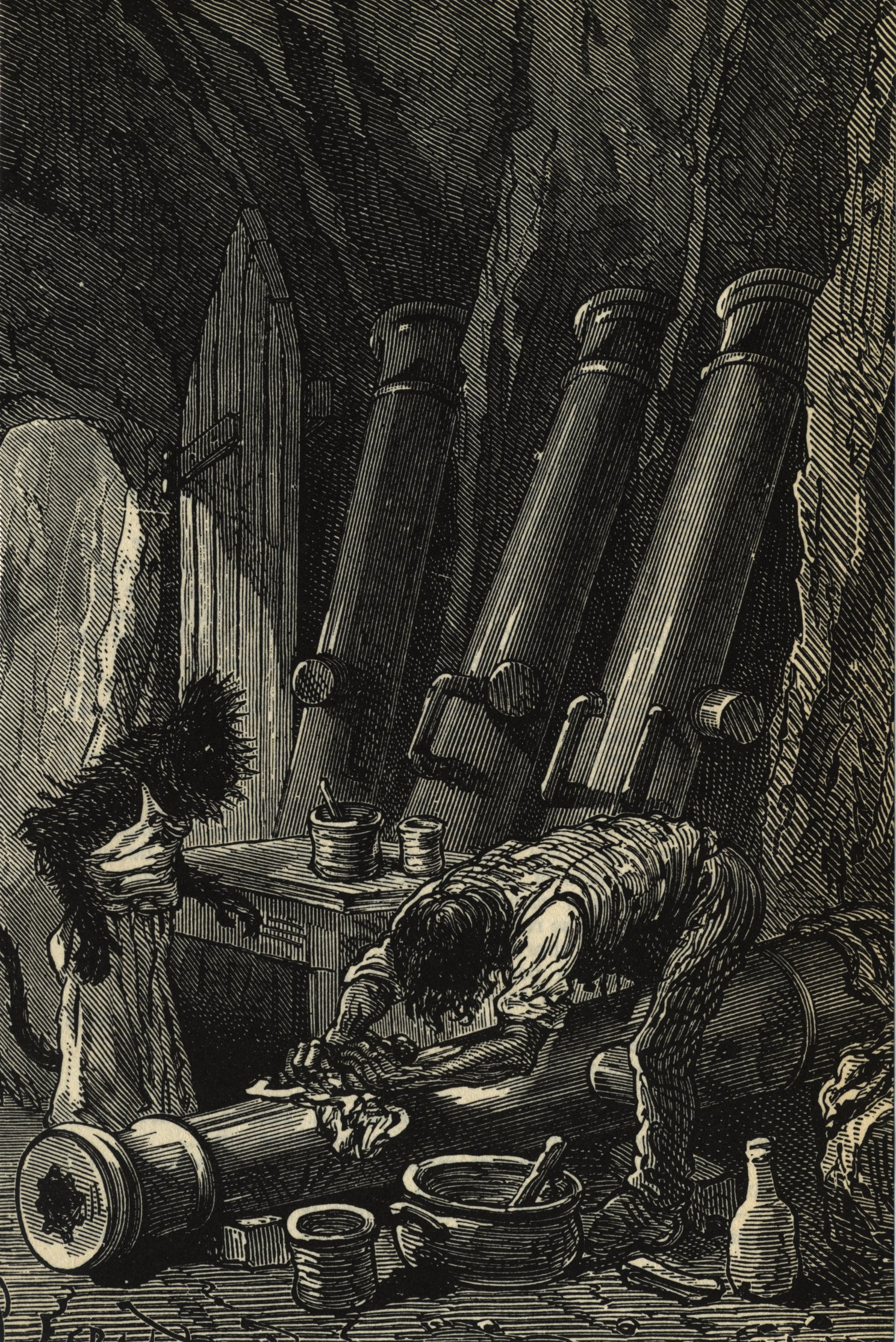
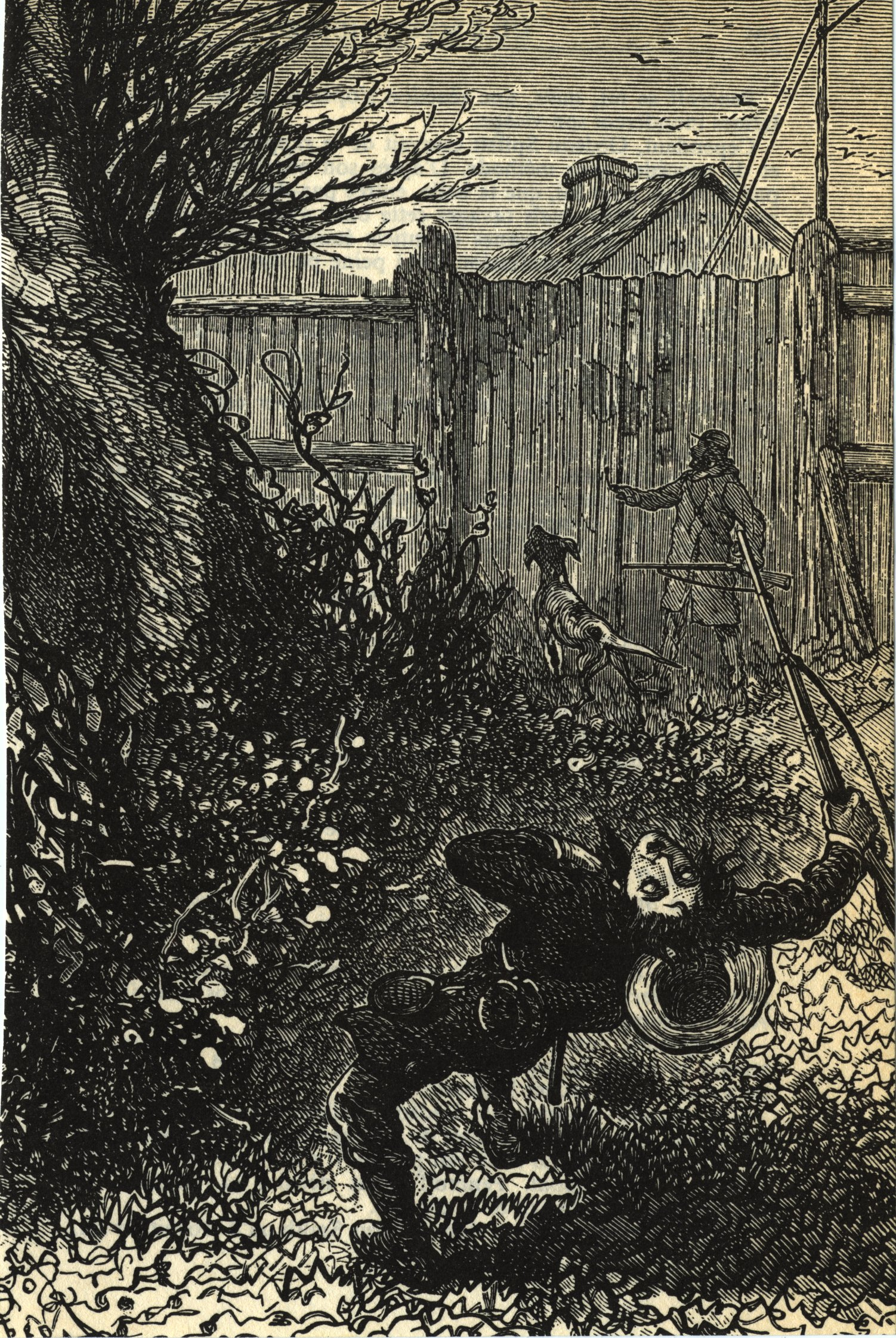
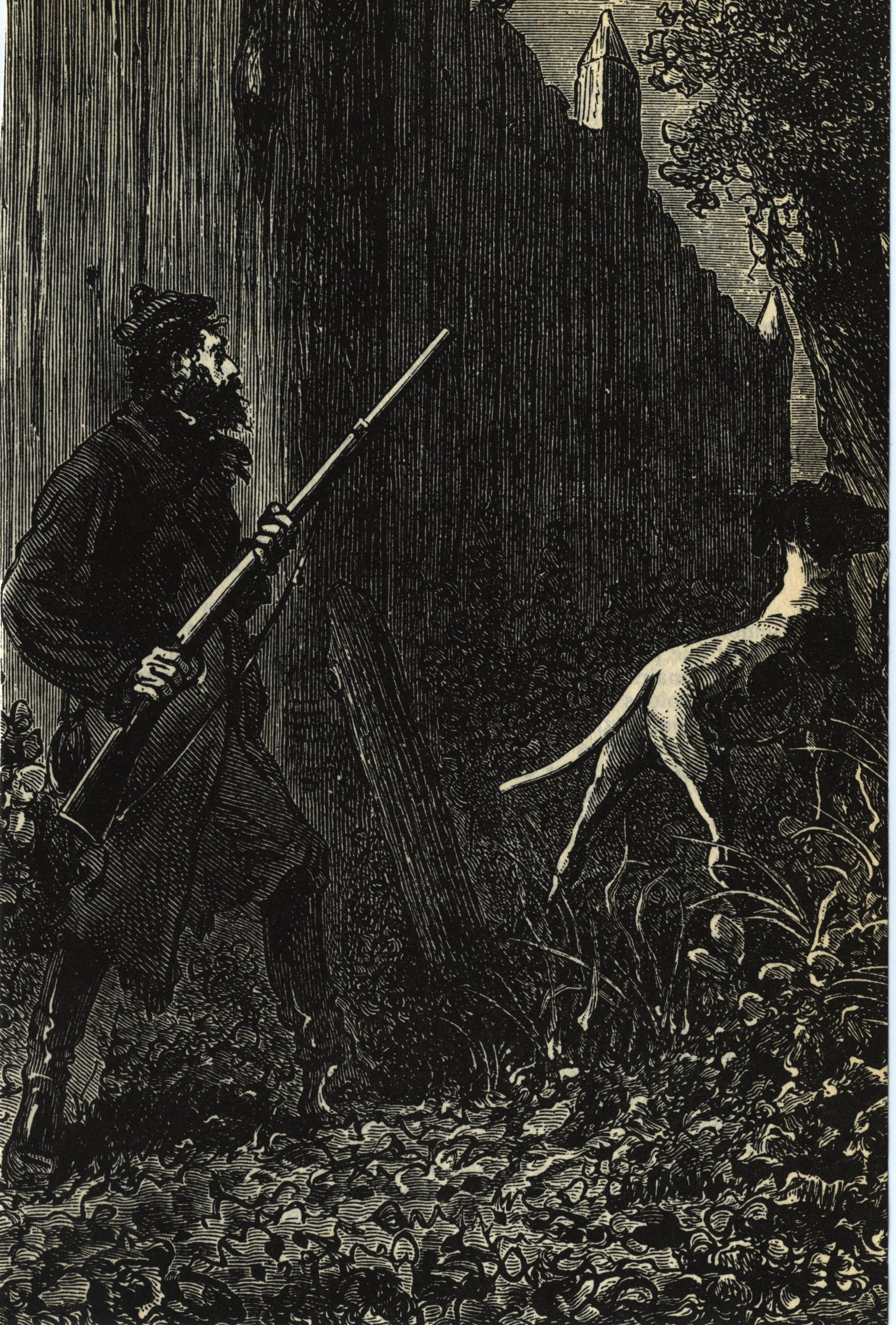
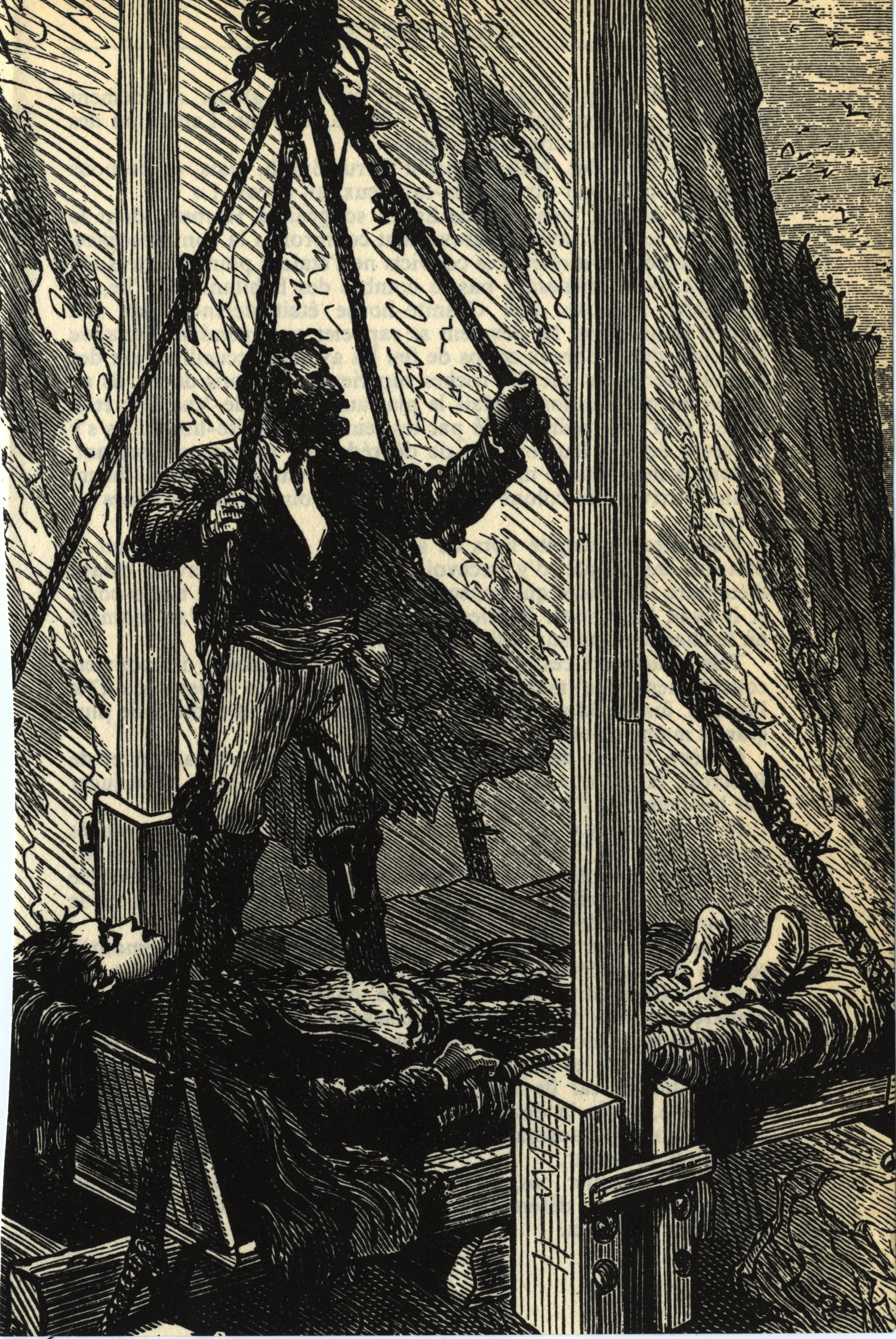
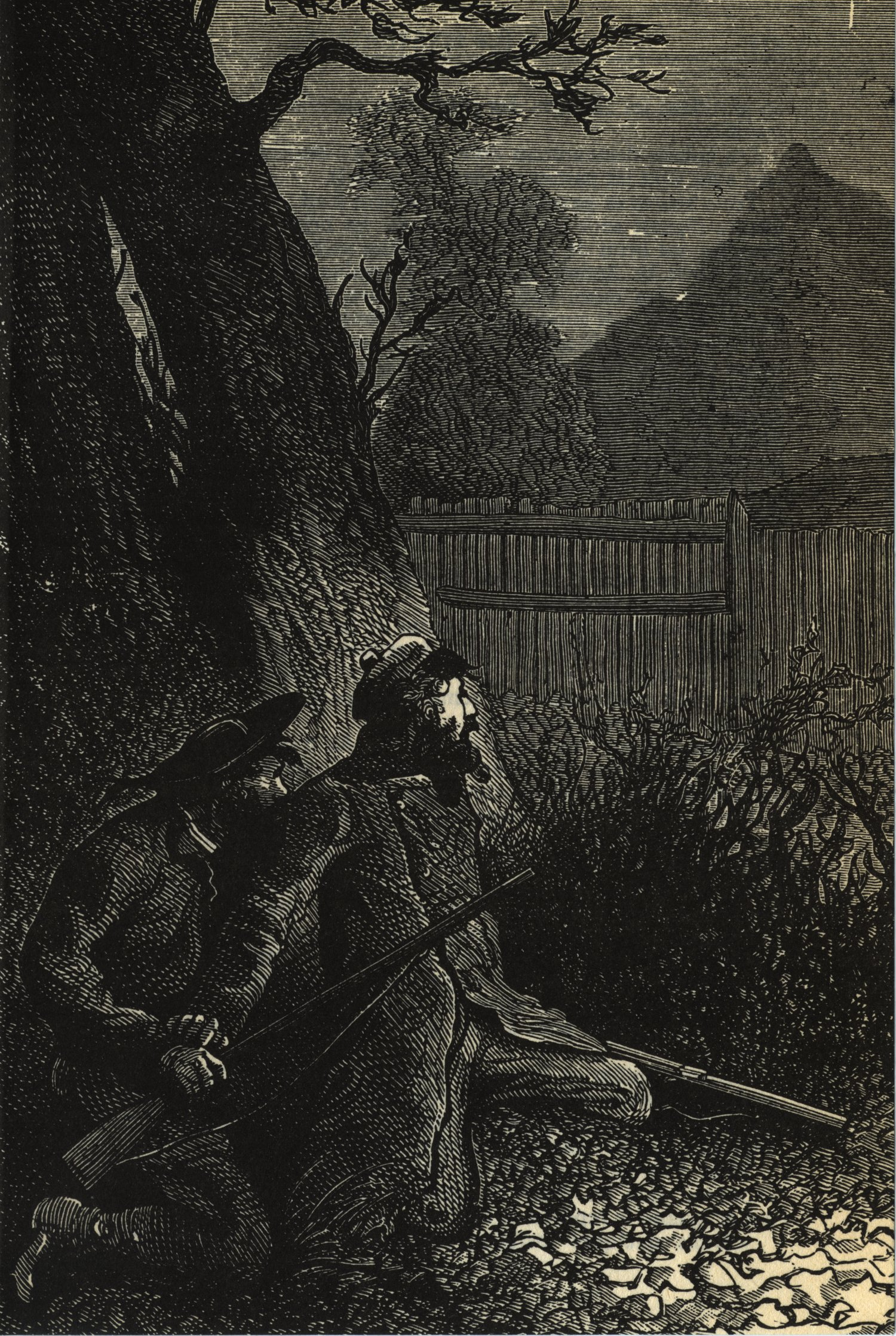
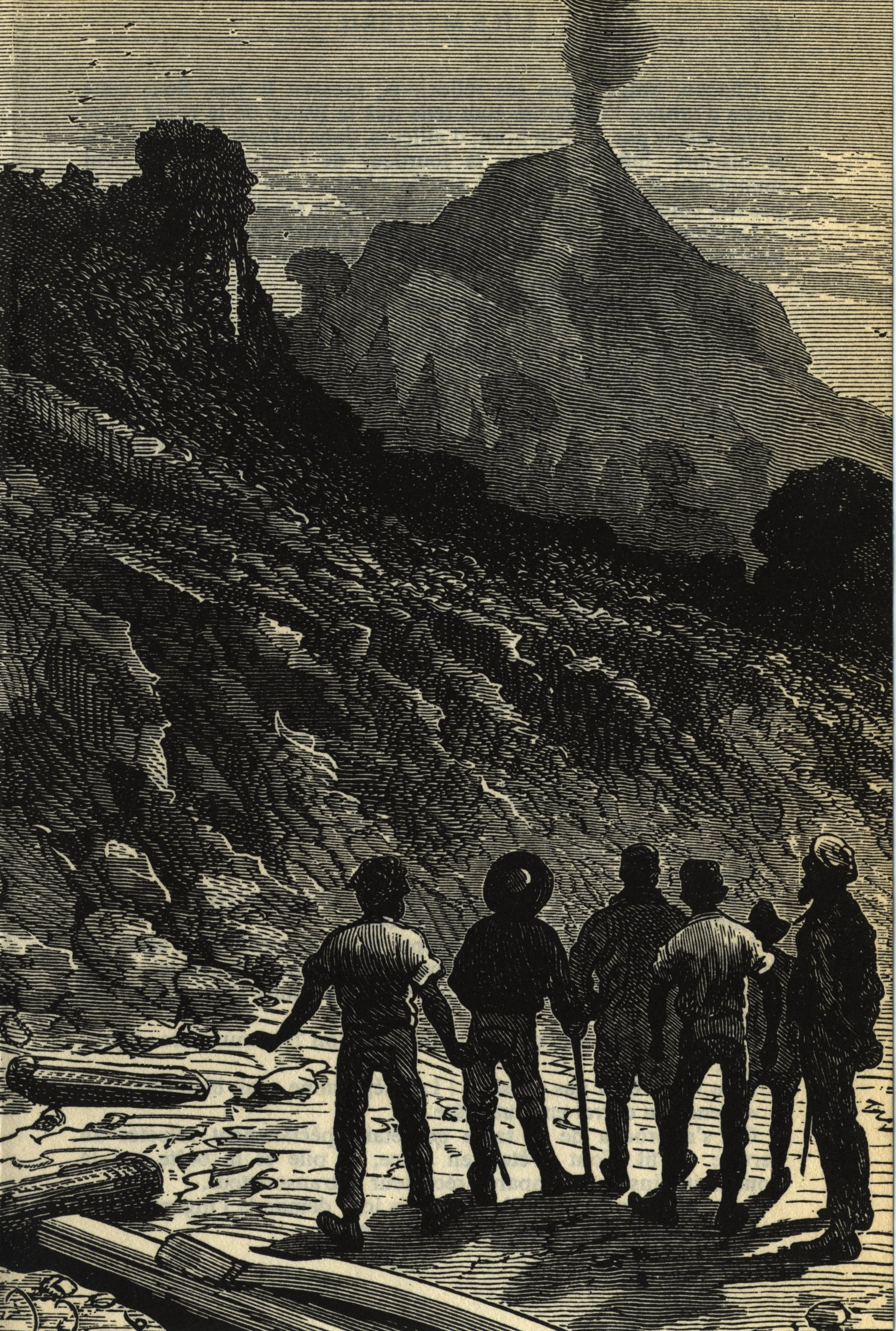
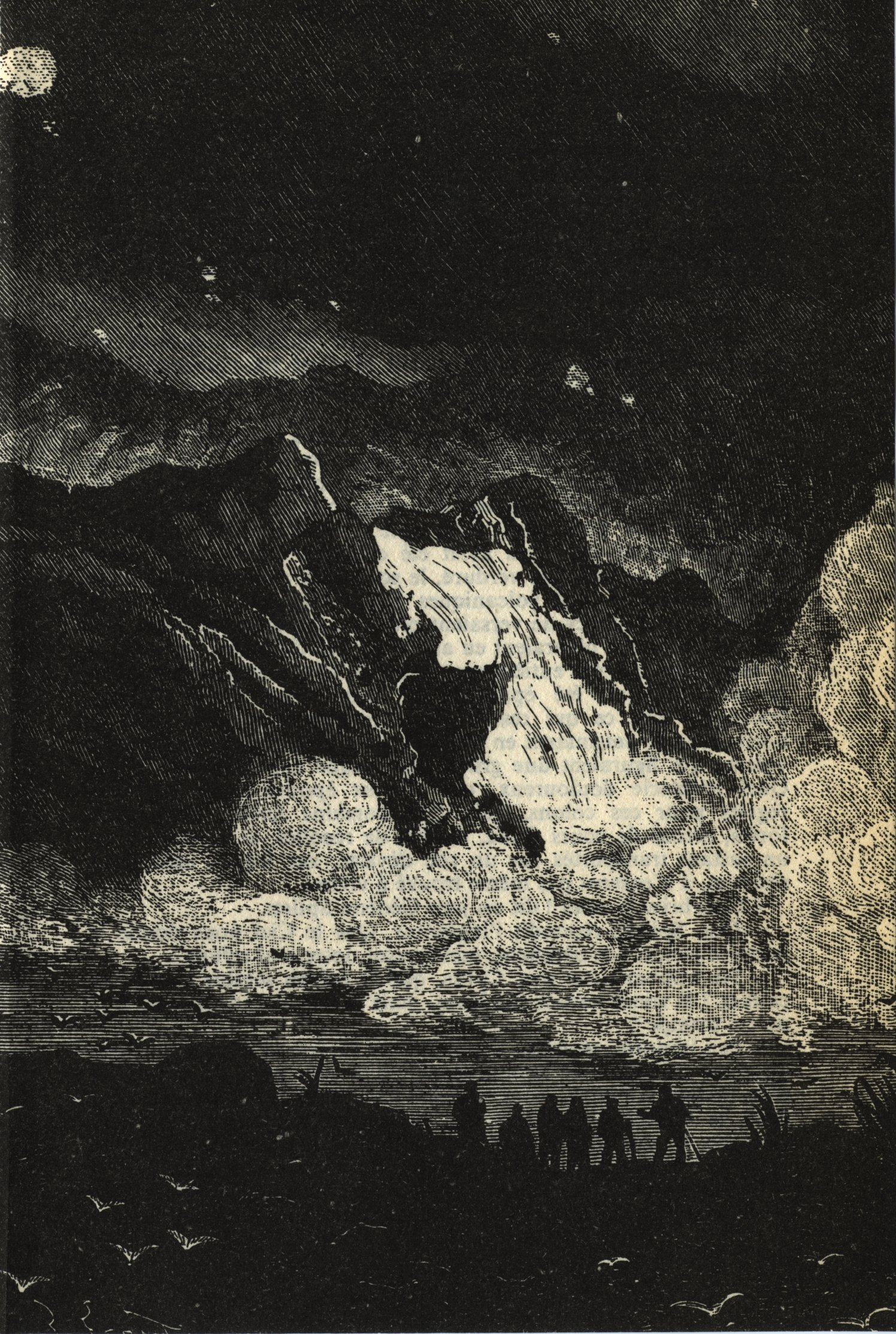

## Adaptaciones
- Anexo:Adaptaciones de la novela La isla misteriosa